# 曼哈顿计划
曼哈顿计划（英語：Manhattan Project）是第二次世界大战期间研发出人类首枚核武器的一项军事计划，由美国主导，英国和加拿大协助进行。1942年至1946年间，曼哈顿计划由美国陆军工程兵团少将莱斯利·格罗夫斯领导，设计制造原子弹的洛斯阿拉莫斯实验室则由核物理学家罗伯特·奥本海默负责。陆军对军事行动的惯例是用总部所在地命名，因而计划中陆军负责的部分称曼哈顿区。不过后来“曼哈顿”一名逐渐取代了原有的官方计划代号代用材料项目发展（Development of Substitute Materials），成为对整个计划的称呼。该计划在发展过程中逐渐吸取融合了英国在合金管工程中的发现。曼哈顿计划在1939年便已小规模进行，后来规模愈来越大，总共雇有13万余人，花费22亿美金（折合2020年的254亿美元），其中逾九成是花在了建造工厂、生产可裂变物质上，只有不到一成用在武器研发生产上。研发工作和生产工程分散在美国、英国、加拿大三国30多个不同的地点。
战争期间，曼哈顿计划共研究出两种不同设计的原子弹：一种是较为简单的枪式，另一种是结构复杂的内爆式。其中，枪式设计促就了后来的“小男孩”，其弹芯用的是铀的同位素鈾-235，这种同位素的天然丰度只有0.7%，需要从自然界中更为丰沛的同位素鈾-238中分离出来。不过，两种同位素化学性质完全相同，原子质量接近，分离元素的工作阻碍重重。最后，計劃采用三种不同的方法来濃縮鈾——电磁分离法、氣體擴散法和热泳法，绝大部分工序在美国田纳西州橡树岭的克林顿工程师工程进行。科学家还尝试过将钚填入枪式原子弹中（“瘦子”），但未能成功。
内爆式武器中使用的是钚元素，由核反应堆增殖而来。1942年，在芝加哥大学冶金实验室，人类历史上首座人工核反应堆芝加哥1号堆成功实现自持反应。随后，曼哈顿计划在橡树岭修建了试验核反应堆X-10石墨反应堆，又在华盛顿州的漢福德區修筑了若干增殖核反应堆，可将辐照过的铀通过核嬗变转化为钚；产出的钚再经化学方法（磷酸铋处理法）从铀中分离出来，最终装填入弹芯，成为后来的“胖子”。1945年的三位一体核试验中，人类引爆的首枚核弹“小工具”即是内爆式核武器。
曼哈顿计划还负责收集德國核武器開發計畫的情报。阿尔索斯任务中，曼哈顿计划的眼线遍布欧洲，有些甚至深入敌后，收集核裂变材料和机密文件、拘捕德国科学家。虽然曼哈顿计划保密工作十分严格，有许多内部人员甚至都不清楚自己工作的意义何在，不过还是有苏联的原子间谍渗入其中、窃取情报。
1945年8月，美军派出B-29轰炸机飞往日本，其中飛行员、投弹手和技术人员均由曼哈顿计划人员担任。机组在广岛、长崎分别掷下“小男孩”和“胖子”，造成10余万人死亡、建筑大范围损毁。战后，美军执行十字路口行动，在比基尼环礁进行了数次核试验。曼哈顿计划中的科研机构演变为后来的美国国家实验室体系，其科研成果也被用来发展核动力海军與用於医學。1947年，美国原子能委员会成立并接管美国的核武器研究生产项目，曼哈顿计划正式停止。

## 源起
1938年，德国化学家奥托·哈恩和弗里茨·施特拉斯曼共同发现了核裂变现象，不久后莉泽·迈特纳与奥托·弗里施又洞晓了其背后的理论原理，使得核武器的开发有了理论依据。当时人们很担心德国会率先造出原子弹，从納粹德國等法西斯国家流亡的科学家对此更是恐慌不已。1939年8月，匈牙利裔物理学家利奧·西拉德和尤金·维格纳共同起草愛因斯坦-西拉德信，警告有人可能要研发一种“极为强力的新型炸弹”。信中还强烈建议美国政府大量囤积铀矿，督促恩里科·费米等学者进行核連鎖反應的有关研究。信件由阿尔伯特·爱因斯坦落款署名，递送至时任美国总统富兰克林·德拉诺·罗斯福的手中。罗斯福命国家标准局局长莱曼·布里格斯组建铀顾问团，详议爱因斯坦-西拉德信提及的问题。布里格斯在1939年10月21日召开了一次会议，出席者有西拉德、维格纳和愛德華·泰勒。该年11月，委员会回禀罗斯福称，铀“或可被制成炸弹，其破坏力将远大于目前所知的任何武器”。
美國海軍向哥伦比亚大学资助了6,000美金，费米和西拉德将这笔钱基本都花在了购置石墨上。二人联手尤金·布思和约翰·邓宁等哥伦比亚大学教授实现了美国首个核裂变反应，验证了哈恩和施特拉斯曼的发现。他们随后又陆陆续续在哥伦比亚大学卜平樓制造了一系列核反应堆原型，但未能实现链式反应。1940年6月27日，国防部科研委员会（NDRC）成立，主席万尼瓦尔·布什立刻将铀顾问团划入NDRC，并改组为铀委员会，直接对他负责。布里格斯申请了167,000美元的经费用来研究铀（尤其是同位素鈾-235）和1940年在加利福尼亞大學发现的钚元素。1941年6月28日，罗斯福签署了第8807号总统令，成立了科学研究与开发办公室（简写为OSRD），继续由万尼瓦尔·布什担任主管，NDRC并入其中。除了研究任务外，OSRD还获准许参与大型工程项目。铀委员会从NDRC分离出来直属OSRD，安全起见，“铀”一字也被从委员会名称中移除，改名成“S-1分部”。
1939年6月，弗里施和魯道夫·佩爾斯在英国伯明翰大学对铀-235的臨界質量研究取得了重大突破。他们的计算显示，铀-235臨界質量的数量级在10（22磅）左右，可以搭载到轰炸机上。1940年3月，他们写下了《弗里施-佩尔斯备忘录》，正式开展英国原子弹计划，并成立穆德委员会。委员会全体一致建议展开原子弹的相关研发工作。该年7月，英国向美国公开了自己的科研成果，蒂泽德任务的学者约翰·考克饶夫还向美国科学家通报了英国的研究进展。他留意到美国这边的计划规模不如英国那边的大，进展也没英国的快。
在两国科学交流期间，穆德委员会将自己的研究成果展示给了美国。不过，委员会成员、澳大利亚物理学家马克·奥利芬特留意到穆德委员会的数据尚未转交至美方重要物理学家的手中，于是他在1941年8月下旬访美，调查穆德委员会的成果被忽视的原因，发现资料给到万尼瓦尔·布什后，就被锁到一边了。奥利芬特和铀委员会碰面后，又访问了伯克利，并说服了欧内斯特·劳伦斯开始研究铀。奥利芬特随后又与詹姆斯·科南特、阿瑟·康普顿和乔治·皮格勒姆等交流了意见。至此，他得到了自己想要的结果——美国的重要物理学家均已了解原子弹背后蕴藏的巨大潜力。
1941年10月9日，罗斯福总统在与布什和副总统亨利·华莱士会面后批准了原子弹研究计划。为掌控计划进度，罗斯福设立了最高决策团（Top Policy Group），组员有他自己（虽然罗斯福从未与会）、华莱士、布什、科南特、战争部长亨利·史汀生和陆军参谋长乔治·马歇尔上将。罗斯福决定让陆军接手原子弹研究计划，因为他认为在管理大型工程建设项目方面陆军比海军更有经验。他亦准许英、美两国相互合作，并在10月11日建议英国首相温斯顿·丘吉尔就原子弹问题相互协商。

## 可行性

### 提议

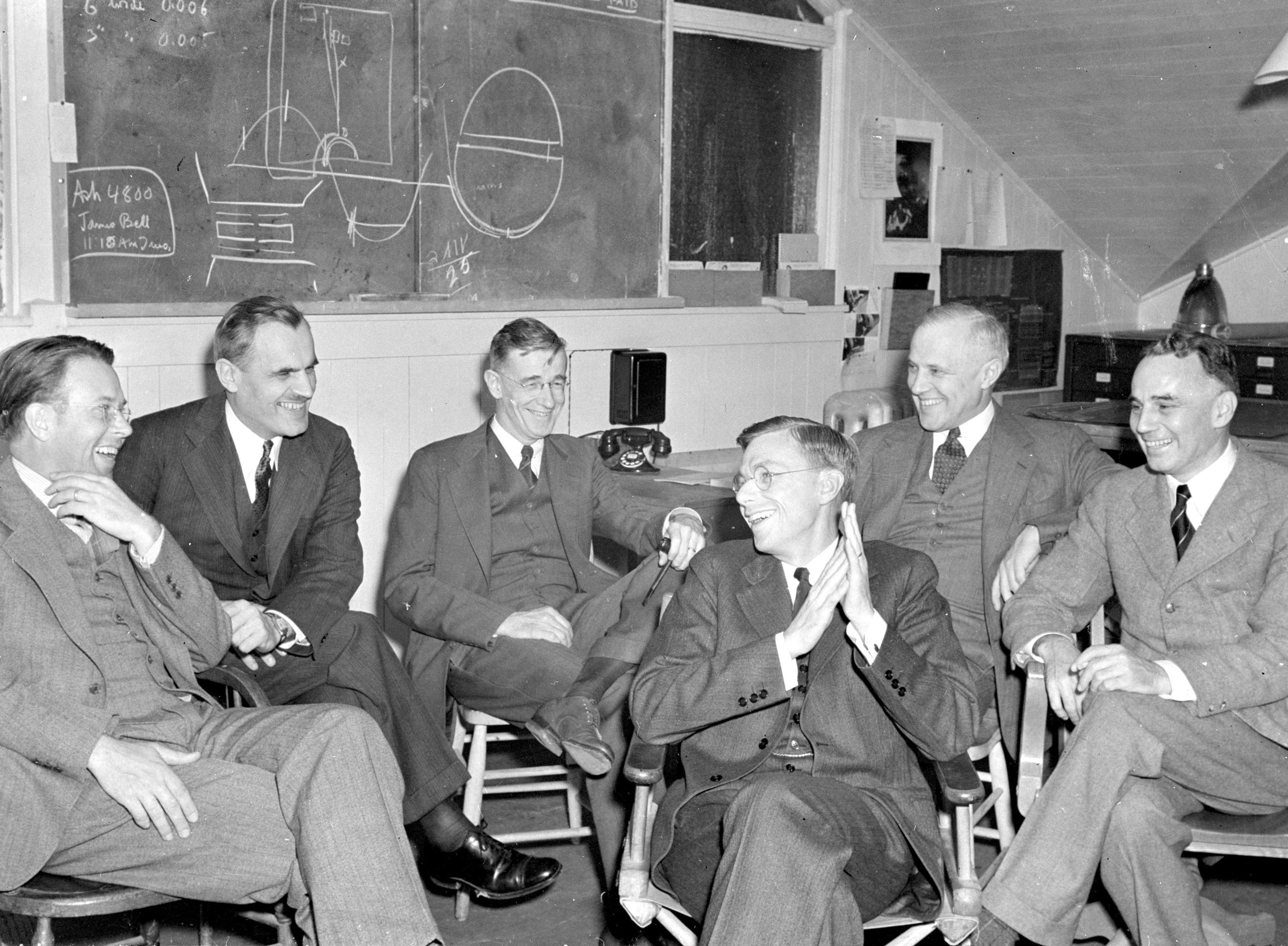
1940年3月在加利福尼亚州伯克利的会议。左起：欧内斯特·劳伦斯、阿瑟·康普顿、万尼瓦尔·布什、詹姆斯·科南特、卡尔·康普顿和阿尔弗雷德·李·鲁米斯

S-1委员会在1941年12月18日举行会议。前不久日本偷袭珍珠港导致美国对日本、德国和意大利宣战，致使会议“充斥着热情和紧张的气氛”。
随后，技术人员兵分三路，用三种不同的同位素分离技术尝试将铀-235从自然界大量存在的鈾-238中分离出来：劳伦斯在加利福尼亞大學带领团队研究电磁型同位素分离法，哥伦比亚大学的埃格尔·默弗里和杰西·比姆斯的团队负责氣體擴散法，华盛顿卡内基研究所的菲力普·艾貝爾森（后转战海軍研究實驗室）则将研究重心放在熱泳法上。默弗里还牵头研究了氣體離心法，但未能成功。与此同时，两批科学家也在各自研究核反应堆的有关原理。哈羅德·尤里在哥伦比亚大学继续研究重水；阿瑟·康普顿则将他麾下的科学家从哥伦比亚大学、加州大学和普林斯顿大学聚集到了芝加哥大学，并在1942年组建冶金实验室，研究钚和将石墨用作中子减速剂的核反应堆。
1942年5月23日，布里格斯、康普顿、劳伦斯、默弗里和尤里在会议上敲定了S-1委员会的最终建议，决定同时对上文提到的五种核技术展开研究工作。这项提议获布什、科南特和威廉·斯泰尔准将（布里恩·萨默维尔少将负责的物资供应局的参谋长，时任陆军核事务代表）的批准。布什和科南特随后将此意见呈报至最高决策团，申请5400万美元用于美國陸軍工兵部隊的工程建设、3100万美元用于OSRD的科研活动以及500万美元作为1943财年的或有损失之用。最高决策团随后在1942年将议案提交给罗斯福总统，罗斯福则大笔一挥签下批准了提案。

### 设计构想

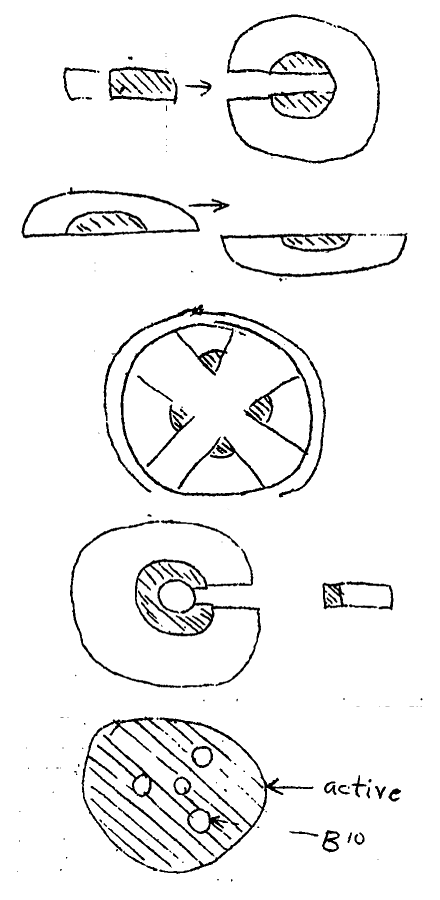
1942年7月会议上探讨了不同的核裂变炸弹组装方式

格雷戈里·布莱特曾负责主导研究快中子的有关参数，该议题对计算临界质量和核武器的引爆至关重要。1942年5月18日，布莱特因运作安保问题退出后，康普顿邀请加州大学理论物理学家罗伯特·奥本海默接手相关研究工作。在曼哈顿计划与美国全国各地物理实验室磋商协调后，冶金实验室科学家约翰·曼利被安排到奥本海默手下当助手。奥本海默和伊利诺伊大学的罗伯特·瑟伯尔共同探讨了中子扩散问题（中子在核链式反应中如何移动）与流體動力學问题（链式反应制造的核爆炸会带来怎样的冲击）。1942年6月，奥本海默同恩里科·费米在芝加哥大学会面，同年7月又在哥伦比亚大学再次会晤，分享对这些问题的见解，并进一步讨论裂变反应的基础理论。其他的列席者还有理论物理学家汉斯·贝特、約翰·范扶累克、泰勒、埃米尔·科诺宾斯基、瑟伯尔、斯坦·弗兰克尔和埃尔德雷德·C·尼尔森（Eldred C. Nelson）, 其中后三者都曾是奥本海默的学生，以及实验物理学家埃米利奥·塞格雷、费利克斯·布洛赫、佛朗哥·拉塞蒂、曼利和埃德温·麦克米伦。他们初步确认核裂变炸弹的构想在理论上可行。
不过，整个计划依然充满着未知数。彼时人们尚不了解纯铀-235的性质，对格伦·西博格研究团队1941年2月首次成功制取的钚元素也知之甚少。1942年7月伯克利的那次会议中，科学家曾提出让铀-235裂变产生的中子轰击铀-238，从而在核反应堆中制造钚。然而当时人们从未建造过核反应堆，钚也只有圣路易斯华盛顿大学等机构用回旋加速器制备的很少一点而已。截止到1943年12月，人们也仅仅造出了两毫克的钚。核裂变原料有好几种装填成临界质量的方式。最简单的一种是将“柱形塞”打入一个充满“活性材料”的球体，并佐以“填塞物”（tamper）——可以将中子聚集在内部、使核材料聚集在一处并让核反应效率增加的致密材料。科学家们还对其他设计进行过探讨。理查德·托尔曼构想过一种用到類球面的“内爆式”设计草案。他们还考虑过利用自催化反应，在炸弹爆炸时可提升其反应速率。
1942年，学者们在伯克利又召开了一次核武器研讨会议。鉴于核裂变炸弹的理论探讨告一段落，科学家将注意力转向了其他话题。爱德华·泰勒想要讨论一种更为强力的“超级炸弹”（即氢弹），利用核裂变带来的爆炸冲击来引爆氘和氚并引发核聚变。泰勒提议了各种方案，但被贝特一一否决。核聚变的思路也被搁置，人们转为继续深入探讨核裂变炸弹的制造方法。泰勒还推测，理论上通过一种氮原子核聚变反应，原子弹可能会“点燃”引爆点周围的大气。贝特在经过一番计算后认为大气不会被点燃，泰勒作为共同作者参与的一篇报告也指出“不会出现自发的核链式反应”。瑟伯尔后来回忆道，奥本海默曾对阿瑟·康普顿顺口一提此事，后者“开始对此喋喋不休”，“这事情不知怎么被写进一份递至华府的文件中”，“就此没完没了起来”。

## 组织

### 曼哈顿区
1942年6月，陆军工兵总监尤金·雷巴德少将指派詹姆斯·马歇尔上校担任核武器计划陆军方面的负责人。马歇尔在华盛顿特区设有联络办公室，又在纽约百老汇270号18层建立了自己的临时总部，方便调动美國陸軍工程兵團北大西洋师。此处距离核武器计划的主要承包商石威在曼哈顿的办公地址很近，也离哥伦比亚大学不远。他还可以从自己之前指挥的雪城军区（Syracuse District）抽调人员。马歇尔第一个调用的人是肯尼斯·尼科尔斯中校，命他担任自己的副官。

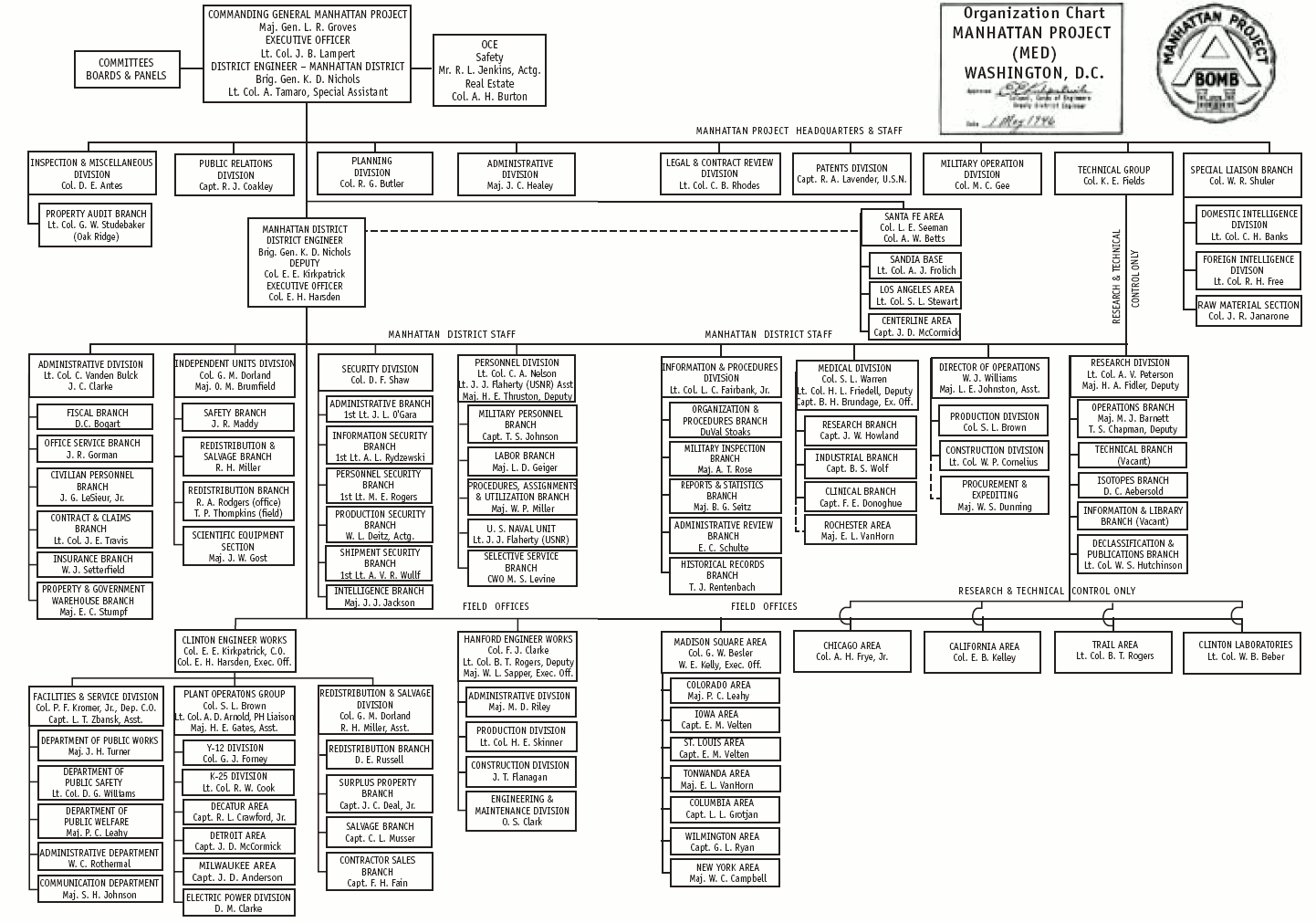
曼哈顿计划的组织结构示意图，1946年5月1日

有鉴于马歇尔的主要任务是工程建设，他与工程兵團建设师的师长托马斯·罗宾斯（Thomas M. Robbins）少将与其副官莱斯利·格罗夫斯上尉展开合作。雷诺德、萨默维尔和斯泰尔想要将这个计划称作“代用材料项目发展”（Development of Substitute Materials），但格罗夫斯担心这样做太过惹人注目。鉴于工程区通常以所在城市命名，马歇尔和格罗夫斯同意将核武器计划陆军负责的部分命名作“曼哈顿区”（Manhattan District）。8月13日，雷巴德正式下令建立曼哈顿区。私底下人们也称呼该计划“曼哈顿工程区”（Manhattan Engineer District）。不过和其他工程区不同的是，曼哈顿区并没有明确的地理边界，负责人马歇尔还是师级区监。“代用材料项目发展”依然是陆军核武器计划的正式官方代号，但逐渐被“曼哈顿区”的叫法取而代之。
马歇尔日后写道：“我当时从未听说过原子裂变的事，但我也知道区区9000万美元是不可能盖好一整座工厂的，遑论盖四座。”当时，尼科尔斯在宾夕法尼亚州新盖的一座TNT工厂就花了1.28亿美元。预算概算的数值范围也是大得离谱——格罗夫斯说这简直就是像请人置办酒席，然后告诉承办方参加人数可能在十人到一千人之间不等。在考察了几处选址后，战时生产委员会推荐在田纳西州距諾克斯維爾不到20英里的埃尔扎附近建立工厂，该地荒无人烟，加之田納西河谷管理局可以提供充足的电力，附近的河流亦能为反应堆冷却降温。科南特建议立刻拿下这块地，斯泰尔亦同意此举，然而马歇尔则希望等科南特的核反应堆实验结果出了之后再做行动。当时，那几个研究计划中只有劳伦斯的电磁分离法取得了有效进展，可以动土。
马歇尔和尼科尔斯开始统筹曼哈顿计划所需物资、后勤，他们的第一步便是给计划排成高优先级。当时，最高级别的优先级评级由高到低依次为AA-1到AA-4，不过还有为紧急事件保留的AAA级。AA-1级和AA-2级通常用于必要的武器和装备，因此需求与资源服务供应局（Services and Supply for requirements and resources）副参谋长卢修斯·克莱上校认为他只能将曼哈顿计划评为AA-3级，不过他亦表示如有紧急需要可额外安排AAA级。马歇尔和尼科尔斯对此不满，因为尼科尔斯在宾夕法尼亚州盖的那个TNT工厂也是AA-3级的。

### 军事政策委员会

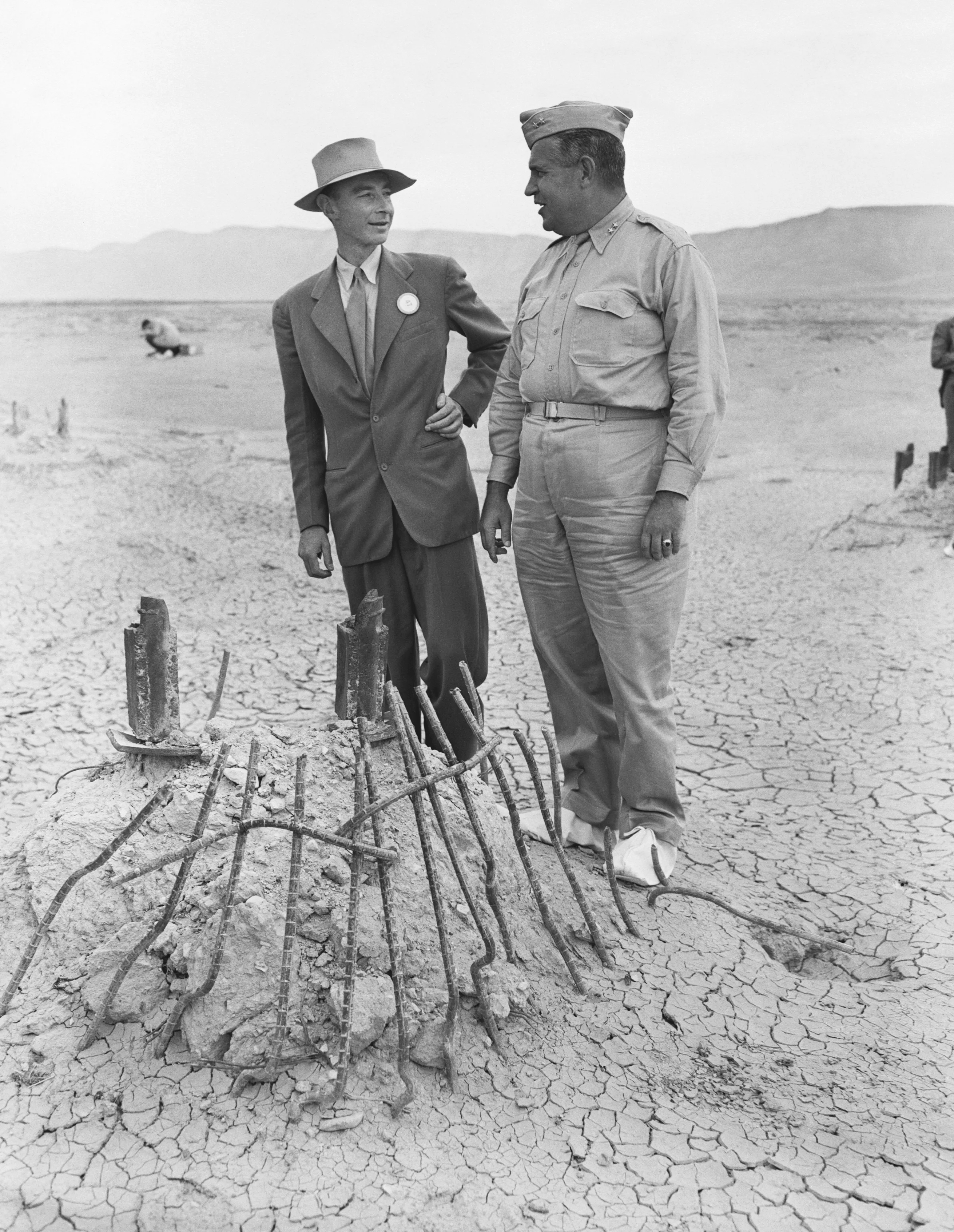
1945年9月，奥本海默和格罗夫斯在三位一體核试验的遗址。此时三位一體核试验已过去两个月，二战刚刚结束不久。他们穿着白色的鞋套，防止放射性尘埃沾到鞋底

万尼瓦尔·布什觉得詹姆斯·马歇尔上校的行事不够大刀阔斧。在他看来，上校不但没能顺利在田纳西州建造工厂，而且给曼哈顿计划争取到的优先级评级也很低，还将自己的指挥总部设在了纽约市。布什觉得曼哈顿计划需要办事更加雷厉风行的领导，便与哈维·邦迪和乔治·马歇尔将军、萨默维尔将军、斯泰尔将军商讨此事。他希望组建一个高级顾问团作为曼哈顿计划的领导层，再选一名声望高的军官作为计划整体的负责人，并推荐斯泰尔出任这一要职。
萨默维尔和斯泰尔则举荐格罗夫斯担任负责人，并在9月17日向格罗夫斯通知了此项决定。马歇尔上将还将格罗夫斯升到准将军衔，认为“将军”的名号更能震慑住曼哈顿计划的科研人员。升勋后，格罗夫斯越过雷巴德直接向萨默维尔汇报，而马歇尔上校则成了格罗夫斯的部下。格罗夫斯将自己的指挥总部设在了华盛顿特区战争部新大楼的五层、马歇尔上校联络办公室所在处。1942年9月23日，他正式接管曼哈顿计划。该日他参加了史汀生组织的会议，该会议组建了军事政策委员会（Military Policy Committee），隶属最高决策团之下，委员会成员有布什（有时科南特会替代他）、斯泰尔和海军少将威廉·普奈尔。后来，托尔曼和科南特还被指派为格罗夫斯的科学顾问。
9月19日，格罗夫斯拜访了战时生产委员会主席唐纳德·尼尔森，并要求对方给曼哈顿计划AAA的优先级。尼尔森起初很不情愿，但在格罗夫斯声称要把这事情上报给总统后他屈服了。格罗夫斯保证说不到万不得已绝不动用AAA级权限。不过很快人们意识到，曼哈顿计划的日常开销走AAA级会太高，但走AA-3级的话又太低。经过长时间的拉锯战，1944年7月1日，格罗夫斯终于成功将曼哈顿计划优先度调整为AA-1级。格罗夫斯后来说，“在华府你会渐渐明白‘高优先级’一词的含义。罗斯福政府批的每个议案都会被赋予高优先级，一两周之后又被另一个高优先级议案取而代之。” 
格罗夫斯上任后的另一个挑战是敲定Y计划的负责人。Y计划由设计、制造原子弹的科学家组成。当时，三大科研实验室的负责人——尤里、劳伦斯、康普顿——是这一位置的最佳人选，但他们都各自忙得脱不开身。康普顿推荐了对原子弹设计概念十分了解的奥本海默。然而，奥本海默当时从未担任过任何行政管理的职务。而且，许多研究人员觉得这样重大的实验室项目的负责人应当是诺贝尔奖得主——尤里、劳伦斯和康普顿都曾获得过诺贝尔奖，奥本海默则从未获此荣誉。此外，人们也对奥本海默的安全等级有所顾虑。他认识许多共产主义者，有妻子凯瑟琳·奥本海默、女友琼·塔特洛克和弟弟弗兰克·奥本海默。1942年10月，在火车上促膝长谈一番后，格罗夫斯和尼科尔斯意识到奥本海默十分了解在荒郊野外建立实验室会面临的问题，决定选他为负责人。1943年4月20日，格罗夫斯免除奥本海默的安全要求并为他签发了安全许可。

### 与英国合作
刚开始英国和美国在核能方面仅仅有信息交流，但并没有合作。1941年，布什和科南特希望与英国共同合作进行代号合金管工程的计划但被拒绝了，因为英国希望保持自己在核技术层面的领先地位，不想让美国先一步研制出原子弹。一位美国科学家亲赴英国，给丘吉尔送去一封罗斯福以个人名义写的信，信中表明若英美愿意合作，美国愿支付由此产生的一切研发费用。但是那名科学家在英国遭冷眼相待，丘吉尔也没有回复那封信。于是，美国1942年4月就决定，如果他们在英国遭拒的话就孤军奋战到底。不过，英国当时在战争早期投入了大量的精力，彼时资源已经消耗殆盡，实在无法一边顾全自身战局一边投身科研项目中，于是合金管工程的进度很快就落后于美国了。1942年7月30日，合金管工程负责人約翰·安德森向丘吉尔谏言：“我们必须直面事实……[我们的]科研……优势在缩水。要是不好好利用仅剩的这点优势的话，我们就要被迎头赶上了。现在加盟美国的话，我们还有拿得出手的成果，再晚点儿我们可就什么也贡献不出了。”该月，丘吉尔和罗斯福会面，并达成了非正式的口头共识，决定开始在原子弹科研方面展开合作。

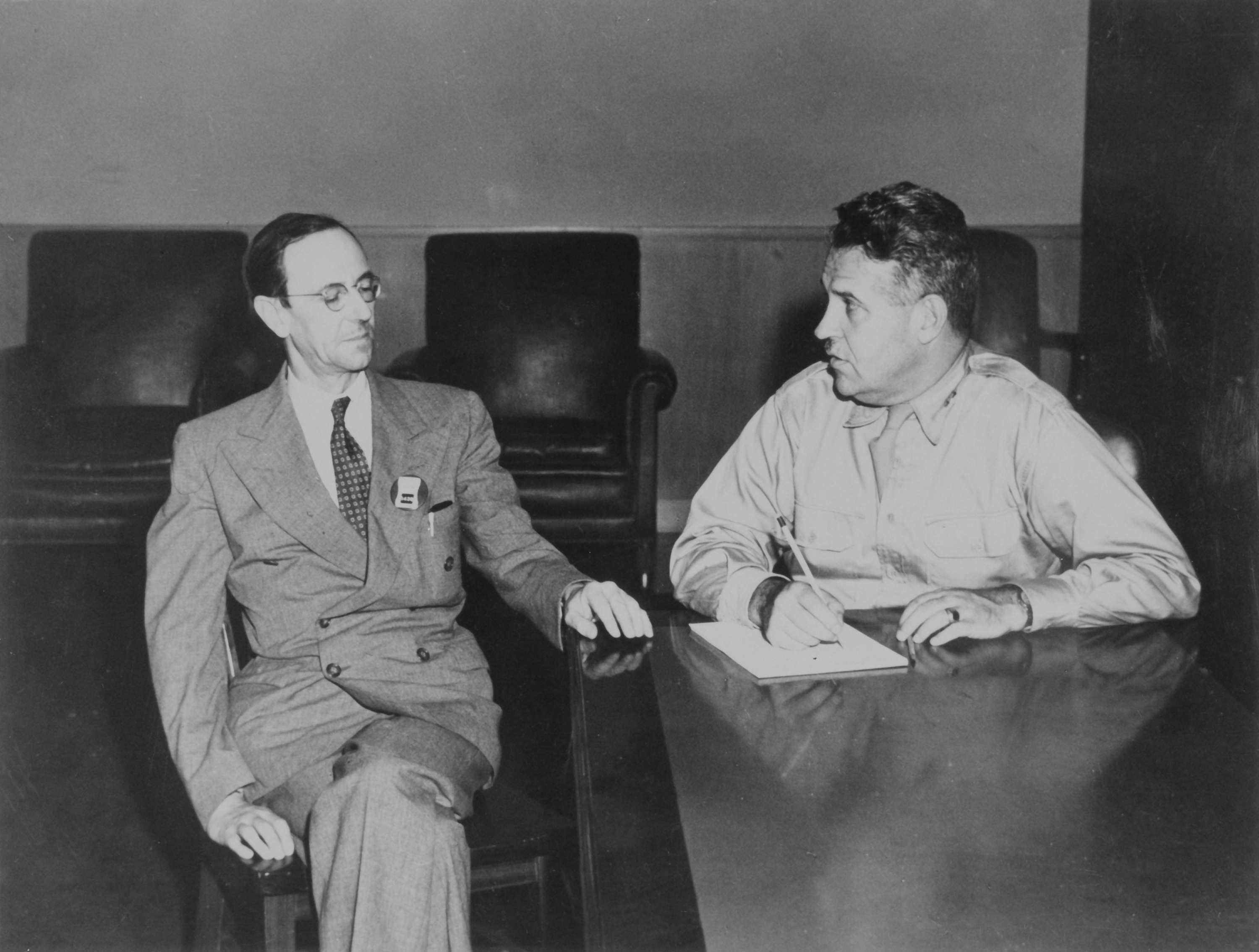
格罗夫斯与英国代表团负责人詹姆斯·查德威克谈话

不过，此时此刻，英美双方已经不能说是在对等合作了。1942年8月，英国想要不费分文地取得曼哈顿计划的一部分实质控制权，但遭美国拒绝。到了1943年，英美两国在核武器研发计划中扮演的角色与1941年下半年那时相比几乎完全反过来了；该年1月，科南特告知英国说英方除了在几个特殊地区之外无权再接触任何核武器相关的信息。科南特和布什还对英方称这是“上级的命令”。英国对丘吉尔和罗斯福所定的协议的作废感到很震惊，但加拿大国家研究委员会委员长C·J·麦肯兹则觉得这还在意料之中，写道“我总觉得和美国人比起来，英国人把自己对原子弹的贡献看得太重了些。”
英国在曼哈顿计划中的地位每况愈下；美国科学家已经决定他们不再需要任何外援了，而且他们也不想让英国战后开发核能源用作商业用途，更不想在战后和英国结成核能联盟。军事政策委员会支持在战争期间加大对英国的保密力度，尤其要对原子弹设计方案三缄其口，哪怕这么做会放慢曼哈顿计划的进度——他们决定，只对英国开放会对核武器制造计划有帮助的信息，别的一律保密。罗斯福也同意了。到了1943年初，英国不再向美国输送任何研究成果、学者，美国也因此中断了所有的信息共享。英国曾考虑过让加拿大停止生产铀和重水来逼迫美国重新开放信息共享，可加拿大本来就是在靠着美国的物资才能生产这些资源，这一胁迫也是毫无意义。英国也考虑过自主研发核武器，但又认为工期漫长，无法左右欧洲战局。
1943年3月，科南特认为英国还是可以协助曼哈顿计划的实施的。比如，詹姆斯·查德威克等若干名英国科学家会对洛斯阿拉莫斯的原子弹研制工作组大有帮助，值得去冒核武器设计机密外漏的风险。1943年8月，丘吉尔和罗斯福共同签订《魁北克协定》，重启英美科学家双边合作。不过这回，英国同意不接触制造原子弹必须的大规模原料生产工厂的机密数据。1944年9月的《海德公园备忘录》则将这一合作关系延续到了战后。《魁北克协定》还成立了联合政策委员会（Combined Policy Committee）用以协调美国、英国、加拿大三方的合作关系，由史汀生、布什、科南特代表美国，约翰·迪尔陆军元帅、约翰·杰斯廷·卢埃林上校代表英国，克拉伦斯·迪凯特·豪代表加拿大。卢埃林在1943年年底回到英国，他在联合政策委员会的位置被罗纳德·伊恩·坎贝尔取代，随后又在1945年年初由英国驻美国大使哈利法克斯伯爵接替。约翰·迪尔1944年11月在华盛顿特区过世，陆军元帅亨利·梅特蘭·威爾遜接任英国联合参谋代表团参谋长和联合政策委员会成员。
《魁北克协定》落实后，美国在曼哈顿计划的进展让英国吃惊不已。美国当时已经在计划中投入超过10亿美元（合2020年的122亿美元），而英国在1943年才将将投入50万英镑而已（合2023年的2,840万英镑）。查德威克要英国全心全意投入到曼哈顿计划的研发工作中，不要再指望英国在战争期间还能独立研制出原子弹。在丘吉尔的支持下，查德威克保证尽可能滿足格罗夫斯的每个请求。1943年12月赴美的英国科学家有尼尔斯·玻尔、弗里施、克勞斯·富赫斯、佩尔斯和欧内斯特·蒂特顿。1944年年初又来了一大批科学家。那些分到气体扩散研究的科学家在1944年秋时便离开了项目；不过在伯克利，劳伦斯和奥利芬特手下的35名科学家被重新分配到还在运作的实验室裡，绝大部分人待到了战争结束后才离开。被派往洛斯阿拉莫斯实验室的19人也被划到尚在运作的实验室中，主要负责研究内爆与炸弹组装，但不涉及到钚弹。魁北克协定还要求，在徵得美国和英国的同意之前，禁止对其他国家使用核武器。1945年6月，在威尔逊的同意下，联合政策委员会共同决定对日本使用原子弹。
1944年6月，联合政策委员会建立了联合发展信托，由格罗夫斯任主席，负责从国际市场采购铀矿和钍矿。比屬剛果与加拿大拥有东欧以外地区的大部分铀矿，而比利时流亡政府当时正设立在伦敦。鉴于美国的科研机密限制，比利时铀矿的绝大部分都没法为英国所用，英国也就同意将这些矿石让给美国。1944年，联合发展信托从比屬剛果的矿厂购入了3,440,000磅（1,560公噸）的氧化铀矿石。他们开设了一个特别账户，可以规避信托通常需要面临的审计和监管环节，以此避免将曼哈顿计划透漏给美国财政部长小亨利·摩根索。从1944年到格罗夫斯在1947年辞掉信托主席职务为止，他累计向账户中存入3750万美元。
格罗夫斯对英国早期的原子能研究和英国科学家在曼哈顿计划上给予的支持与帮助表示赞赏，但他也认为美国无需依靠英国插手也能完成任务。他还提到，丘吉尔是“原子弹计划的最好的朋友，[因为]他让罗斯福对计划保持兴致……丘吉尔天天叨扰他，跟他说自己觉得这个计划是多么至关重要。”
战争结束后，1946年，《原子能法案》生效，英美合作暂时中断，英国也开始了自己的独立核武器项目。英国在战争期间参与的曼哈顿计划对这一本土研究项目帮助极大。

## 项目地点

### 橡树岭

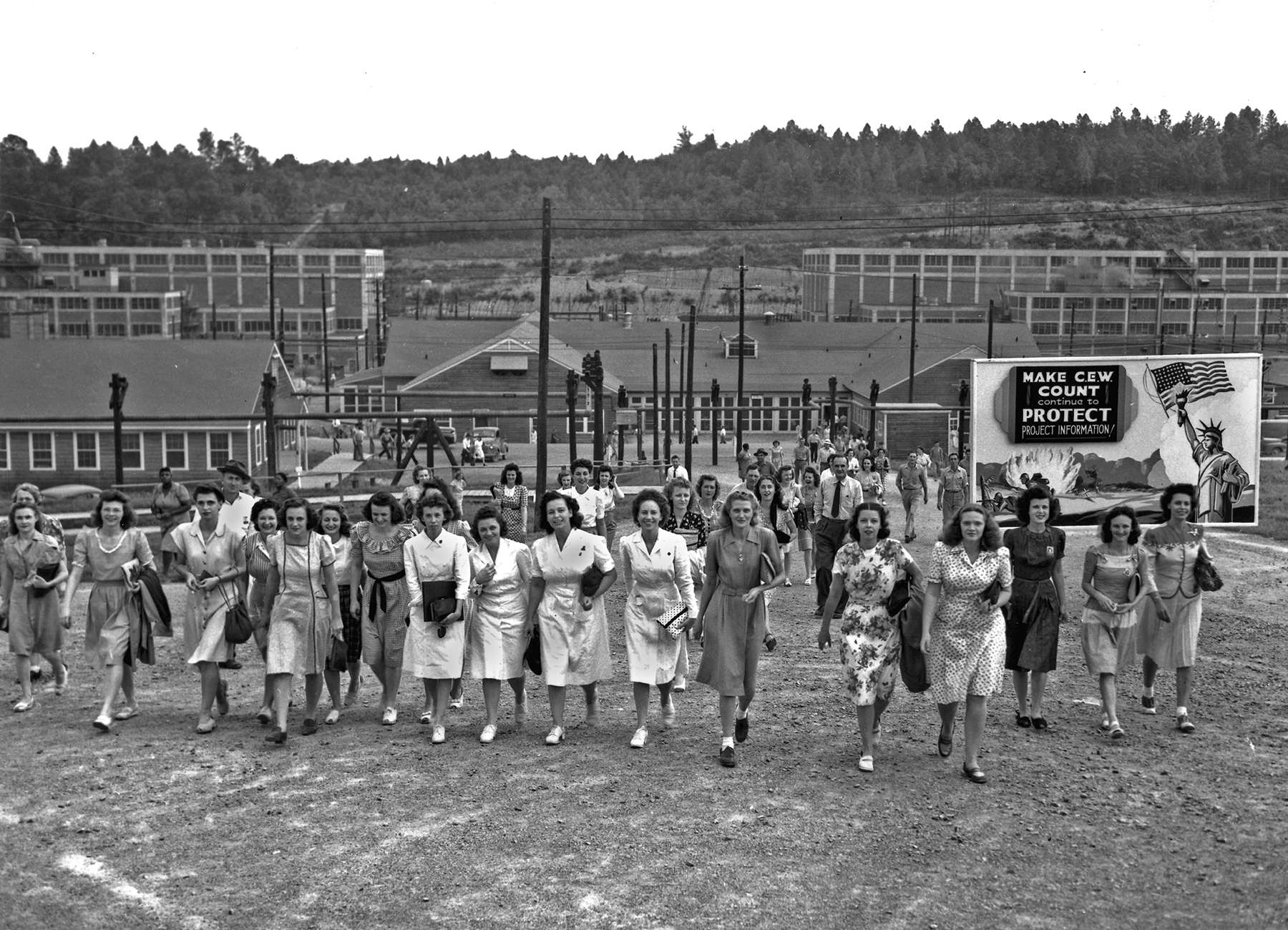
1945年8月11日，田纳西州橡树岭克林顿工程师工程Y-12浓缩铀设施中，轮岗换班的工人。截至1945年5月，克林顿工程师工程共雇有82,000名员工。曼哈顿工程区摄影师爱德·威斯科特摄

上任后的第二天，格罗夫斯与马歇尔上校一同搭乘火车前往田纳西州去视察项目选址，并对结果感到颇为满意。1942年9月29日，美国临时战争部长罗伯特·P·帕特森批准工程兵团用3500万美元的价格征收56,000英畝（23,000公頃）的土地，后又额外加了一块3,000英畝（1,200公頃）的土地。征收令在10月7日生效，波及到大约一千个家庭。人们为此抗议、上诉，甚至国会在1943年都出面调查，但都未能影响这一决定。11月中旬，法警在农场房屋门上钉入搬迁通知，建筑工人也陆陆续续搬入。有的人被要求在两周内举家搬离自己世代居住的祖屋；有人因1920年代设立大煙山國家公園、1930年代修建诺里斯大坝才搬入此地没多久。该土地征收令一直执行到1945年3月才陆陆续续到了尾声，总花费只有260万美元，合每英亩47美元。时任田纳西州州长普伦蒂斯·库珀接到将橡树岭划为绝对军事禁区的第二号公告（Public Proclamation Number Two）时曾勃然大怒，把文件撕了个粉碎。此地有段时间被称为金斯顿拆迁区（Kingston Demolition Range），后于1943年初正式更名为克林顿工程师工程（Clinton Engineer Works），代号。石威负责修建工厂；SOM建築設計事務所则设计建造了一个能容纳13,000人的住宅区，位于黑橡树岭（Black Oak Ridge）的山坡上，后来兴建的橡树岭镇因此得名。
1943年8月，尼科尔斯取代马歇尔成为曼哈顿工程区区监后，陆军在橡树岭的活动愈加频繁。他上任后直接将计划的总部迁至橡树岭，但并没有将“曼哈顿工程区”的名称改掉。1943年9月，橡树岭所在的羅恩縣和安德森縣的住宅区物业被外包给特纳建筑公司的子公司羅恩-安德森公司。小威廉·J·威尔科克斯（William J. Wilcox Jr.）和瓦伦·富赫斯（Warren Fuchs）等化学工程师被要求“玩命”将铀-235浓缩至10%-12%（这种铀被称作“天然铀”），该项目安保级别很高，物资申请也批得很快。橡树岭的人口增长很快超过了原先的预期，在1945年5月时达到了最高点7.5万人；克林顿工程师工程一共雇有8.2万人，羅恩-安德森公司雇有1万人。艺术摄影师约瑟芬·赫里克和她的同事玛丽·斯蒂尔斯（Mary Steers）在橡树岭负责记录该地运转状况。

### 洛斯阿拉莫斯
曼哈顿计划曾考虑过将Y计划也放在橡树岭，但最终还是决定另寻他处。奥本海默建议在新墨西哥州阿布奎基附近进行Y计划，他在该地有一间农场。1942年10月，曼哈顿区约翰·达德利将军受命前往该区域调查，并推荐了新墨西哥州赫梅斯斯普林斯 (新墨西哥州)附近的一处地点。11月6日，奥本海默、格罗夫斯、达德利等人参观了此处，但奥本海默担心四周高耸的绝壁会让人幽闭，工程师们则担心有可能发大水。随后，一行人来到了洛斯阿拉莫斯农场学校附近。奥本海默瞬间喜欢上了这个地方，大赞特赞这里的自然风光和桑格雷克里斯托山脉的美景，希望这可以鼓舞士气。工程师们则觉得该地除了交通、供水问题外别的都十分理想。

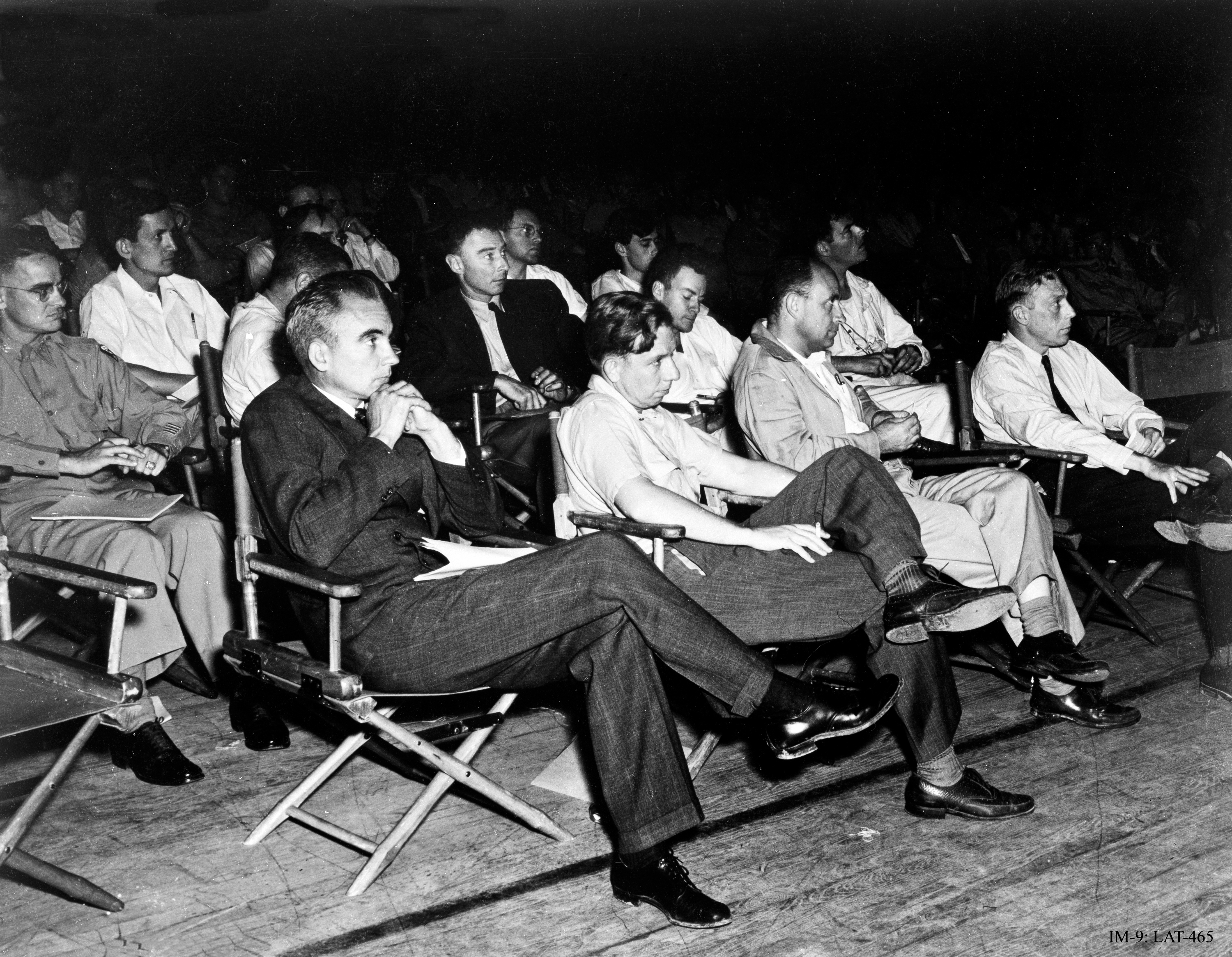
1946年4月，一群物理学家在洛斯阿拉莫斯实验室召开曼哈顿区赞助的学术研讨会，探讨泰勒的“超级炸弹”构想。前排从左至右：诺里斯·布拉德伯里、约翰·曼利、恩里科·费米和杰罗姆·M·B·凯洛格（Jerome M. B. Kellogg）。身穿黑大衣的罗伯特·奥本海默坐在曼利身后；奥本海默左手边是理查德·費曼。照片最左边的陆军军官是奥利弗·海伍德上校

1942年11月25日，帕特森批准了Y计划的征地申请，并批下44万美元用于购买54,000英畝（22,000公頃）的地皮，这其中只有8,900英畝（3,600公頃）的面积当时不属于联邦政府。农业部长克劳德·韦克特将一片45,100英畝（18,300公頃）的国家森林局所有土地划给戰爭部临时使用，“前提是的确有军事活动方面的需求”。后来，曼哈顿陆陆续续购入新的地皮用于修路，后来又买了一些来架设拥有优先通行权的电缆，电缆全长25英里（40）。加上这些，曼哈顿在战争期间购入土地总面积为45,737英畝（18,509.1公頃），但只花费了414,971美元。建设工程由亚利桑那州图森的M·M·桑特公司（M. M. Sundt Company）承包，新墨西哥州圣菲威廉·C·克鲁格事务所负责建筑与工程设计。1942年12月，Y计划正式动土。格罗夫斯一开始计划在1943年3月15日竣工，拨款30万美元用于建设，是奥本海默估算的三倍。不过很快，人们意识到Y计划的范畴远比先前预想的要大，最后桑特公司在1943年11月30日才完工，花费超过700万美元。

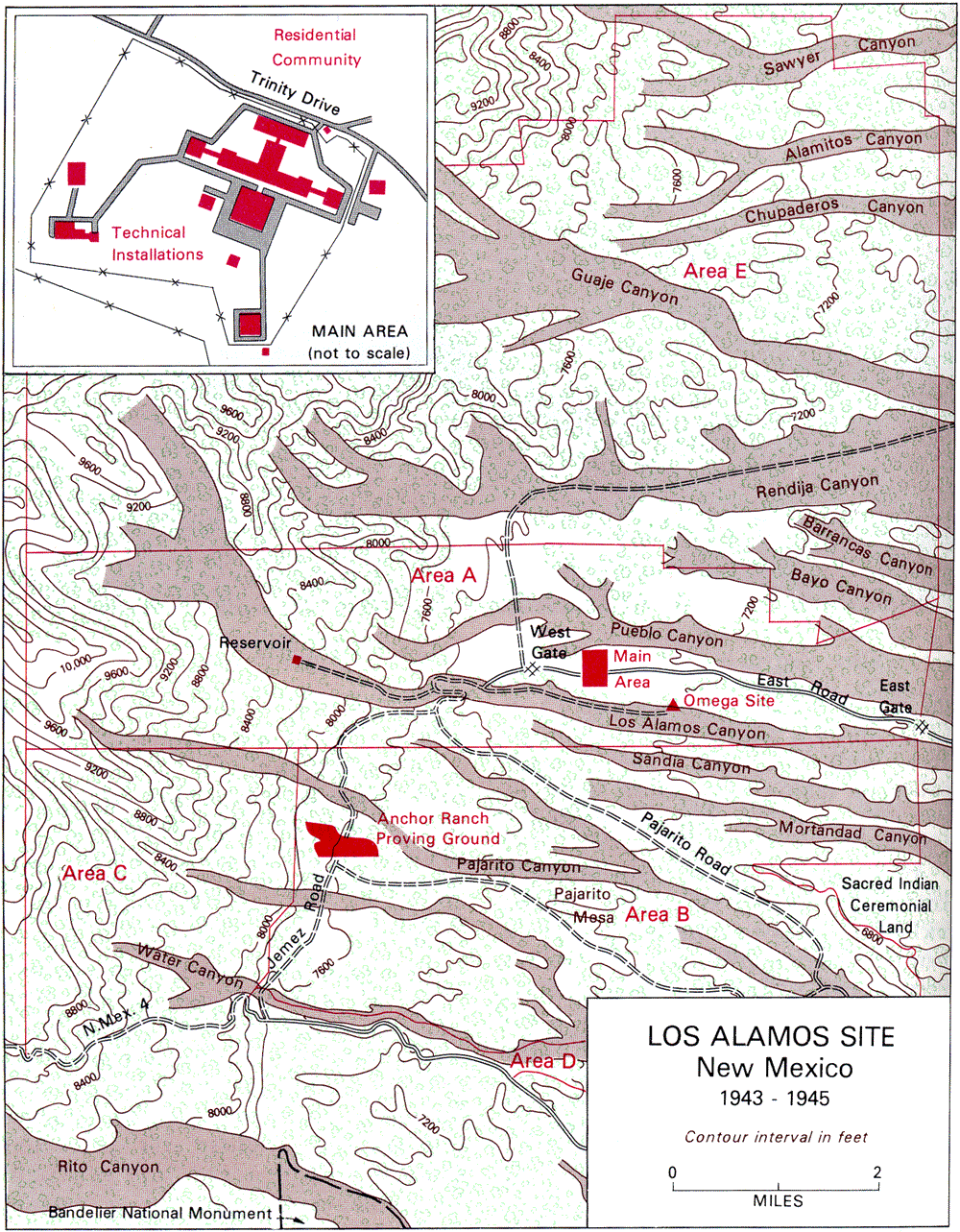
新墨西哥州洛斯阿拉莫斯地图，1943年－1945年

洛斯阿拉莫斯因保密需要被称为“Y地点（Site Y）”或“小山（the Hill）”。战争期间，降生在洛斯阿拉莫斯的孩子的出生地点均被登记为“圣菲1663号邮政信箱”。洛斯阿拉莫斯实验室成立之初是作为军事实验室运转的，奥本海默等研究人员理论上来说应获授陆军军衔。奥本海默甚至给自己订了一身少校军装，但两个重要的物理学家罗伯特·巴彻和伊西多·拉比则不喜欢这一安排。科南特、格罗夫斯、奥本海默随后让步，将实验室交给加州大学接管，并订立合约让实验室继续效命战争部。

### 芝加哥
1942年6月25日，一个陆军与科学研究与开发办公室共同组建的委员会决定在芝加哥西南方向的红门森林盖一座炼钚先導工場。7月，尼科尔斯从库克县森林保护区租来1,025英畝（415公頃）的地皮，代号“阿尔贡”（Argonne），由詹姆斯·F·格拉夫顿上尉（James F. Grafton）担任芝加哥区区监。后来人们很快意识到这些作业工程规模庞大，这点面积根本不够用，便把工厂迁到橡树岭，在芝加哥留下部分科研测试设施。
考虑到红门森林工厂的工期推迟，康普顿批准在芝加哥大学设立冶金实验室，位于该校斯塔格体育场的看台下方。核反应堆要用到大量的石墨块和铀芯块，但当时纯铀供应量很小。爱荷华州立大学的弗兰克·斯佩丁只造出2短噸（1.8公噸）的纯铀，西屋灯具厂轮班倒才又赶制了3短噸（2.7公噸）的铀金属。固特异轮胎公司制造了一个巨大的方形气球，可以将反应堆包裹起来。1942年12月2日，费米带领的团队成功让实验核反应堆“芝加哥1号堆”达到临界值，引发世上首个人工自持核链式反应。康普顿给远在华盛顿特区的科南特通电话报喜时说：“意大利航海家费米刚刚抵达新大陆。”
1943年1月，格拉夫顿的接任者阿瑟·V·彼得森少校觉得把核反应堆放在人口密集的区域太危险了，便下令将芝加哥1号堆迁到红木森林。1944年5月15日，史上首座重水核反应堆芝加哥3号堆在阿贡达到临界值。战后，红木森林还在运转的科研设施被迁至约6英里（9.7）开外的新地点，形成了后来的阿尔贡国家实验室。

### 汉福德
1942年11月，格罗夫斯将杜邦选作炼钚设施建设的主要承包商。政府最开始想和杜邦签一份标准的成本加固定酬金合同，但杜邦总裁小沃尔特·S·卡彭特却不求任何利润，还要求修改合同不让杜邦获得任何专利权。这一要求被准许了，不过因法律原因合同上还是列了一美元的名义费用。战争结束后，杜邦要求尽早终止合同，并为此付还33美分。

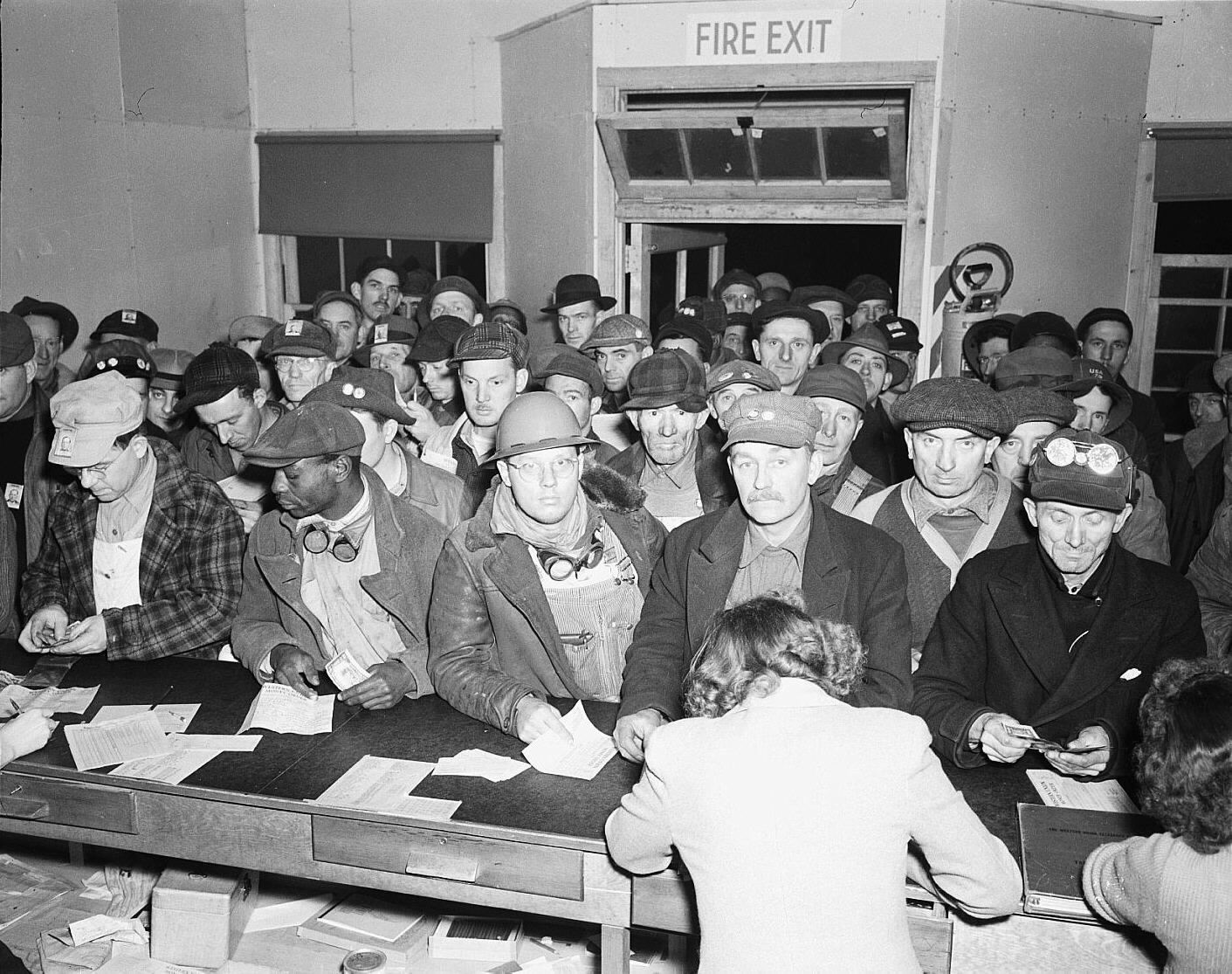
汉福德工人们在西联办公厅领工资

到了该年12月，担心橡树岭发生重大核事故而殃及池鱼的人越来越多，虽然事故几率很小，但橡树岭距离人口密集的诺克斯维尔还是太近了。杜邦建议将新建的工厂搬得离橡树岭远远的。该月，格罗夫斯命令富兰克林·马赛厄斯上校和杜邦的工程师新物色一个合适的厂址。在报告中，马赛厄斯称华盛顿州里奇兰的漢福德區“各方面都堪称完美”。汉福德人迹罕至，位于哥倫比亞河畔，可为炼钚反应堆提供充足的冷却水。格罗夫斯在1月考察该地，并设立了汉福德工程师工程（Hanford Engineer Works），代号“W地点”（Site W）。
临时战争部长帕特森在2月9日批准了汉福德区的设立，并划了500万美元用于征收40,000英畝（16,000公頃）的土地。联邦政府迁走了住在怀特布拉福斯和汉福德附近的居民，以及在该地活动的瓦纳普姆等部落，共计约1500人。有当地农民在土地征收前已在农田里完成播种，在搬迁期间因未能就补偿问题达成共识而与政府发生纠纷。时间上错得开的时候，陆军允许农民入场进行收割活动，但不是所有人都能获准进入军事禁区。整个土地征收断断续续一直持续到了曼哈顿计划正式宣告结束的前夕，1946年12月。
不过，土地征收的纠纷并没有拖延工期。彼时，冶金实验室尚未完成核反应堆的设计，杜邦虽然无法给出计划的准确工期评估，但仍然在1943年4月开始修建工厂，预计容量2.5万名工人，其中一半工人需要住在工厂的宿舍里。到了1944年7月，杜邦已经盖了1200多栋楼，大约5.1万人居住在施工营地里。作为区工监的马赛厄斯负责监督、管控整个汉福德区。汉福德区的施工营地一度是华盛顿州第三大人口聚集区，公交车路线超过900条，比芝加哥市的还要多。和洛斯阿拉莫斯、橡树岭一样，里奇兰设有门禁、围栏，限制人员流动，但它看起来很像战争期间兴旺起来的普通小镇，没有什么大张旗鼓的军事活动，高墙、塔台、看门狗等事物也不多见。

### 加拿大地点

#### 英属哥伦比亚省
科明科公司自1930年以来便一直在英属哥伦比亚省特雷尔市设有工厂生产电解氢。1941年，尤里提出要让科明科生产负责生产重水。该工厂作业线价值1000万美元，拥有3215个电解槽，消耗水能电力75MW，联入次级电解槽后可将水中的氘含量从2.3%提升至99.8%。普林斯顿大学的休·泰勒为该生产线的前三座搅拌塔设计了一种碳负载铂催化剂，尤里则研发出镍铬催化剂，用于第四座搅拌塔。最终，项目的总花费280万美元。加拿大政府在1942年8月才正式被告知该项目的施行。特雷尔市的重水生产线从1944年1月开始一直运行到1956年，生产出的重水被用于史上首座使用重水和天然铀的反应堆——芝加哥3号堆。

#### 安大略省
安大略省在远离人烟的粉笔河设立了一座实验室，用来分流盟军在蒙特利尔实验室的科研计划，深河市也为此兴建了一个社区，方便实验室工作人员的衣食住行。这一选址考虑到其距离安大略和魁北克的工业园区很近，附近铁路更可直达大型军事基地佩塔瓦瓦营，且位于渥太华河畔，不愁用水。粉笔河实验室的首任主管是汉斯·冯·哈尔班。1944年5月，约翰·考克饶夫接替了他的职位，后又在1946年9月传给班尼特·刘易斯。该实验室设计制造了加拿大首座核反应堆——零能量重水试验反应堆，也是首次有美国之外的国家成功研发出核反应堆。1945年9月，ZEEP达到临界值，后又持续被用于科研活动中，一直运转到1970年才中止。粉笔河实验室在战争期间还设计了另一座规模更大的核反应堆NRX，功率10MW，在1947年7月达到临界值。

#### 西北地区
埃尔拉多矿场坐落在大熊湖附近的镭锭港，出产铀矿。

### 重水生产地
杜邦虽更偏爱氦冷石墨减速剂核反应堆，但为确保万无一失，一旦石墨核反应堆设计行不通就改用重水反应堆。经计算，每月为此至少需要生产3短噸（2.7公噸）的重水，官方代号“P-9计划”的重水生产项目也就此应运而生。特雷尔在建的重水工厂每月产能只有0.5短噸（0.45公噸），达不到重水反应堆的需求量。格罗夫斯因而准许杜邦在以下地点附近架设重水生产设施：摩根敦军械工程（Morgantown Ordnance Works，临近西弗吉尼亚州摩根敦）、沃巴什河军械工程（临近印第安纳州達納和紐波特）和阿拉巴马军械工程（临近阿拉巴马州柴尔德斯堡和锡拉科加）。这批工厂虽冠以“军械工程”之名、依照陆军军械兵團合约运行，但实则由陆军工兵部队修建、运营。美国的重水处理流程和加拿大特雷尔的有所不同——重水因沸点略高，能够以蒸馏的方式制得。

## 铀

### 矿石

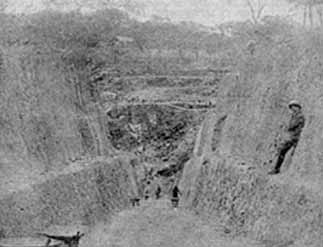
曼哈顿计划用到的绝大部分铀出自比屬剛果欣科洛布威矿场

铀是曼哈顿计划的一大关键原材料，可用作核反应堆的原料和钚的合成，浓缩后还能直接用到原子弹里。1940年，世界上已探明的大型铀矿田有四处，分别位于美国科罗拉多、加拿大北部、捷克斯洛伐克亞希莫夫和比屬剛果，其中除了亚希莫夫外其他的都在盟军的控制之下。1942年11月的调查显示，可用的铀矿能够满足曼哈顿计划的所有需求。尼科尔斯与美国国务院协调，限制氧化鈾的出口，并从比属刚果购入1,200短噸（1,100公噸）铀矿，一部分存在史泰登岛仓库里，另一部分留在刚果。他也和埃尔拉多金矿公司达成购买协议，采购其位于安大略省霍普港精炼厂的矿石，并由埃尔拉多负责分批运输，每批100吨。加拿大政府则为此购入埃尔拉多的股票，取得控制股权。
虽说这些采购项目足以应付战时需求，但为了谋求利益最大化，英美两国希望尽量取得全世界所有铀矿田的控制权。埃德加·西格尼尔是比属刚果欣科洛布威矿场所属公司上加丹加联合矿务的总裁，当时欣科洛布威矿场的铀矿资源最为丰富，但却遭大水淹没、被迫关闭。尼科尔斯没能说服西格尼尔让矿场恢复开采活动，自然也没能让矿场继续向美国出口矿石。联合政策委员会便接手此事。上加丹加联合矿务有30%的股权在英国手里，英国于是牵头开展谈判工作。1944年5月，约翰·安德森与约翰·怀南特大使与西格尼尔和比利时政府达成协议，让矿场恢复运营，并以1.45美元/磅的价格收购1,720短噸（1,560公噸）的矿石。为了让美国不依赖英国和加拿大的矿石，格罗夫斯从美国钒业公司位于科罗拉多州铀钒镇的矿场购入800短噸（730公噸）矿石。
密苏里州圣路易斯市的万灵科负责处理原矿石，将原材料放入硝酸溶化，生成硝酸铀酰。随后利用醚，通过液-液提取法将杂质从硝酸铀酰中分离，再经过加热得到三氧化铀，最后还原为高纯度二氧化鈾。1942年7月的时候，万灵科每日可生产1整吨高纯度氧化铀，但另外两个承包商，西屋电气和金属氢化物公司（Metal Hydrides），在将氧化铀转化为铀金属时屡屡受挫，导致铀产量极低，质量也不达标。冶金实验室为此在爱荷华州埃姆斯市的爱荷华州立大学成立了特别科研小组“埃姆斯计划”，由弗兰克·斯佩丁领导，用来研究氧化铀转铀金属的替代方案，其研究成果“埃姆斯过程”在1943年问世。

埃姆斯的炼铀过程
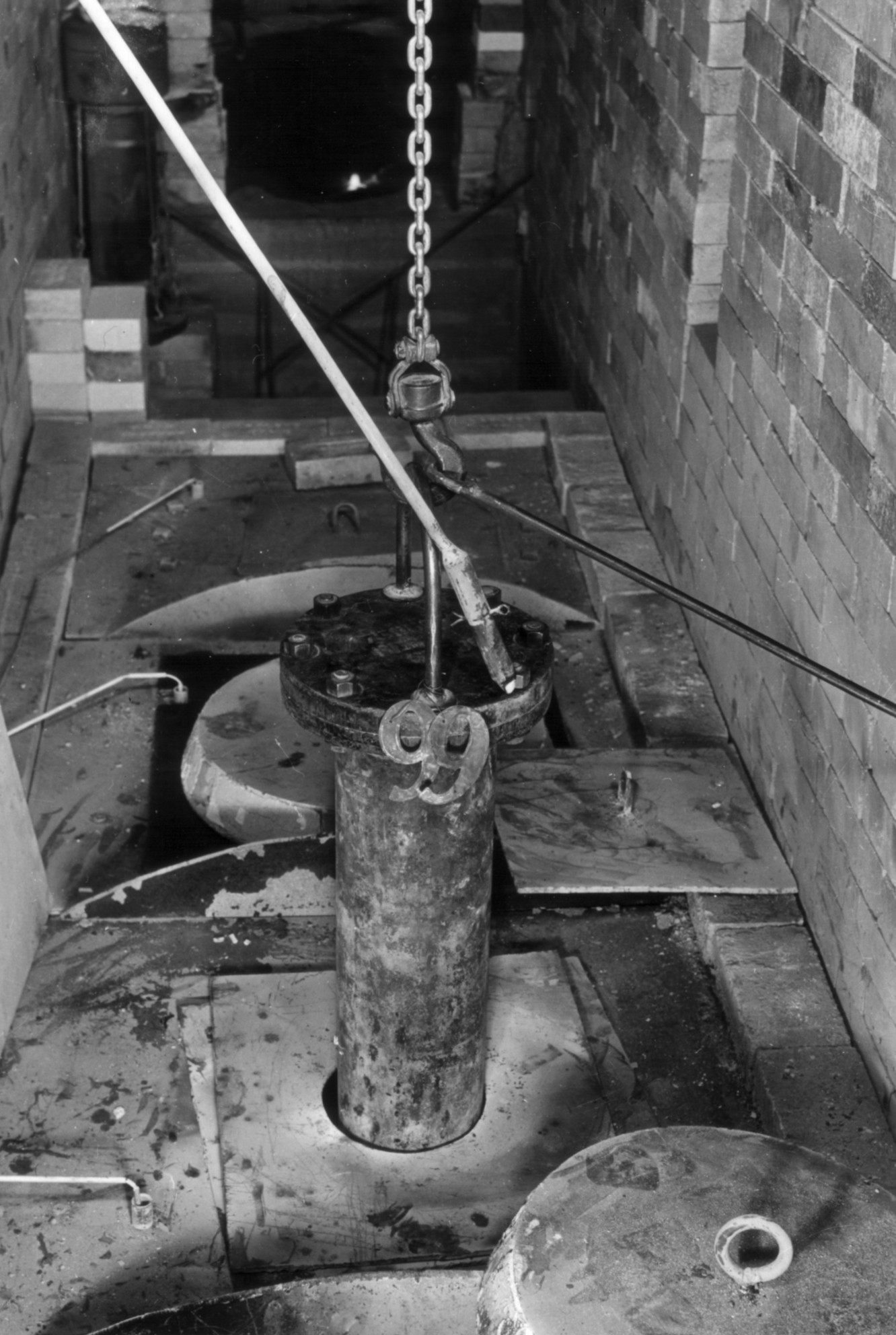
一个压力容器正被降入炉中。压力容器被称为“炸弹”，内装有卤化铀和保护性金属（英语：sacrificial metal）（可能是镁）
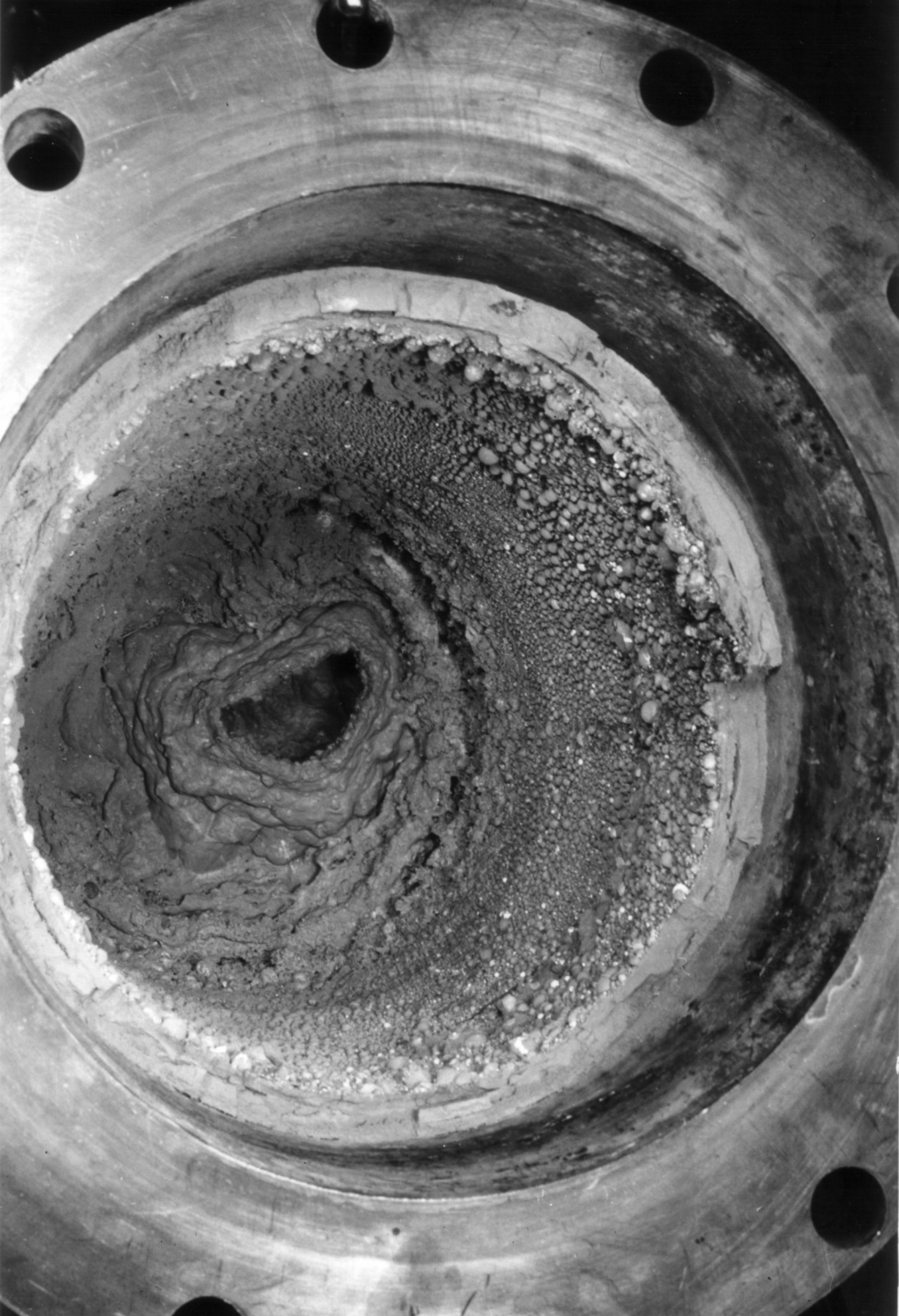
反应结束后，“炸弹”的内部布满爐渣
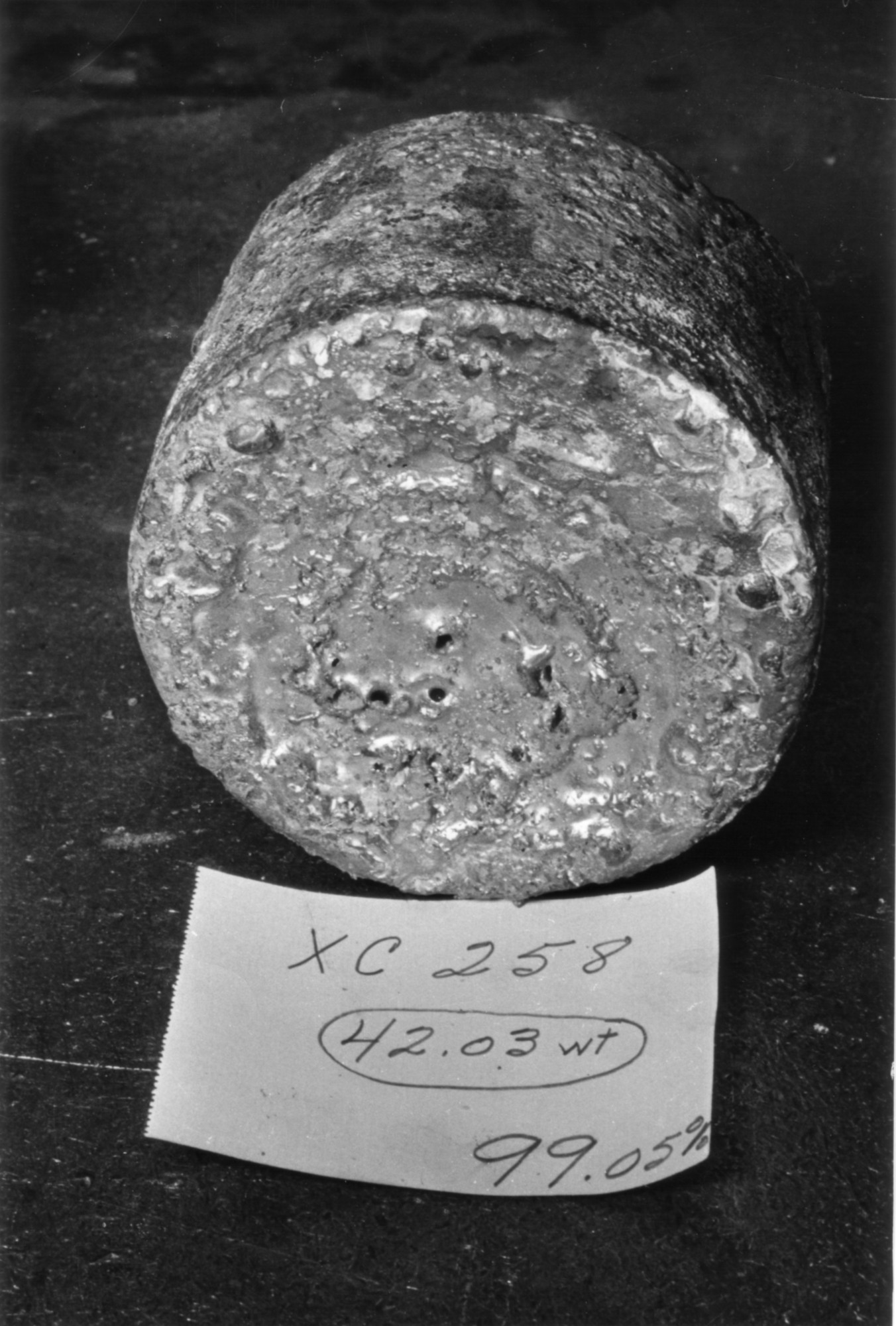
还原反应产出的铀金属，被称为“饼干”

### 同位素分离
自然界中，99.3%的铀元素是铀-238，0.7%是铀-235，二者的化学性质完全相同，但只有铀-235可以裂变，因此需要被从天然丰度更高的铀-238中分离出来。人们提出过若干种将铀浓缩的方法，其中大部分在橡树岭施行。
最容易想到的离心分离法并未取得成效，但其他的几个分离法——电磁分离法、气体扩散法、热扩散法——均取得了有效进展，在曼哈顿计划中得到了实际应用。1943年2月，格罗夫斯提出将某些工厂的产物用作另一些工厂的生产原材料。

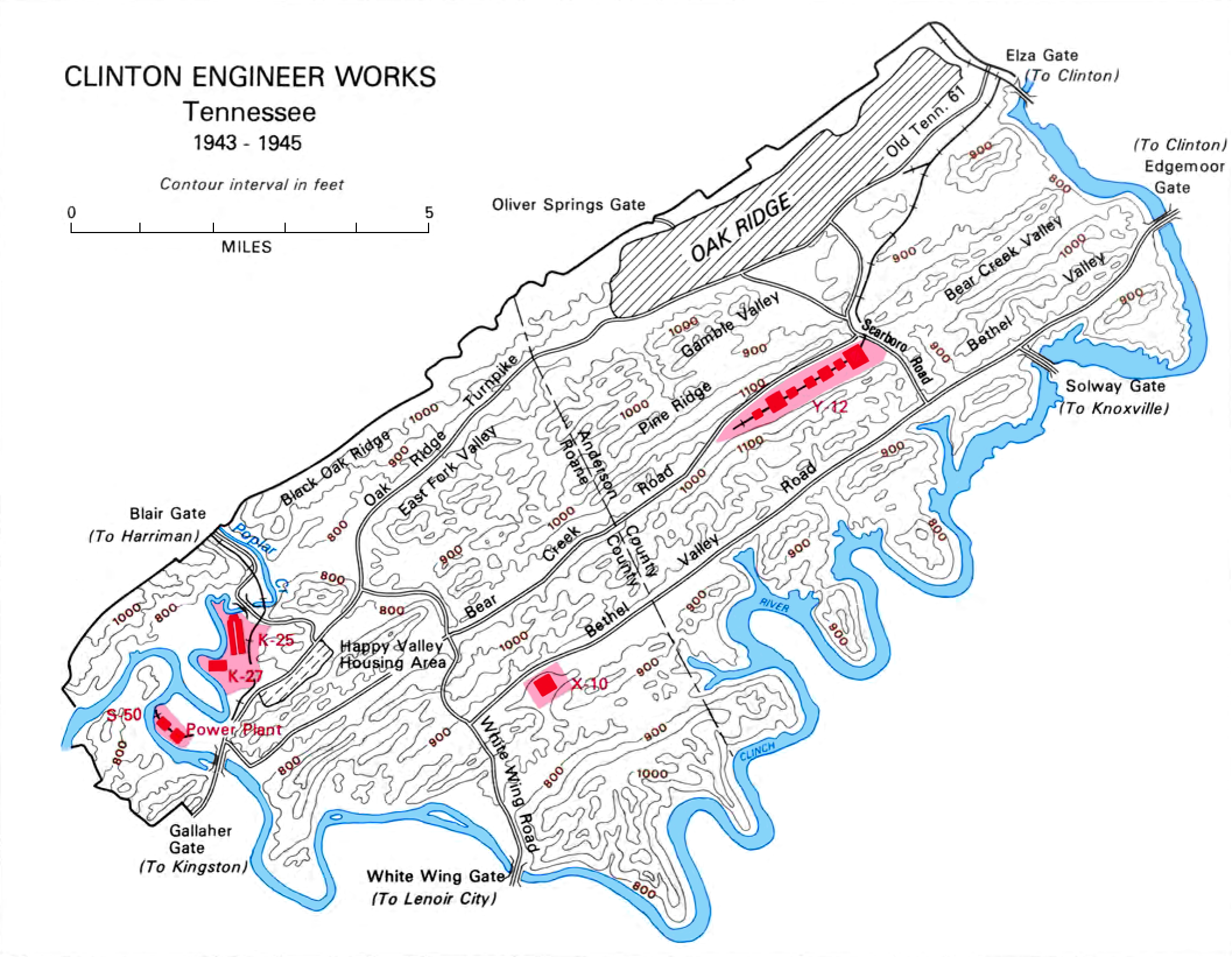
橡树岭采用了若干不同种类的同位素分离法。图为橡树岭克林顿工程师工程的地形图。Y-12电磁分离法工厂位于右上角，K-25、K-27气体扩散法工厂位于左下角，旁边是S-50热扩散法工厂，靠近地图中央的X-10工厂用来生产钚。居住区域以阴影线标示

#### 离心分离法
1942年4月时，离心法被认为是唯一有希望成功的分离法。弗吉尼亚大学的杰西·比姆斯早在1930年代便已研究出这一分离法，但还是有一些技术难关亟待攻克。离心分离法需要离心机以高速运转，但是在某些特定的速度下会产生谐波振动，可导致机械损毁解体。因此，离心机在加速时需要提高加速度来避过这些速度。1941年，比姆斯开始使用六氟化铀，这是唯一已知的气态铀化合物，并成功分离出铀-235。在哥伦比亚大学，卡尔·科恩奉尤里之命详细研究了这一过程，又提出了一系列数学理论佐证建设离心分离装置的可行性。西屋电气负责承建离心分离装置。
不过，科恩的方案在大规模生产时面临巨大的挑战。尤里和科恩估计，如果每天生产1千克铀-235，那么就需要用到5万台1米转子的离心机，或使用1万台4米转子的离心机（前提是造得出4米的转子），怎样让如此之多的转子连续高速运转便是一大难题。此外，比姆斯用实验设备预演时仅获得了预期产出的60％，意味着工厂需要更多的离心机，让这一问题雪上加霜。然后，比姆斯、乌里和科恩开始研究改进措施，希望提高该过程的效率，但是高速电机、轴和轴承屡屡故障，致使先导工厂的工期一拖再拖。1942年11月，在科南特、尼科尔斯和石威公司的奥古斯特·C·克莱因（August C. Klein）的建议下，军事政策委员会放弃了离心分离法。
尽管曼哈顿计划没有采用离心分离法，但战后苏联工程师和被俘的德国工程师共同在苏联开发了Z型离心机，让该方法的研究取得了显著进展。它最终成为铀同位素分离的首选方法，比第二次世界大战期间使用的其他分离法都经济得多。

#### 电磁分离法
电磁同位素分离法由劳伦斯在加州大学放射实验室（University of California Radiation Laboratory）研发设计。该方法中会用到电磁型同位素分离器，这一设备由标准实验室用的质谱分析仪和回旋加速器磁铁结合而来。这一方法需要用到电磁力，利用磁场让带电粒子发生偏转，其偏转角度因质量不同而有所区别。这一过程的原理不但在学术上不够简洁了，而且效率达不到工业生产需要。和气体扩散工厂和核反应堆比较，电磁分离工厂不但建造过程斥资庞大，而且消耗更多的稀有资源，还需要更多人手进行操作。不过，这一方案还是获得了批准，因为它基于已被证实可用的技术原理，因而风险更小。而且，电磁分离工厂可以分期建造，能很快达到工业生产所需规模。

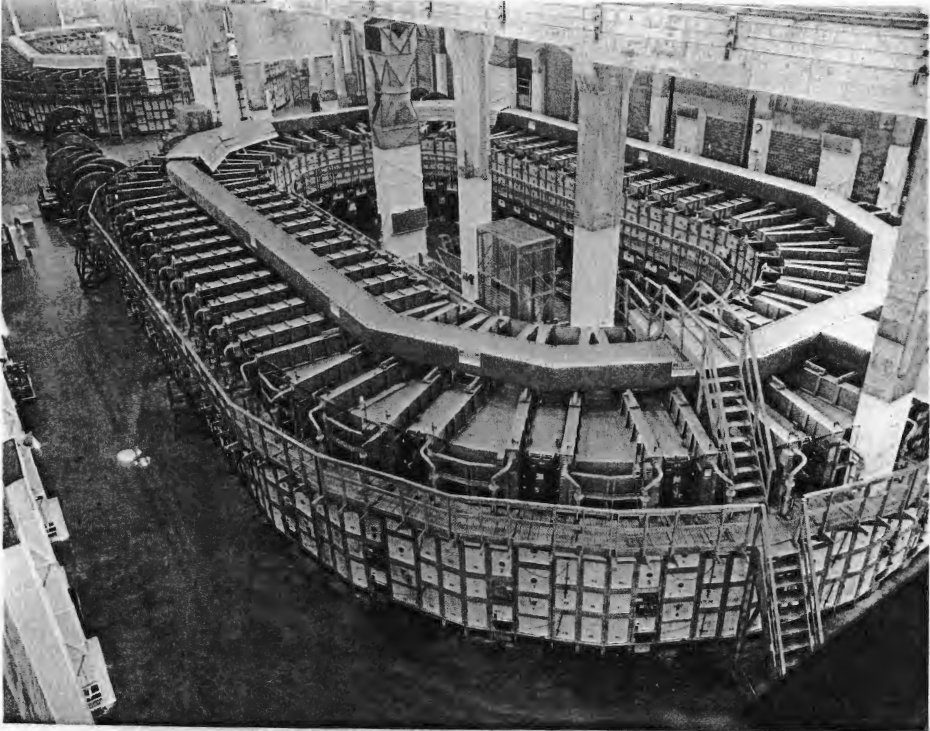
Y-12工厂的Alpha-I粒子轨道

马歇尔和尼科尔斯了解到，电磁同位素分离需要用到5,000短噸（4,500公噸）的铜，但铜当时算是稀缺资源；不过铜可以用银按11:10的比例替换。1942年8月3日，尼科尔斯与财政部副部长丹尼尔·贝尔见面，希望西点金银储藏处能提供6,000吨银条。“小伙子，”贝尔说，“你可能用‘吨’来计量银条，不过财政部这里是用金衡制盎司来点数的！”最终，曼哈顿计划用掉了14,700短噸（13,300公噸；430 × 106金衡制盎司）银条。
银条每块重1,000金衡制盎司（31），被做成圆柱形的金属块，运往新泽西州百威区（Bayway）的费尔普斯-道奇公司并重铸为长40英尺（12）、截面0.625×3英寸（15.9×76.2）的长条，又在威斯康星州密尔沃基的艾利斯查尔默斯公司被绕到励磁线圈上。战争结束后，人们拆掉机器、清洗部件、撬开地板，收集生产过程中掉落的碎银。最后经过统计，银总共只流失约1/3,600,000。1970年5月，所有的银均被收回。
S-1执行委员会将Y-12电磁分离法工厂的建设工程划给石威执行。设计图显示，人们需要建立五个被称为“Alpha粒子轨道”（Alpha racetracks）的一级处理器，以及两个被称为“Beta粒子轨道”（Alpha racetracks）的最终处理器。1943年9月，在格罗夫斯的批准下，Y-12新添了四个粒子轨道，编号“Alpha II”。1943年2月，Y-12正式动土。
该年10月，工厂进入试运行阶段。在磁线圈吸引下，重达14吨重的真空罐被拽离了原有的位置，人们不得不将其进一步加固。磁线圈后来还发生了更为严重的短路问题。12月，格罗夫斯命人打开一块磁铁，发现里面锈迹满满，便下令拆开粒子轨道，将磁铁运回工厂进行清洗。Y-12还在现场设了一座酸洗工厂，用来清理管道和其他配件。1944年1月，Alpha I的2号粒子轨道才正式开始运作；3月，Alpha I的3号、Beta的1号粒子轨道投入使用；4月，Alpha I的4号粒子轨道开始运转；7月至10月间，Alpha II的四个粒子轨道全部开始运行。
田纳西伊士曼负责管理Y-12，酬金按其所签订的成本加固定费用合同来算，每月22,500美元，头七座粒子轨道每月每座7,500美元，后添的粒子轨道每月每座4,000美元。一开始，加速器由伯克利的学者维护，以方便调试程序、改善运转速率。后来田纳西伊士曼训练了一批只有高中学历的操作员来接替他们的任务。尼科尔斯在对比前后产量后对劳伦斯说，这些年轻的“乡巴佬”女操作员比那些博士干得更加出色。他们甚至为此搞了场生产竞赛，结果劳伦斯败了，极大地鼓舞了田纳西伊士曼的员工的士气。女操作员“被教导像士兵那样，干事情不要问为什么”，而“那批学者老是忍不住花大把的时间去斤斤计较微乎其微的仪表波动”。

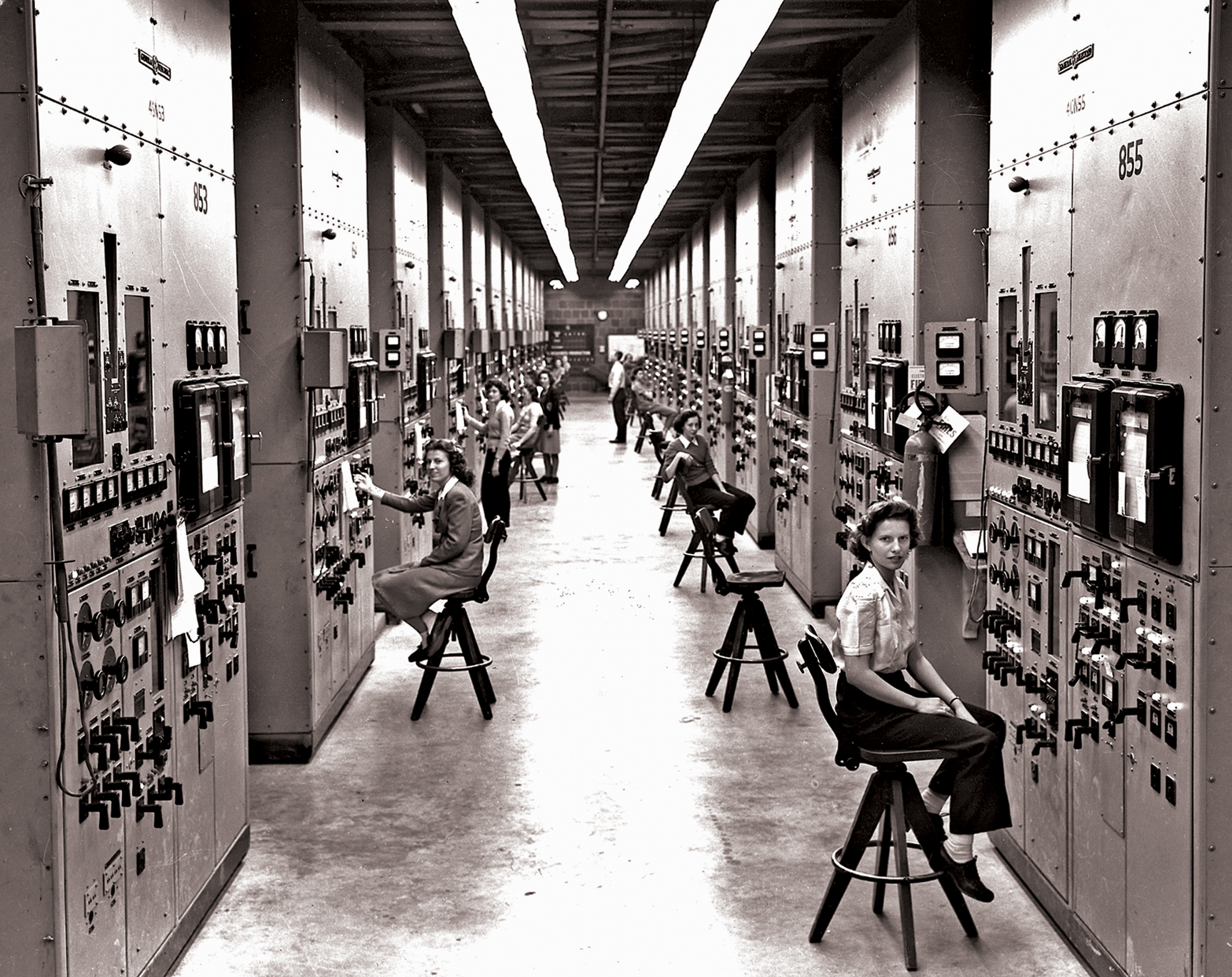
在Y-12国家安全大楼控制电磁型同位素分离器的女性操作员。照片中坐在前面的葛蕾蒂丝·欧文斯（Gladys Owens）在50年后参加大楼的公众开放游之前都不知道自己当年参与的是什么样的军事行动。艾德·韦斯科特摄

Y-12最开始产出的铀-235成品的纯度为13%－15%，1944年3月将第一批数百克成品运至洛斯阿拉莫斯。铀料的产率只有1/5,825，剩下的大部分都在生产过程中溅到设备上了。后来人们努力回收原料，在1945年1月时产率已提高到了10%。2月，Alpha粒子轨道开始采用新建成的S-50热扩散工厂的产出作为原料进行再加工，这些原料经过前一步的浓缩，其纯度已达到1.4%。3月，Y-12开始用纯度5%的K-25气体扩散工厂产物作生产原料。该年8月，K-25的铀纯度已高到可直接送进Beta轨道了。

#### 气体扩散法
气体扩散法是当时最具挑战性的同位素分离法。依照格雷厄姆定律，气体的瀉流速率和分子量的平方根成反比，因此装有膜的容器中若混有两种气体，那么轻的气体分子会比重的分子通过的速度更快，因此通过膜的气体中，分子量小的气体纯度会上升，而大的浓度会下降。而K-25的设计原理也是基于此现象，通过将一系列容器串接起来，再装上气泵和膜（气栅），就能将原料一层层浓缩起来。相关科研工作由哥伦比亚大学的哈罗德·尤里、卡尔·科恩、约翰·邓宁等人进行。

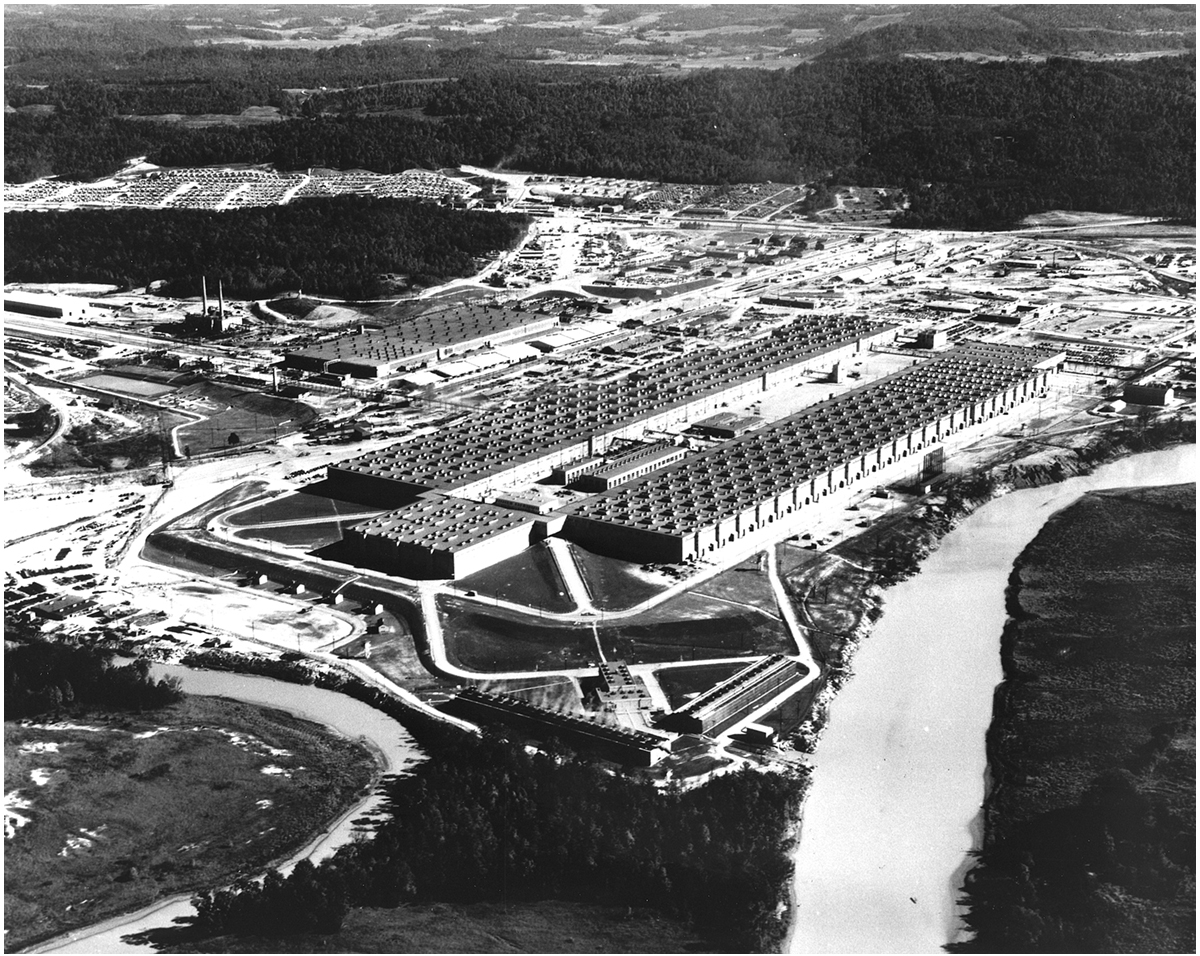
橡树岭的K-25工厂

1942年11月，军事政策委员会批准建立一座气体扩散法工厂，可将铀原料一层层渗透600阶。12月14日，M·W·凯洛格公司受雇修建代号“K-25”的工厂，与政府签订了成本加固定酬金合同，总佣金250万美元。他们为此另开了一家公司，由凯洛格的副总裁珀西瓦尔·C·凯思（Percival C. Keith）负责领导。气体扩散法在技术上困难重重。鉴于没有其他合适的原料，人们需要对腐蚀性极强的六氟化铀气体进行加工，为此马达和气泵必须真空密封，置入惰性气体。最大的问题在于气栅的设计——气栅材料需坚固、多孔，能尽量不受六氟化铀气体的腐蚀，当时发现最好的材料是镍。爱德华·阿德勒（Edward Adler）和爱德华·诺里斯（Edward Norris）将电镀镍做成网状栅。哥伦比亚大学为建了座六阶先导测试工厂测试网状栅的效率，但网状栅极易损毁，并不尽如人意。Kellex、贝尔电话实验室和贝克莱特公司用镍粉研制出了另一种气栅。1944年1月，格罗夫斯下令将Kellex的气栅投入使用。
在K-25的设计图中，Kellex设计了一个四层高、0.5英里（0.80）长的U型结构，由54座联排建筑构成，分为九大区。K-25内设有六阶处理器，既可独立运行，也可以和同一区域内其他处理器相互串联。九大区也可以独立或串联运转。1943年5月，一个调查组在这片500英畝（2.0平方）的土地上打记号，正式开始施工。1943年10月，K-25主建筑动土施工。1944年4月17日，该工厂全部六阶处理器均开始准备投入使用。1945年，格罗夫斯关闭了工厂的高阶处理器，并要求Kellex改为设计建造一个540阶的辅助原料处理单元K-27。1945年9月11日，Kellex将修建完成的建筑转交给运营承包商美国联合碳与碳化物公司。包括战后完工的K-27工厂在内，气体扩散法的总花费达到4.8亿美元。
厂区在1945年2月开始运转。随着技术的日新月异，工厂的产出品质量也越来越高。到了1945年4月，K-25的铀-235纯度已达到1.1%，并开始采用S-50热扩散法工厂的产出物作为加工原料。5月，部分产出品的纯度甚至达到了近7%。8月，剩下的2,892阶处理器全部投入使用。K-25和K-27的效率在战后早期达到峰值，效率超过其他同位素分离厂一大截，成为新一代工厂的原型。

#### 热扩散法
热扩散处理法的原理出自西德尼·查普曼和大卫·恩斯科格的理论，该理论指出当混合气体通过温度梯度环境时，较重的气体会聚集在低温端，而较轻的会聚集在高温端。而热气会上升，冷气会下降，这样一来就可以分开两种同位素形成的气体了。该分离法在1938年由德国科学家克劳斯·克卢修斯和格哈德·迪克尔（Gerhard Dickel）率先提出。美国海军将热扩散法进一步研究，但当时人们对其技术可行性持怀疑态度，而且当时美国陆军和海军之间互相较劲，于是曼哈顿计划最开始并未采纳热扩散法。

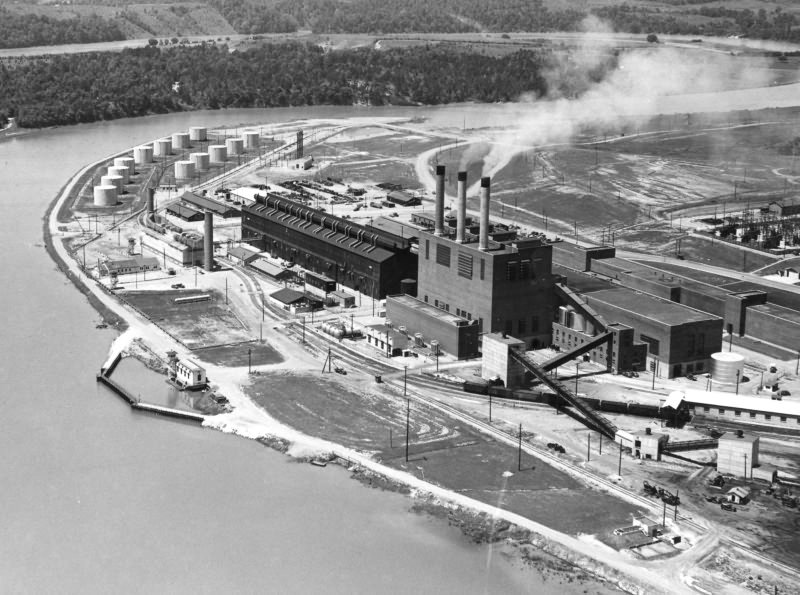
深色的大楼是S-50工厂，它前方烟囱冒烟的建筑是橡树岭的发电站

在菲力普·艾貝爾森的牵头下，海軍研究實驗室继续进行热扩散法的有关研究。1944年4月，负责洛斯阿拉莫斯军械研发的海军上尉威廉·S·帕森斯向奥本海默介绍了海军在热扩散法的喜人成就，海军的相关研究才重归人们的视野。在写给格罗夫斯的信中，奥本海默建议将热扩散法的产出直接用于Y-12工厂里。格罗夫斯为此组了个临时委员会研究这一提议，成员有沃倫·肯德爾·路易斯、埃格尔·默弗里和理查德·托尔曼。经委员会估算，热扩散工厂耗资350万美元，每周可将50（110磅）的铀浓缩至0.9%。1944年6月24日，格罗夫斯批准了热扩散工厂的建设。
格罗夫斯与俄亥俄州克利夫兰的H·K·弗格森公司（H. K. Ferguson Company）定下合同，修筑这座代号“S-50”的热扩散法工厂。格罗夫斯的顾问——卡尔·科恩和标准石油公司的W·I·汤普森（W. I. Thompson）——预估这座建筑要花六个月才能修好，但格罗夫斯只给了弗格森四个月的时间。依照设计，S-50要用到2142座48英尺（15）高的热扩散柱，分装在21个架子上。每座柱子里还装有三个同心管道。附近的K-25发电站产生的蒸汽以100磅力每平方英寸（690千帕斯卡）的压强、545 °F（285 °C）的温度从最内部的1.25英寸（32）镍管中通过，而155 °F（68 °C）度的水从最外侧的铁管中流过。人们将六氟化铀气体鼓入夹在中间的铜管，让同位素分离反应发生在镍管和铜管之间。
1944年7月9日，S-50正式动土；9月，S-50便进入了部分运营的阶段；1945年3月，工厂所有的热扩散柱均投入使用。弗格森通过子公司Fercleve运营工厂。1944年10月，工厂产出的铀-235的纯度达到0.852%，总质量10.5磅（4.8）。但后来工厂出现泄露事故，并为此停摆了好几个月。不过1945年6月，工厂产出量已达12,730磅（5,770）。最开始，只有S-50的产出被用作Y-12的原料，但到了1945年3月，曼哈顿计划将三座热扩散法工厂串到了一起——先是由S-50将原料从0.71%浓缩到0.89%，接着再由气体扩散法工厂K-25浓缩到23%，最后再转接给电磁分离法工厂Y-12并浓缩到89%左右。这个纯度的铀已经可用于核武器制造。

### 铀-235总产量
1945年7月，洛斯阿拉莫斯总共收到50千克的浓缩铀，其铀-235的纯度为89%。这50千克铀与一些纯度50%的浓缩铀混在一起，最终纯度为85%，全部装填在了小男孩原子彈中。

## 钚
曼哈顿计划作的第二手准备是另一种可裂变的元素——钚。虽然自然界中也存在一些天然的钚，但若想大量获取钚，最简单的方式还是在核反应堆里用中子轰击天然铀。铀-238通过核嬗变变为铀-239，之后很快衰变，先变成镎-239，然后变成钚-239。但整个过程中能最终变成钚的铀只有一小部分，所以必须要用化学方法把钚从残留的铀、原料中的杂质和核裂变产物里分离出来。

### X-10石墨反应堆

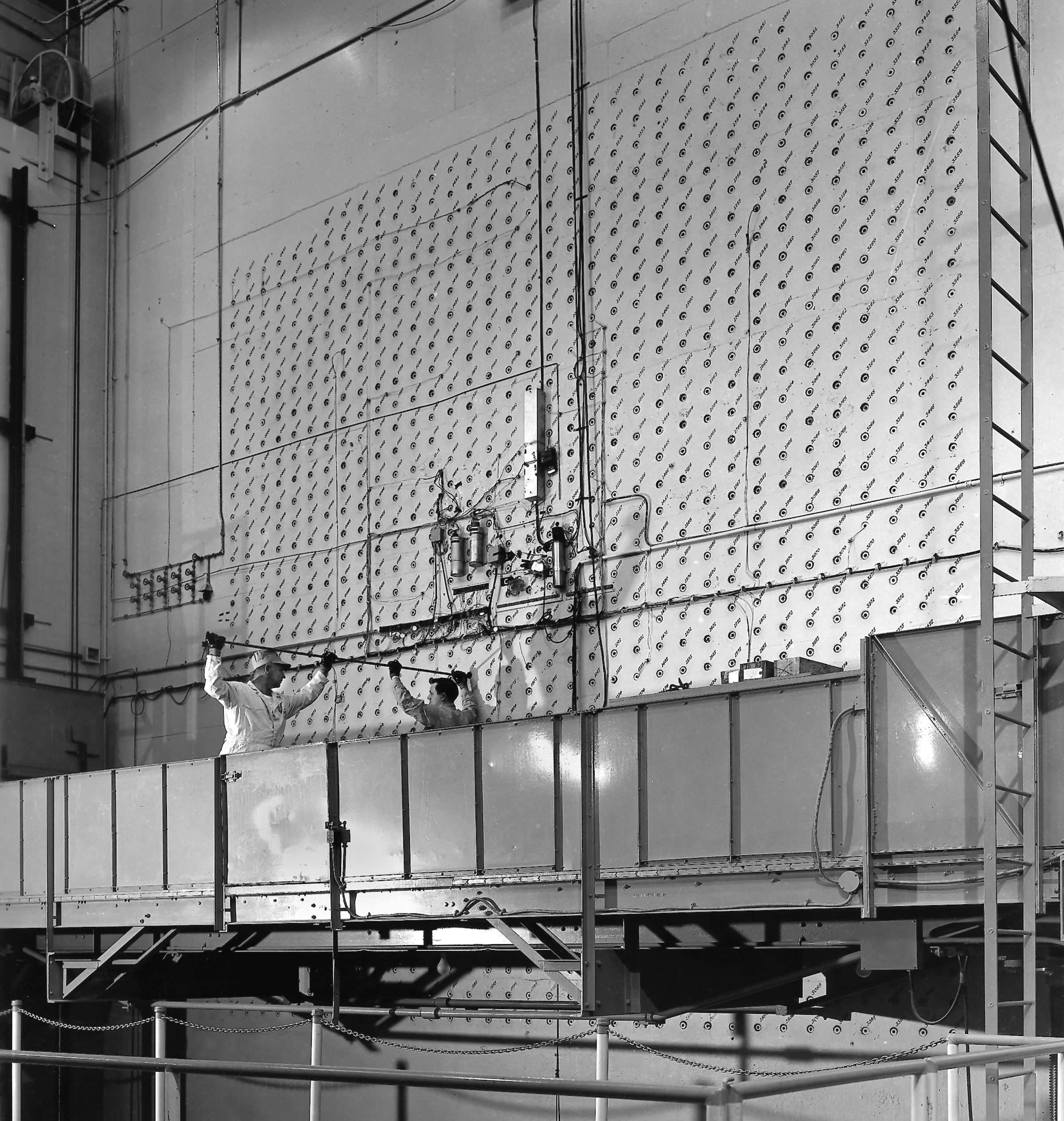
工人正在将铀燃料棒装填入X-10石墨反应堆

1943年3月，杜邦开始在橡树岭建设一座112英畝（0.5平方）的钚厂，作为在汉福德区大规模生产钚的试验工厂。该厂内拥有空气冷却的X-10石墨反应堆、化学分离厂和一些辅助设施。后来人们决定在汉福德区修建水冷反应堆，因此只有化学分离厂真正起到了先导工厂应有的作用。X-10石墨反应堆有一块长宽高均为24英尺（7.3）的石墨块，总重1,500短噸（1,400公噸），包裹在7英尺（2.1）厚的高密度混凝土中减小辐射。
该反应堆面临的最大挑战是万灵科和金属氢化物公司生产的铀燃料棒。这些燃料棒需要镀铝防止腐蚀，同时也能避免裂变燃料进入冷却系统中。格拉塞利化学公司（Grasselli Chemical Company）想要研制一种热浸处理法但并未成功。美铝还尝试了包壳法。他们开发了一种无焊剂焊接法，有97%的包壳都通过了标准真空测试，但高温测试的失败率超过50%。尽管如此，1943年6月，生产线还是开始运作了。冶金实验室在通用电气的帮助下改善了焊接技术，在1943年10月应用到生产线上。
在费米和康普顿的监视下，X-10石墨反应堆于1943年11月4日达到临界值，用了大约30短噸（27公噸）的铀。一周后，核反应堆负荷量升至36短噸（33公噸），功率升至500kW，月末时产出500毫克钚。人们不断地完善技术，到了1944年反应堆功率已达到4,000kW。X-10作为生产工厂一直运转到了1945年1月，后改为科研活动之用。

### 汉福德反应堆
橡树岭为了赶工期用给反应堆用了气冷，但大规模生产中这一冷却方法并不可取。冶金实验室和杜邦最开始想用氦冷，但后来为了省钱省时省力而改用水冷。水冷的设计方案在1943年10月4日才正式完成，在此之前富兰克林·马赛厄斯一直忙着修缮汉福德区，建住房、修路、造支路铁轨，还升级了电缆、水管和电话线。

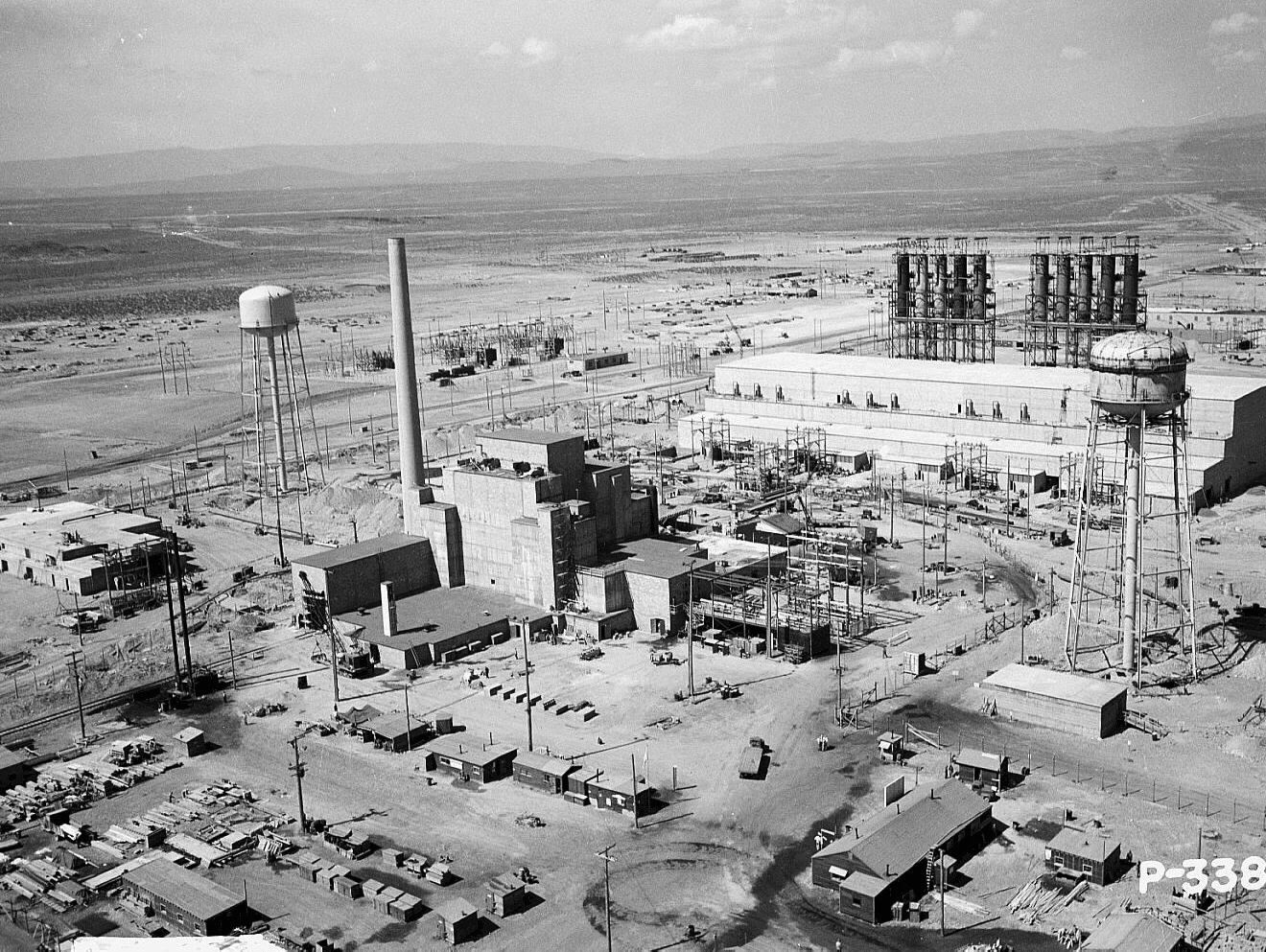
鸟瞰汉福德区B反应堆所在地，1944年6月

和在橡树岭遇到的困难类似，1944年3月汉福德在开始包壳铀燃料棒时遇到了重重挑战。这些铀燃料棒均经过酸洗去除泥土等杂质，又浸过融化的铜、锡和铝硅合金，再用液压机压过，并在氩气中用電弧焊封住焊口，最后再经过重重测试，确保没有焊接问题。最开始燃料棒合格率极低，每天只有寥寥数根能通过测试。不过1944年6月燃料棒质量稳步上升，看情况似乎能赶得上原定1944年8月启用的B反应堆。
1943年10月10日，B反应堆大楼动工。B反应堆是计划修筑的六座250MW核反应堆中最先动工的一个。这些核反应堆从A到F以英文字母编号，其中B、D、F最先开工，以便给各反应堆之间预留最大的空间。曼哈顿计划期间也只修了这三座反应堆。
1944年2月，人们开始修筑B反应堆本身。1944年9月13日，在康普顿、马赛厄斯、杜邦的克劳福德·格林沃尔特、利昂娜·伍兹的见证下，费米向B反应堆中插入第一根燃料棒，就此启动核反应堆。在接下来的几天中核反应堆陆续填入838根燃料棒，达到临界值。9月27日午夜钟声敲响后不久，操作员开始从反应堆中抽出控制棒，让反应堆进入生产模式。一开始一切运转良好，但在凌晨03:00左右输出功率开始下降，06:30时核反应堆完全罢工。工作人员检查冷凝水，确保没有泄漏或污染事故发生。翌日反应堆再度启动，孰料反应堆再度停摆。
费米将情况告诉了吴健雄，她指出问题应该出自中子毒物，由半衰期9.2小时的氙-135造成。费米、伍兹、唐纳德·J·休斯和約翰·惠勒经过一通计算，发现氙-135的核截面是铀的3万倍。杜邦工程师乔治·格雷夫斯（George Graves）对冶金实验室的原设计做了一些修改——原设计将1,500根管道排列成一个圆，格雷夫斯又额外向其中加了504根管道来填满剩余的边边角角。科学家们最开始认为这一设计过度工程化，费时又费钱，但费米留意到这全部2,004根管能够让反应堆达到生产钚所需要的功率级别。1944年12月17日，D反应堆启动；1945年2月25日，F反应堆启动。

### 分离元素

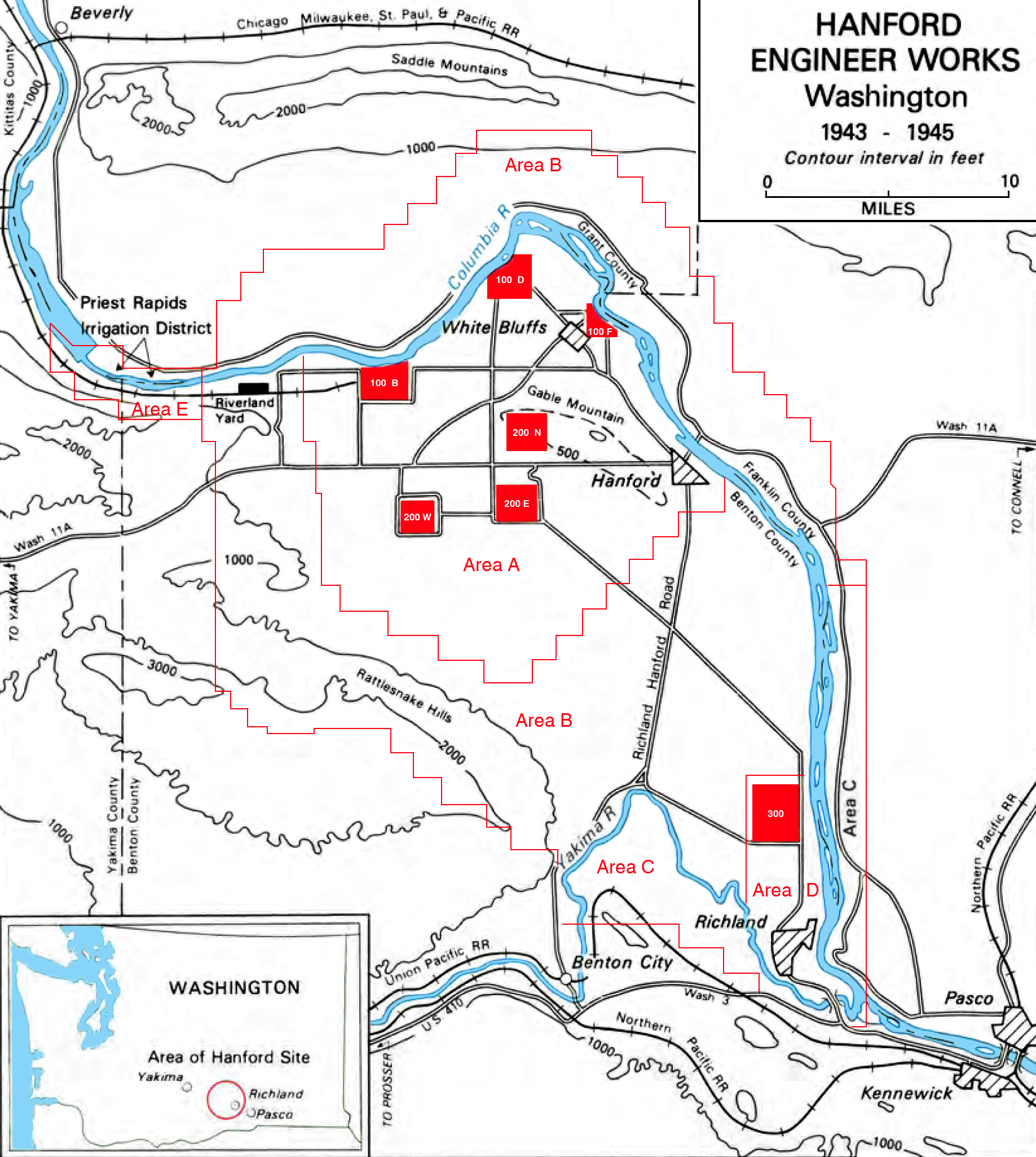
汉福德区的地图，横贯其中的铁路将该区分作南北两侧。最靠北的三个红方块是核反应堆，位于哥伦比亚河畔。分离工厂是核反应堆所在的建筑群中最靠南侧的两个红方块。图中右下角的红方块代表300区

与此同时，化学家们在不了解钚的化学性质的情况下已开始思忖如何将其从铀中分离出来。1942年，查尔斯·M·库珀（Charles M. Cooper）带领的团队在冶金实验室用极少量的钚研发出氟化镧处理法用来分离那两种元素，该法后来被用到了先导分离工厂中进行试验。随后，西博格和斯坦利·G·汤姆森（Stanly G. Thomson）发明了另一种分离法磷酸铋处理法，可利用磷酸铋溶液将钚的氧化数在+4和+6之间切换。氧化数+4时，钚会沉淀；氧化数+6时，钚溶于溶液，而其他物质会沉淀。格林沃尔特因氟化镧有腐蚀性而更喜欢磷酸铋处理法，该法获选为汉福德化工厂使用的元素分离法。X-10开始产钚后，先导工厂旋即进入试验阶段。第一批次的生产效率只有40%，但后几个月效率逐步升高至90%。
在汉福德，曼哈顿计划最首要的任务是修筑300区的设施。该区有存放测试材料的仓库、制备铀的工厂和组装校准仪器的工间。有一幢楼用来存放铀燃料棒的包壳设备，另外有一幢修有一座小型核反应堆。尽管300区享有高优先级，但该区设施独特复杂，再加上战时人手紧缺、物资不足，导致工期被延误。
汉福德原定在名为“200西区”和“200东区”的两块区域中各建两座分离工厂，后改为在200西区修建“T厂”和“U厂”，在200东区只建一座“B厂”。每座分离工厂都由四幢建筑构成：处理装置楼（编号221，也被称为“峡谷（canyon）”）、浓缩楼（编号224）、净化楼（编号231）和军火库（编号213）。“峡谷”长800英尺（240），宽65英尺（20），有40个17.7×13×20英尺（5.4×4.0×6.1）的处理器。
1944年1月，221-T厂和221-U厂动土，并先后在9月、12月竣工。221-B厂也在1945年3月完工。这些厂房由于辐射过强，工人必须要通过1943年时还闻所未闻的闭路电视遥控操作一切生产活动，维护修缮工作也是通过桁架吊车和特制工具进行。各厂224楼因需要处理的原料相对较少所以体积也更小，辐射也更弱。224-T楼和224-U楼在1944年10月8日完工，224-B楼则是在1945年2月10日完工。1944年4月8日231-W开始施工时，科学家们还没有敲定净化处理方法，不过年末时工厂竣工，净化处理的方法也选定下来。1945年2月5日，马赛厄斯在洛杉矶亲手将首批80克纯度95%的硝酸钚递交给洛斯阿拉莫斯的物流人员。

### 武器设计

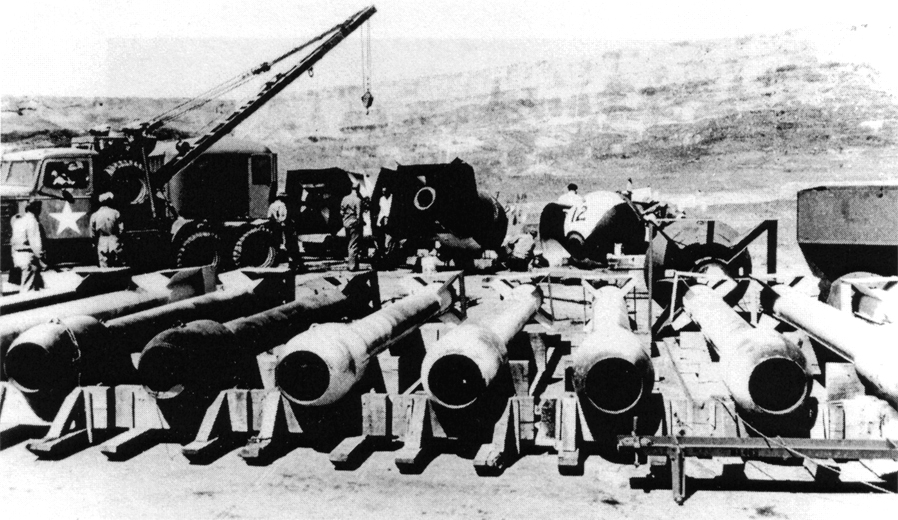
瘦子原子弹的外壳，排成一排。胖子原子弹的外壳在后面

1943年时，科学家们想要用钚用于枪式裂变武器「瘦子」。早期对钚的性质研究用的是回旋加速器生成的钚-239，纯度高但是产量低。1944年4月，洛斯阿拉莫斯收到了X-10反应堆的首份钚样品。几天后，埃米利奥·塞格雷便注意到了问题——反应堆增殖的钚中，钚-240的含量比回旋式加速器的要高，可导致自发性反应速率增大到原估的五倍。西博格早在1943年3月便已算到部分钚-239会吸收一个中子变为钚-240。
这一发现导致反应堆增殖钚无法用在枪式武器上。钚-240会引发闪灭现象——链式反应提前开始，导致先期爆炸，释放的能量会炸散核燃料，致使只有少部分钚参与反应。人们又提出过一种更快的枪式构型，但试验结果不尽如人意。科学家也想过分离同位素的事情，但是钚的这两个同位素比铀-235和铀-238还难分离，因而不得不作罢。
与此同时，另一种内爆式的核裂变武器的研发工作在物理学家赛斯·内德迈尔的领导下如火如荼地进行着。其原理是将未达到临界值的裂变材料置于球形容器中，再用炸药将其向内压缩，使其体积变小、密度增大。随着原子间距离越来越小，中子俘获的速率会越来越大，质量也会达到临界值。鉴于这里核原料移动距离很短，内爆式核武器达到临界值的速度比枪式核武器要快得多。内德迈尔在1943年至1944年年初对内爆式核武器的研究成果颇为喜人，但研究结果也显示内爆式的构型设计从理论角度和应用角度都十分复杂。1943年9月，对穿甲弹锥形装药小有研究的约翰·冯·诺伊曼认为，内爆弹不但会降低闪灭和先期爆的风险，还能高效利用裂变材料。他还提出用一种球型的炸弹结构来取代内德迈尔设计的柱形炸弹。

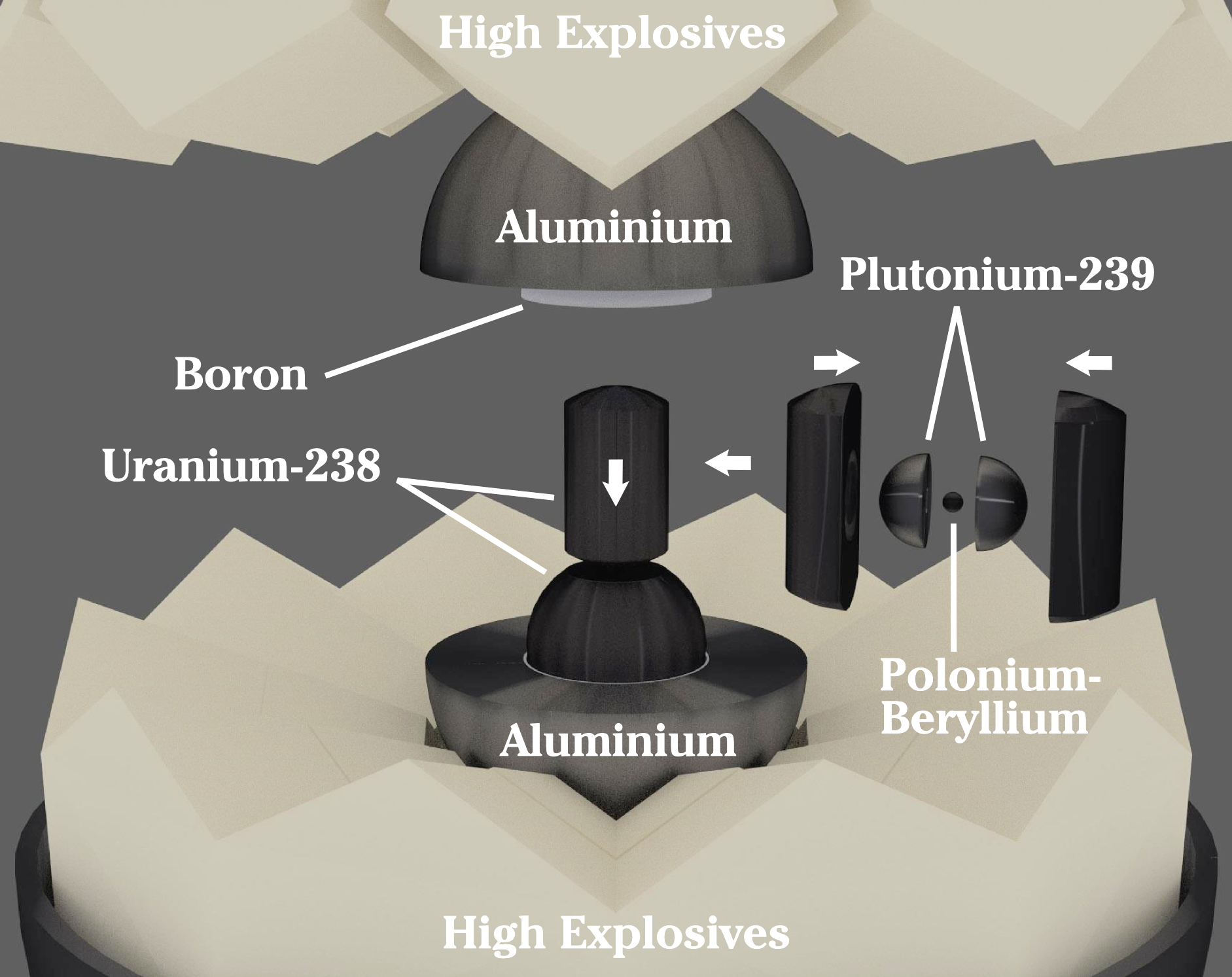
内爆式核武器的结构示意图

1944年7月，奥本海默决心放弃枪式钚弹设计，转为采用内爆式钚弹。8月，奥本海默大幅调整洛斯阿拉莫斯实验室的人手，紧锣密鼓地专攻内爆式设计，代号“胖子”。洛斯阿拉莫斯新成立了两个实验小组负责研发内爆式炸弹，其中X组（X表示，即“炸药”）由炸药专家乔治·基斯佳科夫斯基负责，G组（G表示，即“小工具”）由罗伯特·巴彻负责。纽曼和T组（T表示，即“理论”；鲁道夫·佩尔斯在此中十分活跃）的设计利用爆炸透镜的原理，慢性高爆炸药和快性高爆炸药两相结合，将爆炸集中在一个球面上。
然而，设计过程中一波三折，进展缓慢。透镜设计要求透镜形状和速度均在合适的范围内。人们测试了若干种不同的炸药，最后选定B炸药为快性炸药，巴拉托为慢性炸药。最终的设计成果形似足球，共有20个六边形透镜、12个五边形透镜，每个透镜重约80磅（36）。引爆过程还要用到高速、可靠、安全的电气式雷管，保险起见每面透镜上都装了两支。路易斯·阿尔瓦雷茨带领一组科学家在洛斯阿拉莫斯实验室专门为此设计了电桥式电雷管，生产雷管的工作则由雷神公司完成。
罗伯特·瑟伯尔提出了RaLa测试，利用镧的短寿命放射性同位素、强伽马射线源——镧-140，来研究汇聚冲击波。试验将该伽马射线源置于金属球体正中央，球体外套上一层爆炸透镜，再放在电离室中，便于科学家录下内爆产生的X光的轨迹。爆炸透镜主要是通过RaLa测试来一步步设计完善的。大卫·霍金斯在给洛斯阿拉莫斯撰写的史书中写道：“RaLa是对炸弹设计终稿影响最大的单一实验。”
炸药内部装有4.5英寸（110）厚的铝填层，可从低密度炸药平缓过渡到3英寸（76）厚的天然铀层。其主要功能是将临界质量汇聚一起越久越好，但也能将中子反射回核心层中。为了避免外部中子造成先期爆炸，铀层外还镀了层薄薄的硼。人们还研制了钋-铍调制中子起爆器，因外观类似而被称作“海胆”，可在规定的时刻精准引发链式反应。该工程后成为“代顿计划”的一部分。代顿计划由孟山都的查理斯·艾伦·托马斯统筹，其中还有对放射性钋的化学性质、冶金方法的研究。测试每月需要高达500居里的钋，由孟山都负责提供。组装好的炸弹被装入杜拉鋁制的炸弹外壳中，以防遭子弹、高射炮击中而造成问题。

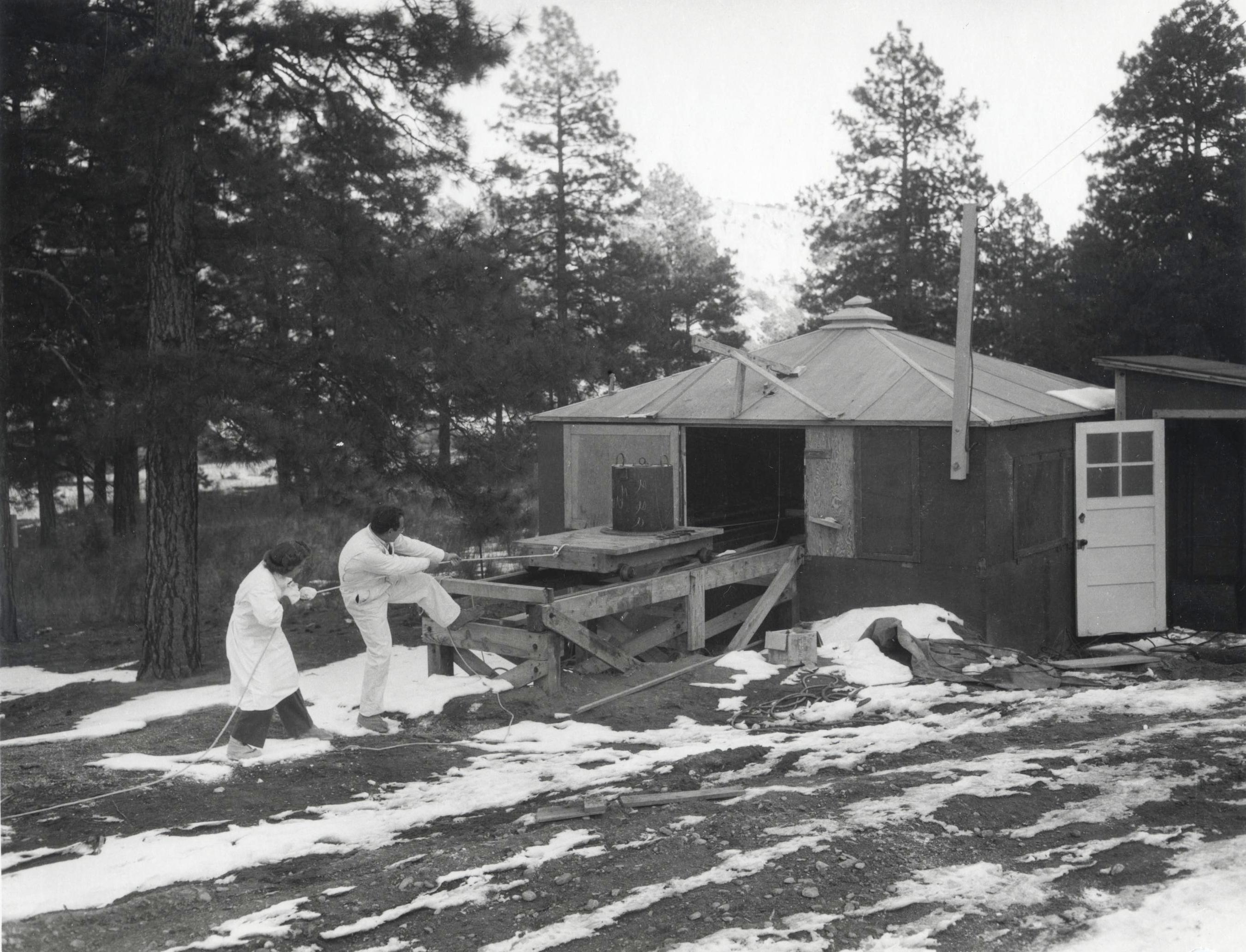
洛斯阿拉莫斯工作人员在远距离处理RaLa测试要用到的一千居里放射源——放射性镧

冶金学家的终极任务是研究如何将钚铸成球体。很快，科学家们遇到了一些问题——运来的钚总是测出不尽相同的密度。最开始人们以为有杂质混入，但后来发现是因为钚中掺了多种同素异形体。在室温下，钚处于α阶段，此时钚易碎、不易形变；稍稍加温后，钚会进入可塑性较好的β阶段；加热到300 °C－450 °C时钚会进入δ阶段，可塑性进一步提高，此阶段若掺入铝、融成钚铝合金的话，钚可在室温下达到稳定状态。然而，铝在被α粒子轰击时会释放中子，进而恶化先期爆炸的问题。冶金学家随后想到了钚镓合金，该合金在δ阶段十分稳定，可热压成球状。此外，人们还发现钚易腐蚀，便在球面上镀了一层镍。
这一工作流程危险重重。战争结束时，一半的化学家和冶金学家因尿检测出超量钚元素而被迫退居二线。1945年1月洛斯阿拉莫斯的一场小火灾让人们担心若实验室再度起火，整座小镇都可能遭污染。格罗夫斯下令新修一座工厂“DP地点”（DP-site），专门用于钚的化学处理和冶金提炼。
1945年7月2日，首个钚弹芯半球完工交付。7月23日，洛斯阿拉莫斯又生产出三个半球，三天后完成交付。

### 三位一体
鉴于内爆式武器设计之复杂，人们决定哪怕浪费得来不易的核材料也要先进行一场核试验。格罗夫斯在要求能够确保核材料供应充足的前提下批准了核试验的决定。至于核试验的规模，一开始人们只计划进行可控闪灭，但奥本海默决定来一场全面核试验，代号“三位一体”。

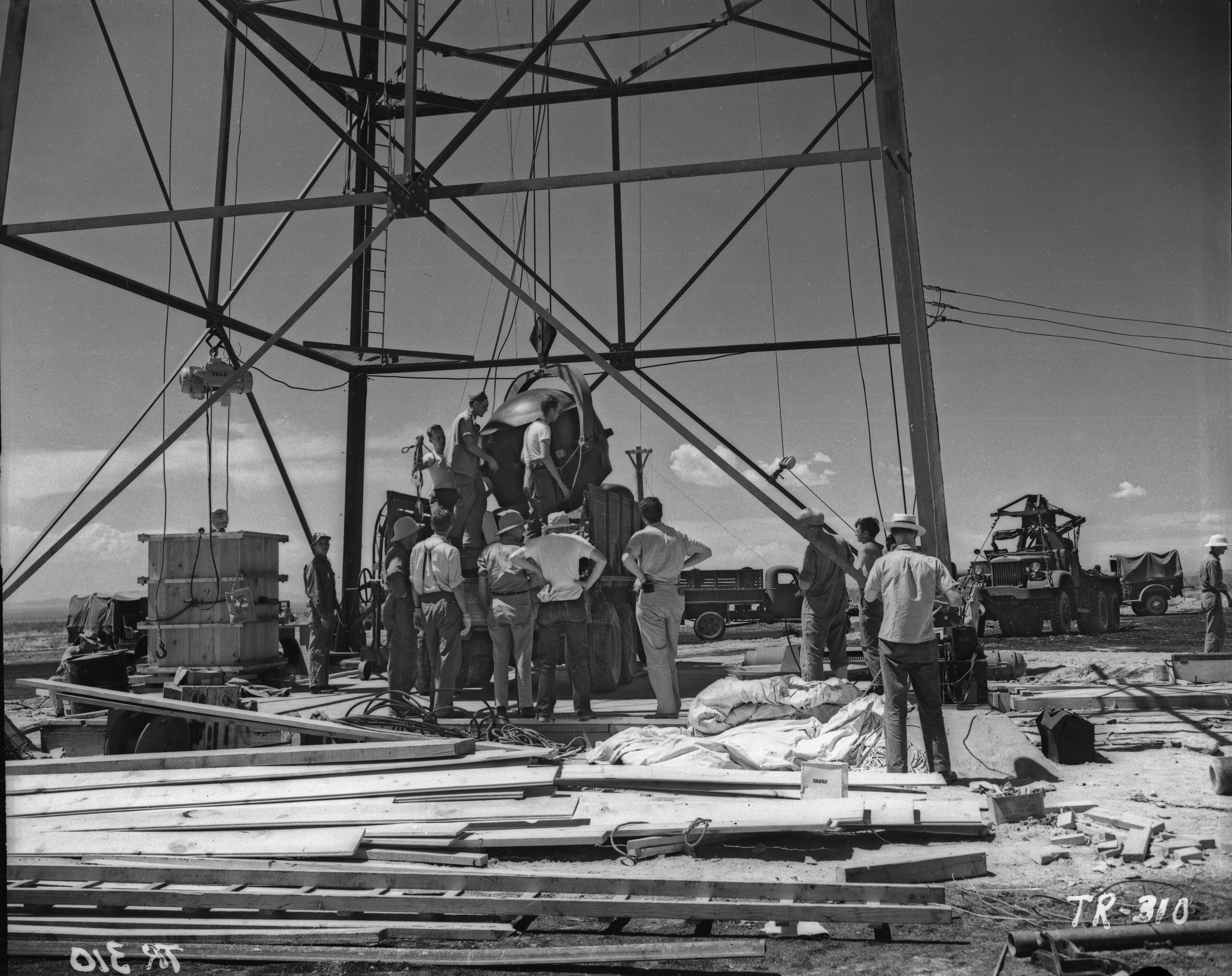
“小工具”要用到的炸药正在升入塔顶，进行最后的组装工作

1944年3月，哈佛大学物理教授肯尼斯·班布里奇获令进行核试验的筹组工作，并受基斯佳科夫斯基的领导。班布里奇将阿拉莫戈多空军基地附近的靶场作为核试验地点。班布里奇与海军上校塞缪尔·P·达瓦洛斯（Samuel P. Davalos）合作建设三一核试的大本营和其周遭的设施，有军营、仓库、车间、爆炸物弹药库、军营杂货店等。
有鉴于核试验用到的钚价值达10亿美元，一旦核试验失败，格罗夫斯就要在参议院的特派委员会前费心解释为何10亿美元会白白付之东流。于是，人们制造了一个代号（意为“特大号”）的容器，在核试验失败时能将剩余的活性核材料回收。长25英尺（7.6），宽12英尺（3.7），由巴布柯克-威爾科斯公司在俄亥俄州巴伯顿市用214短噸（194公噸）的钢铁铸就，用特制火车经侧线运至新墨西哥州，最后25英里（40）载在拖车上用两辆拖拉机拉向核试地点。不过，当运抵现场时，人们对内爆式核武器信心满满，加之钚供应量充足，奥本海默便决定不用，而是将其吊在了距离爆炸中心点800碼（730）的一座铁塔上，用来大致估测爆炸的冲击力。核试结束后，遗存下来，但那座铁塔遭毁；人们更加确信能够承受得住闪灭带来的爆炸冲击。
核试前夕，1945年5月7日，人们进行了一场预爆来校准仪器。一座木制测试平台拔地而起，位于原爆点之上800碼（730）处，上载100短噸（91公噸）的TNT。炸药中插有核裂变产物，来自汉福德区经过辐照的铀燃料棒，溶解后填入炸药里埋的管道中。奥本海默和格罗夫斯的新副手——托马斯·法雷尔准将观看了此次爆炸。这次预爆为三一核试提供了非常重要的数据。
真枪实弹的核试验用的是名为“小工具”（the gadget）的钚弹。小工具被悬在一座100英尺（30）高的铁塔顶端，以便模拟轰炸机投弹时的爆炸高度——核弹在空中爆炸的一大好处是能最大化对目标的能量输出，同时放射性落下灰较少。小工具由诺里斯·布拉德伯里带领的团队组装，7月13日于麦克唐纳农场交工，14日被小心翼翼地吊到塔顶。在场的观看者有布什、查德维克、科南特、法雷尔、格罗夫斯、劳伦斯、奥本海默、費曼和托尔曼，且只有費曼在無護目鏡保護下以肉眼見證全程。当地时间1945年7月16日05:30，小工具被引爆，爆炸当量约为20,000吨TNT，在现场留下一个直径250英尺（76）、铺满玻璃石的巨坑。爆炸产生的蘑菇雲高达7.5英里（12.1），超过100英里（160）的地方仍有震感，发出的巨响在德克萨斯州艾爾帕索都远远可闻。为掩盖这次核试验，格罗夫斯对外界通报阿拉莫戈多空军基地有座军火库发生了爆炸事故。

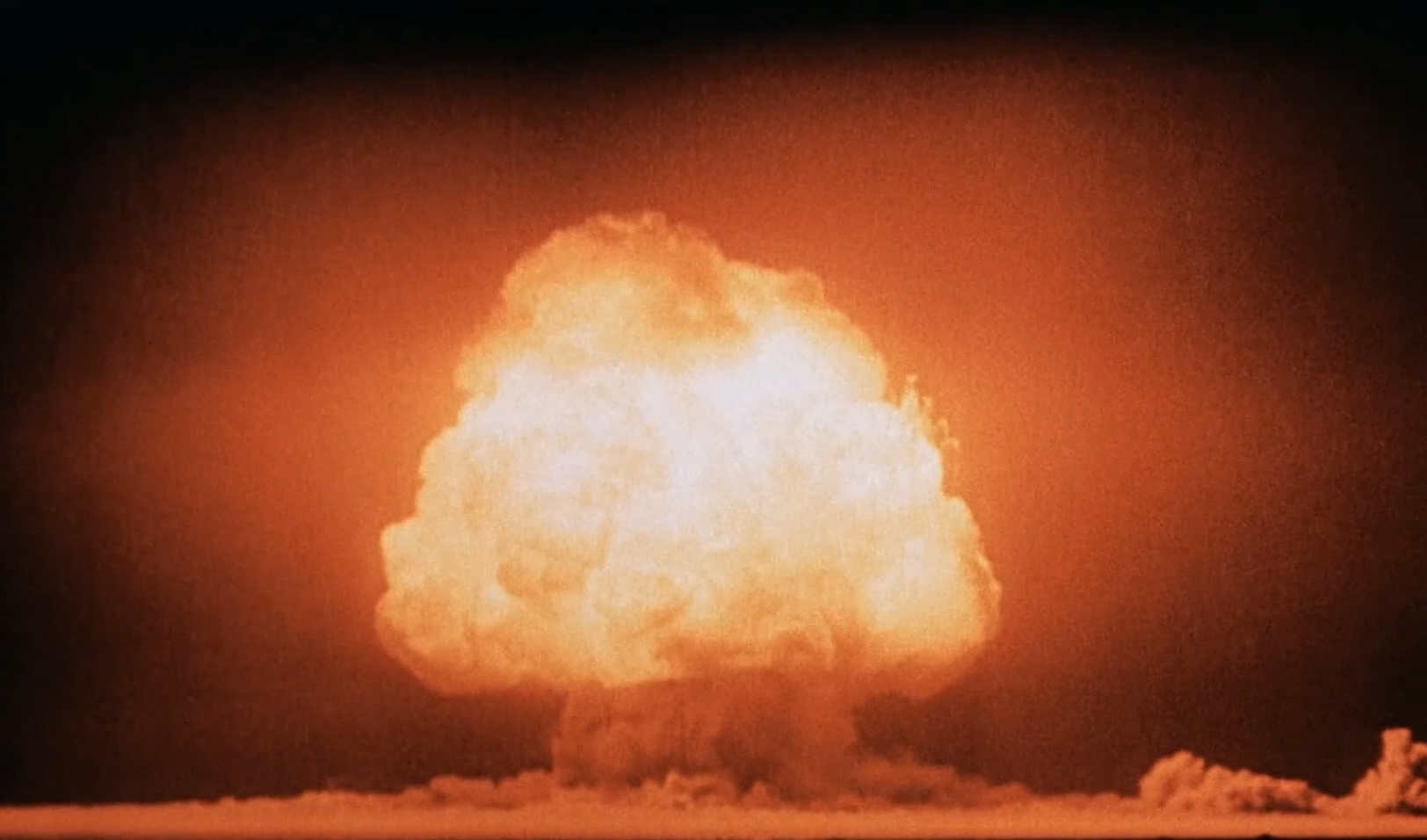
三位一体核试验引爆了人类史上首个核武器

奥本海默事后回想起自己在观看爆炸时，脑海中浮现了印度《薄伽梵歌》第11章第12节的这句：
|  | 千百烈日当空争辉，或许可与至尊者那宇宙形象中的光芒相提并论。 |

数年后他说，当时他还想起另一节句：
我们都知道要变天了。有的人哭，有的人笑，但大部分人缄默着。我想起印度圣歌《薄伽梵歌》中的语句；毗湿奴想要叫阿周那王子担起自己的使命。为了打动他，毗湿奴变成千手化身，说道：“现在我成为死亡，世界之毁灭者”。我想，当时我们都或多或少是这样想的吧。

## 人员
1944年6月时，曼哈顿计划在职员工在12.9万人上下，其中有8.45万名建筑工、4.05万名工厂操作员和1800名军事人员。1年后随着建设工程陆续完工，员工总数量也减少到10万人左右，但军事人员增加到5600人。此时战争仍在继续，其他战时重大军事项目也需要人手，劳动力一度十分匮乏，高技术人才更是供不应求。1943年，格罗夫斯从战时劳动力委员会处取得了临时劳动力优先权。1944年3月，战时生产委员会和战时劳动力委员会皆赋予曼哈顿计划最高优先权。

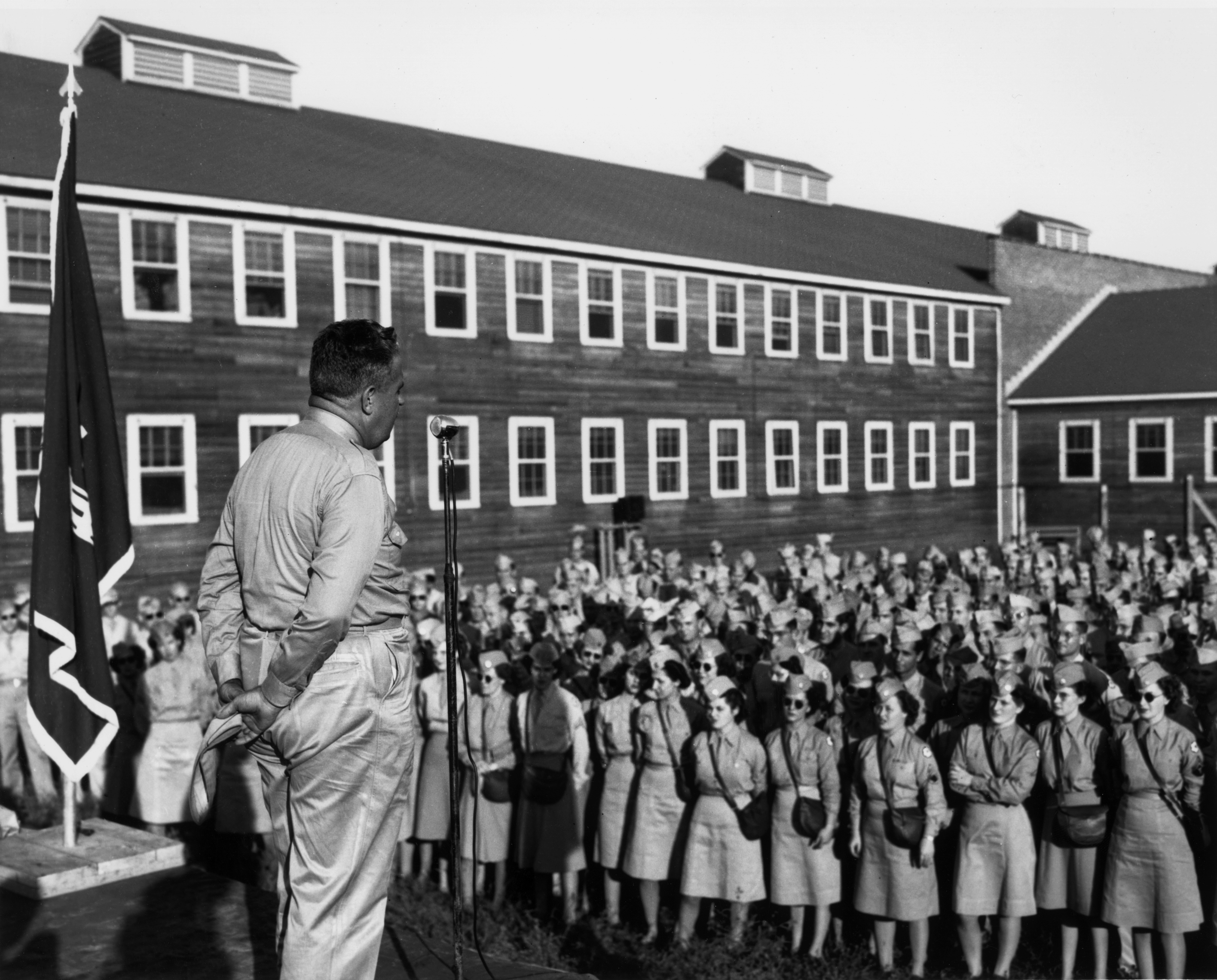
1945年8月，格罗夫斯对橡树岭的服役人员发表讲话

托尔曼和科南特以科学顾问的身份拟了一份学者名单，交给曼哈顿计划的现役科学家评价。格罗夫斯随后去信获选的科学家所在的公司或机构，请求相关组织让这些学者加入“军事要务”活动中。威斯康星大学麦迪逊分校的斯塔尼斯拉夫·乌拉姆让其麾下学生寒春提前参加期末考试，让她能够离校参与军事工作。几周后，乌拉姆收到汉斯·贝特的信，邀请他也一同参与曼哈顿计划。科南特以个人名义邀请基斯佳科夫斯基加入曼哈顿计划。
有的技术人才出身于陆军部队中，其中陆军特别训练项目为曼哈顿计划培养出一批又一批的人才。1943年，曼哈顿工程区成立了特種工兵分遣隊，额定人数675人，陆军征召的所有高级技术人员均被收编其中。陆军的另一大人力来源是陆军妇女兵团。最初这些女兵只从事简单的文书工作，处理一些机密文件，但后来她们也改为接手科技相关任务。1945年2月1日，曼哈顿工程区全体军事人员，包括特殊工兵分遣队在内，被编入第9812技术勤务组（9812th Technical Service Unit）；不过洛斯阿拉莫斯军事人员（包括陆军妇女兵团和憲兵，不包括特殊工兵分遣队）则编入第4817勤務指挥組（4817th Service Command Unit）。
史丹佛·瓦倫，罗切斯特大学医学院影像诊断学副教授，获任美国陆军医疗兵團少校，被指派为曼哈顿工程区医疗部总管、格罗夫斯的医学顾问。瓦倫的首个任务是在橡树岭、里奇兰和洛斯阿拉莫斯设置医院、安排医疗人事。医疗部的任务有二：其一是进行医学相关研究，其二是运营曼哈顿工程区的健康与安全项目。曼哈顿计划的工作人员平日接触许多有毒化学物质、有害高压液体气体、高电压、爆炸物，加之当时对核辐射、核裂变材料会造成的健康问题还不了解，医疗部可谓任重道远。不过在1945年12月，美国全国安全委员会授予曼哈顿计划杰出安全服务荣誉奖（Award of Honor for Distinguished Service to Safety），以表彰曼哈顿计划的低事故率。1943年1月至1945年6月间，曼哈顿计划总共有62人死亡、3,879人伤残，是同时期私营企业死伤率的62%。

## 保密
1945年《生活》杂志发文估计，在广岛和长崎原子弹爆炸之前，“整个国家可能也就几十个人知道曼哈顿计划的全部含义，其他知道这项工作涉及到原子的人可能也就千人左右。”该杂志写道，该计划的其他逾十万员工都“像鼹鼠一样在黑暗中工作”。工人们眼见着大量的原材料被拉进工厂却没有任何东西生产出来，只是监控着“仪表和开关，在厚重的混凝土墙的后面发生着神秘的物理化学反应”，虽不知自己工作的目的是什么，却被警告泄露计划机密将面临十年监禁或10,000美元（相当于2020年的116,000美元）的罚金。
1945年12月，美国陆军发表了一份秘密报告，分析评估了曼哈顿计划的保密体系。报告称，曼哈顿计划“比其他任何战争高机密项目都要更加严防死守”。1943年曼哈顿计划刚开展不久，人们围绕着计划部署了大量、完善的保密措施。保密侦查员审查了任何可能接触到曼哈顿计划的潜在人员、机构的潜在安全风险，共有40万名员工和的600家公司受检。

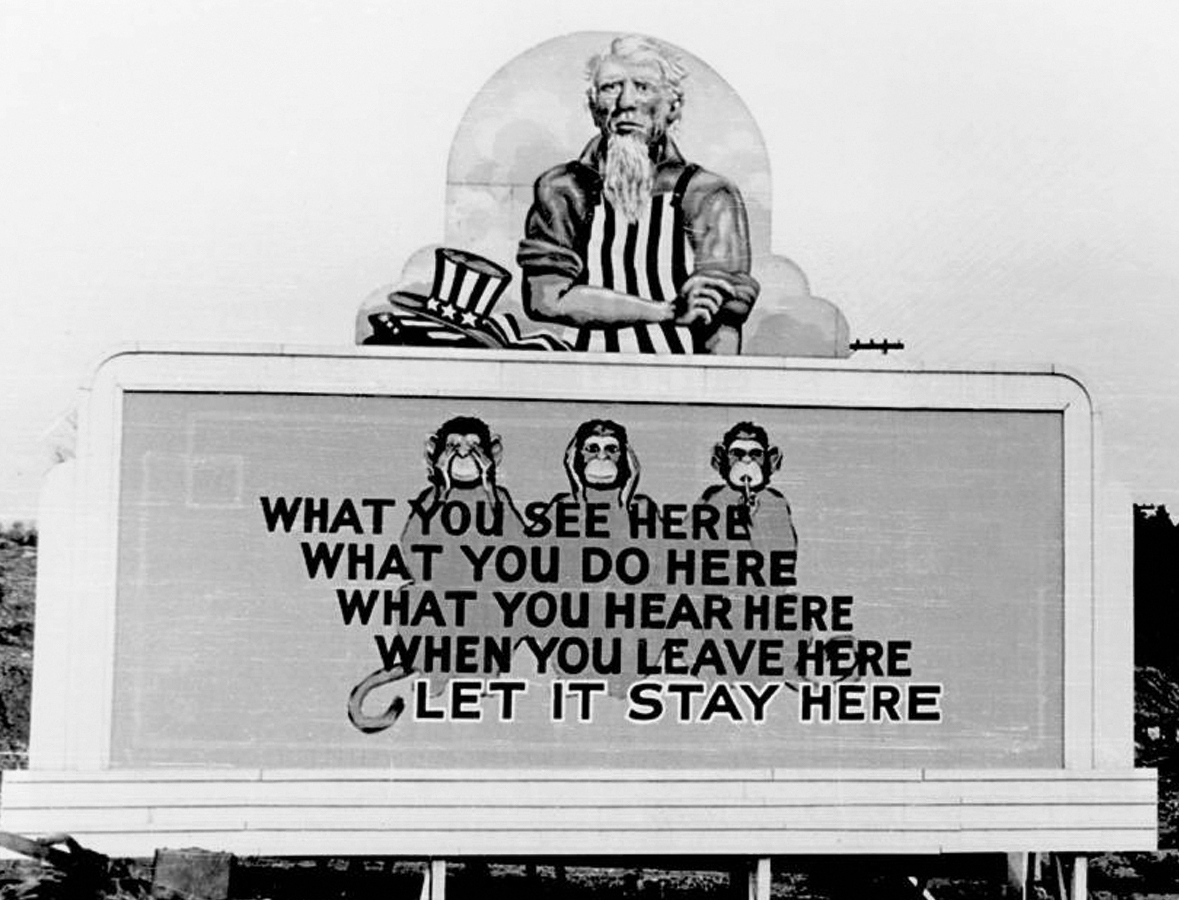
一块告示鼓励橡树岭工人们保密，以英文写着：“在此的所见、所作、所闻，当你离开时，请留在这里。”

橡树岭的安全部门将所有七人以上的聚会视为行迹可疑；在橡树岭居住的人们认为政府安全人员就藏在自己身边，会避免重复邀请同样的客人。虽然橡树岭的本土居民获准在现有的墓地下葬，但据说所有的棺材都要打开搜查。在进出厂区时，所有人，包括高级军官都要被搜身，所搭乘的车辆也要搜一遍。一名橡树岭工人称：“如果你好奇打听，两小时内就会被政府特工按到地毯上。那些被传唤去解释的人，通常随后就会卷铺盖、被押送到大门口、走人”。

尽管工人们被告知，他们的工作有助于终结战争乃至未来的所有战争，但工作过程大多十分乏味枯燥，出了成果也看不见摸不着、自然也谈不上理解，工厂甚至连常见的冒烟的烟囱也没有，而且欧洲战场的停火也没用到他们的工作成果，导致士气低落，流言蜚语四处纷起。一名管理员在战后称：
怎么说呢，工作本身并不难……但很让人迷惑。你瞧，没人知道橡树岭在生产些啥，我也不知道，好些人觉得自己在这里纯属浪费时间。我就得给那些不满意的工人解释说这是一项非常重要的工作。他们要是再追问工作到底是在干什么，我也只能说一切保密。可我自己也搞不懂这一切是在干啥，都快被这个问题搞疯了。
另一名工人说自己在洗衣房工作，她每天都要手持“一个特制的仪器”靠近一件件制服，聆听“咔嗒的声音”。直至战后，她才知道她用的是盖革计数器，检查衣物中的辐射大小，是一项颇为重要的任务。为了提升这些工人的士气，橡树岭创建了大型内部体育联赛系统，包括10支棒球队、81支垒球队和26支橄榄球队。

### 审查

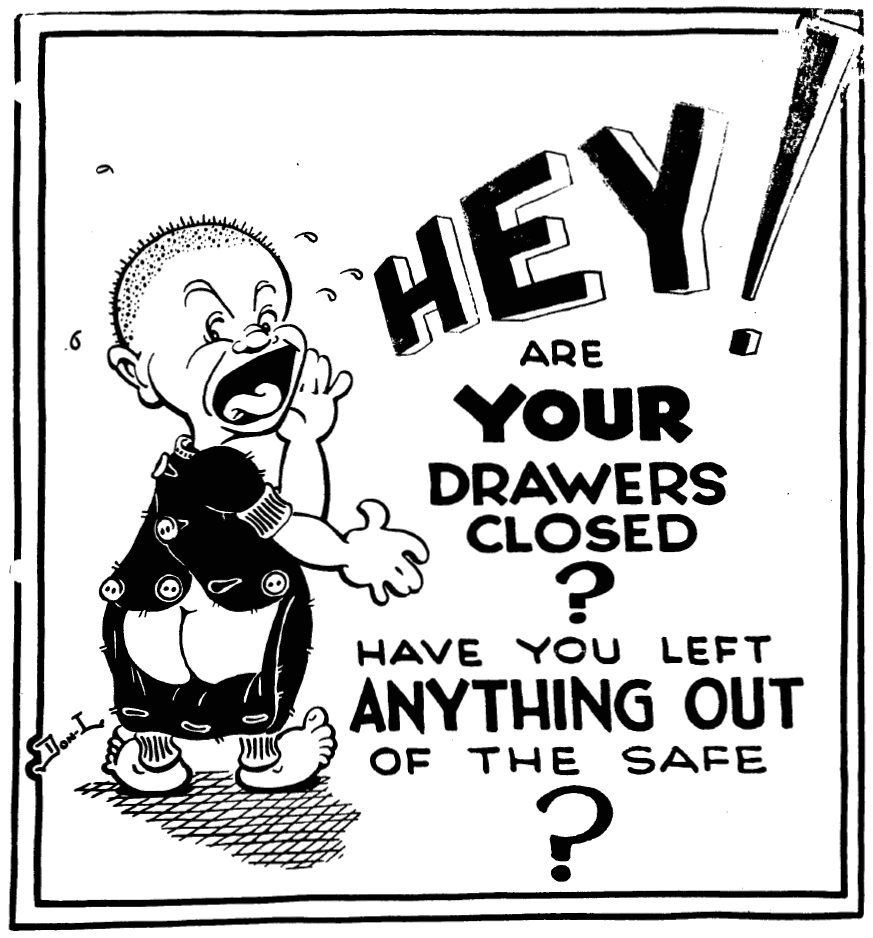
保密宣传，提醒工人关好抽屉，不用时把文件放到安全的地方。图中标语可意译为“嘿！你‘后门’关好了吗？该放保险柜里的东西都锁好了吗？”

早在曼哈顿计划之前，就有对有关原子的信息的自发的审查。1939年欧洲开战之后，美国科学家开始避免发表军事相关的研究，1940年科学刊物开始让国家科学院删除文章。1940年9月7日，《纽约时报》的威廉·劳伦斯在《星期六晚邮报》发表了一篇关于原子裂变的文章，后来他得知政府在1943年要求全国范围的图书馆下架那期报纸。不过苏联注意到了这一不寻常的安静。1942年4月，核物理学家格奥尔基·弗廖罗夫给斯大林去信提到美国学术期刊上缺少核裂变文章的事，使得苏联开始了他们自己的原子弹计划。
曼哈顿计划是在严格的保密形势下进行的，以防以德国为首的轴心国集团加速发展他们的自己核武计划，或者针对曼哈顿计划偷偷采取对抗行动。美国政府的审查办公室则采用更为宽松的措施，只要求新闻媒体凭自觉遵守审查办公室发布的出版物指导方法。最初，曼哈顿计划尽量不联系审查办公室。到了1943年早期，一些报纸基于公开信息记录，陆续刊出有关田纳西州、华盛顿州出现大规模建设工程的新闻，审查办公室也开始与曼哈顿计划商量怎么做好保密措施。那年6月，审查办公室通告各报社、广播电台，避免谈及任何有关“原子轰击、原子能、原子裂变、分裂原子的事情。也不应提及军用镭或放射性材料、重水、高压放电设备和回旋加速器。“办公室还强调，对“钋、铀、镱、铪、镤、镭、铼、钍、氘”也要避而不谈；这些元素中只有铀是敏感词，其他的元素都是用来混淆视听的。

### 苏联间谍
人们一直担心有人会蓄谋破坏，设备工作不正常时也经常引起这方面的怀疑。有时曼哈顿计划操作员粗心大意或是心情不佳导致计划出现问题，但从未确认出现过轴心国引发的破坏活动。不过，1945年3月10日，日本的气球炸弹击中了一条电缆，引发的电涌导致汉福德区的三座核反应堆暂时停工。有鉴于涉事人数众多，安保工作成了一大难题，曼哈顿计划为此专门成立了反情报特遣队。1943年，美国确认苏联间谍试图渗透进入曼哈顿计划。时任美西防卫司令部反情报特遣队队长的鲍里斯·帕什中校曾在伯克利的辐射实验室侦查疑似苏联谍报活动。奥本海默告诉他，曾有伯克利的教授同事哈康·舍瓦利耶找上门来，和自己说过将信息透露给苏联的事情。
在格罗夫斯看来，最成功的苏联间谍当属英国代表团成员克劳斯·富赫斯，他在洛斯阿拉莫斯扮演了重要角色。1950年，富赫斯是间谍的消息直接挫伤了美国与英国、加拿大的合作关系。随后其他间谍活动陆续曝光，导致哈利·戈尔德、大卫·格林格拉斯、朱利叶斯和埃塞尔·罗森堡等人被捕。乔治·科瓦尔和西奥多·霍尔等苏联间谍则成功隐瞒了其身份数十年之久。不过，苏联原子弹计划当时缺的主要是铀矿，间谍活动给苏联带来的实际价值难以评估，学界公认的说法是间谍活动让苏联原子弹研发进程提前了一至两年。

## 外国情报
除了研发原子弹之外，曼哈顿计划还负责刺探德國核武器開發計畫的有关情报。当时人们认为，日本的核武器研究计划因缺少铀矿而停滞不前，但德国很可能已经非常接近成功了。在曼哈顿计划的倡议下，德占挪威秘密发起爆破德军重水厂行动。海軍情報局、科学研究与开发办公室、曼哈顿计划、陆军情报副参谋长室（G-2）联袂组建一小队人马，代号“阿尔索斯”（Alsos，在希腊语中为“坟墓”之意），负责调查敌方科研进度，该任务除了核武器外也关注了其他科研情报。陆军情报部长乔治·斯特朗少将指派鲍里斯·帕什指挥阿尔索斯任务。

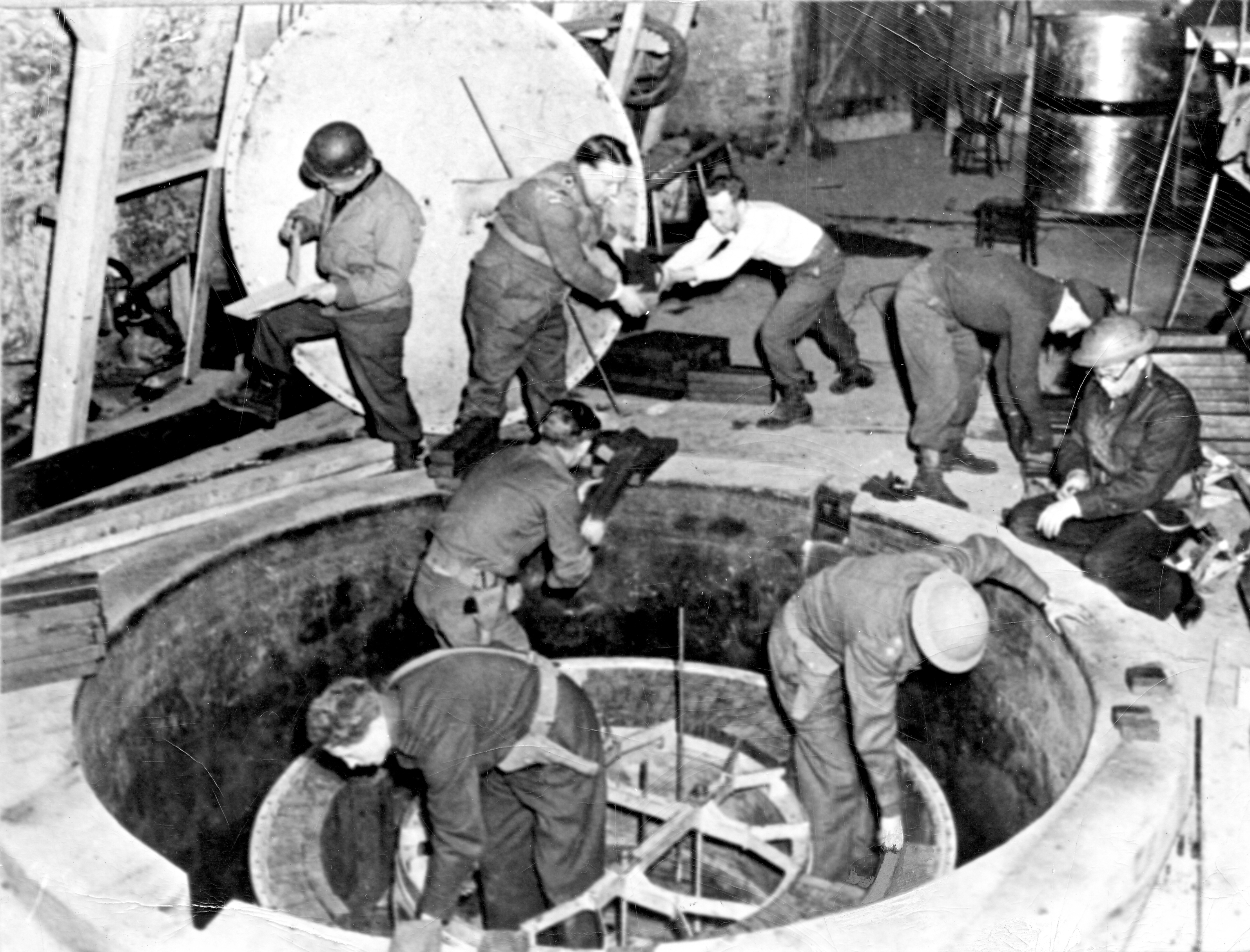
盟军士兵正在拆除德国位于海格洛赫的实验核反应堆

1944年6月，罗马被攻占，阿尔索斯在意大利的分队向罗马大学物理实验室工作人员问话。帕什在伦敦还组建了英美阿尔索斯任务联队，由霍勒斯·K·卡尔维特（Horace K. Calvert）上尉率领，参与霸王行动。格罗夫斯认为德国人很可能会在诺曼底登陆时动用放射性毒药，便就此警告德怀特·艾森豪威尔将军，并派了一名军官向他的参谋长沃爾特·比德爾·史密斯准将说明情况。美國陸軍化學兵團为此开展代号“薄荷行动”的计划，准备特殊军备，并训练其使用方法。
帕什和卡尔维特还拜谒了弗雷德里克·约里奥-居里，询问德国科学家的动向；也会面了上加丹加联合矿务的高层，问起运向德国的铀矿。二人了解到，比利时有68吨矿石，法国有30吨。德国战俘受审时透露，铀和钍均在柏林北部20英里（32）的奥拉宁堡处理，格罗夫斯便下令1945年3月15日炸毁该地。
阿尔索斯任务的另一分队前往苏联占领区的施塔斯富特，从纳粹公司WIFO处收缴了11吨矿石。1945年4月，帕什率领一支名为“T工作组”（T-Force）的连队执行“海湾行动”，横扫黑兴根、比辛根和海格洛赫。这三座城位于敌后方，是德国核能研究的核心地点。T工作组收缴了核能实验室的文件、设备、物资，其中有重水和1.5吨金属铀。
阿尔索斯计划俘获的德国科学家有库尔特·迪布纳、奥托·哈恩、瓦爾特·格拉赫、维尔纳·海森堡和卡尔·冯·魏茨泽克等。这几人被押到英格兰高德曼彻斯特，关入布有监控设备的法尔姆庄。日本核爆发生后，德国人被迫承认盟军做到了他们无法企及的事情。

## 广岛和长崎核爆

### 准备工作

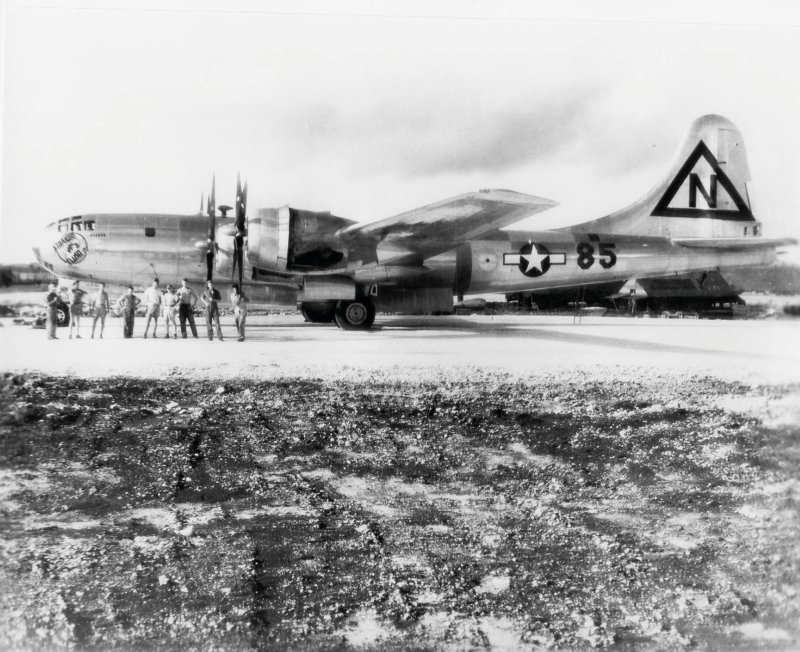
银盘计划B-29轰炸机“同花顺号轰炸机”。第444轰炸大队的飞机尾码因安全原因被涂掉了

自1943年11月起，驻扎在美国俄亥俄州赖特空军基地的美国陆军航空军装备司令部开始部署“銀盤計畫”，准备让B-29轰炸机搭载原子弹奔赴前线，并在加利福尼亚州的穆洛克陆军机场和海军武器测试中心进行了投弹演习。1944年3月，格罗夫斯与陆军航空军司令亨利·阿诺德中将，讨论将完成的炸弹运至轰炸目标的相关事宜。瘦子原子弹长达17英尺（5.2），胖子原子弹宽至59英寸（150）。盟军当时唯一既能搭载瘦子原子弹也可搭载胖子原子弹的轰炸机型是英国的蘭開斯特轟炸機，但让美国维护保养英军的飞机很麻烦。几架改装后的蘭開斯特已经在恩斯通机场试飞过几次，不过格罗夫斯还是想改装美国的B-29超级堡垒轰炸机，将两个弹药舱合并为一舱，以便搭载瘦子原子弹。阿诺德保证自己这边将倾尽全力配合B-29的改装工作，并指名奥列弗·P·埃科尔斯少将为陆军航空军与曼哈顿计划的联络代表。埃科尔斯本人则举荐罗斯科·C·威尔逊上校与他轮流担任此职；后者很快就成了陆军航空军在曼哈顿计划的主要联络人。罗斯福总统授意格罗夫斯，若原子弹能在德国战争结束前完成的话，就做好将原子弹用在德国战场上的准备。
1944年12月17日，美军在温多弗陆军机场组建第509混合飞行大队，由保罗·蒂贝茨指挥。训练任务是在温多弗和古巴的巴蒂斯塔陆军机场进行的，第393轰炸中队模拟训练了长距离水上飞行，并使用了改制为空包弹的南瓜炸彈。洛斯阿拉莫斯还组建了代号“阿尔伯塔计划”的特别小组，作为曼哈顿计划的一部分来指导投弹过程，由Y计划的海军上校威廉·S·帕森斯指挥。1945年2月，阿尔伯塔计划指挥官费德里科·L·阿什沃斯与海军五星上将切斯特·威廉·尼米兹在關島上会面，交流曼哈顿计划相关事宜。在关岛交流期间，阿什沃斯顺便选了天宁岛上的北部地带作为第509混合飞行大队的基地。1945年7月，飞行大队在该地正式部署。7月30日，法雷尔以曼哈顿计划代表的身份抵达天宁岛。
7月16日，印第安纳波利斯号重型巡洋舰载着小男孩原子弹的大部分部件从旧金山启航，7月26日抵达天宁岛。4日后，该舰遭日本潜艇击沉。剩下的零部件中包括六个铀-235环，由第509混合飞行大队320部队运输机中队的三架C-54天空大师负责运输。飞行大队用改装后的B-29运输了两枚组装好的胖子原子弹。首个钚弹芯在特制的C-54中运抵关岛。4月下旬，曼哈顿工程区和陆军航空军设立联合目标委员会，用以决定对日本核打击的目标城市。委员会推荐的城市有小倉、广岛、新泻和京都。战争部长史汀生插手了这一阶段，宣布他将负责决定最终打击目标，并出于历史、宗教价值因素将京都排除在外。格罗夫斯于是叫阿诺德将京都从核打击目标和普通轰炸目标列表中除名。长崎是京都的替代轰炸目标之一。
1945年5月，暂定委员会成立，为战时和战后核能的使用建言献策。委员会主席由史汀生担任，其他成员还有詹姆斯·弗朗西斯·伯恩斯（前参议员，即将就任国务卿，在委员会充当哈里·S·杜鲁门总统的个人代表）、拉尔夫·A·巴德（海军临时部长）、威廉·克莱顿（助理国务卿）、万尼瓦尔·布什、卡尔·康普顿、詹姆斯·科南特、乔治·L·哈里森（史汀生助理，紐約人壽保險公司总裁）。暂定委员会还设立了科学顾问团，由阿瑟·康普顿、费米、劳伦斯、奥本海默等科学家从学术角度提供建议。在向暂定委员会报告时，科学顾问团不但阐述了原子弹的物理原理，而且还剖析了原子弹在政治、军事上的意义。

### 轰炸
在德国召开的波茨坦会议上，杜鲁门获知三一核试已成功进行。他告诉苏联领导人斯大林美国已经拥有了新的超级武器，但是没有透露具体的细节。这是美苏首次就核弹事宜正式交流，但苏联早已经通过自己的谍报网得知了这一情况。当时，美军已获授权允许对日本使用原子弹，因而在日本拒绝接受《波茨坦公告》后，美国并未考虑过其他制裁手段。

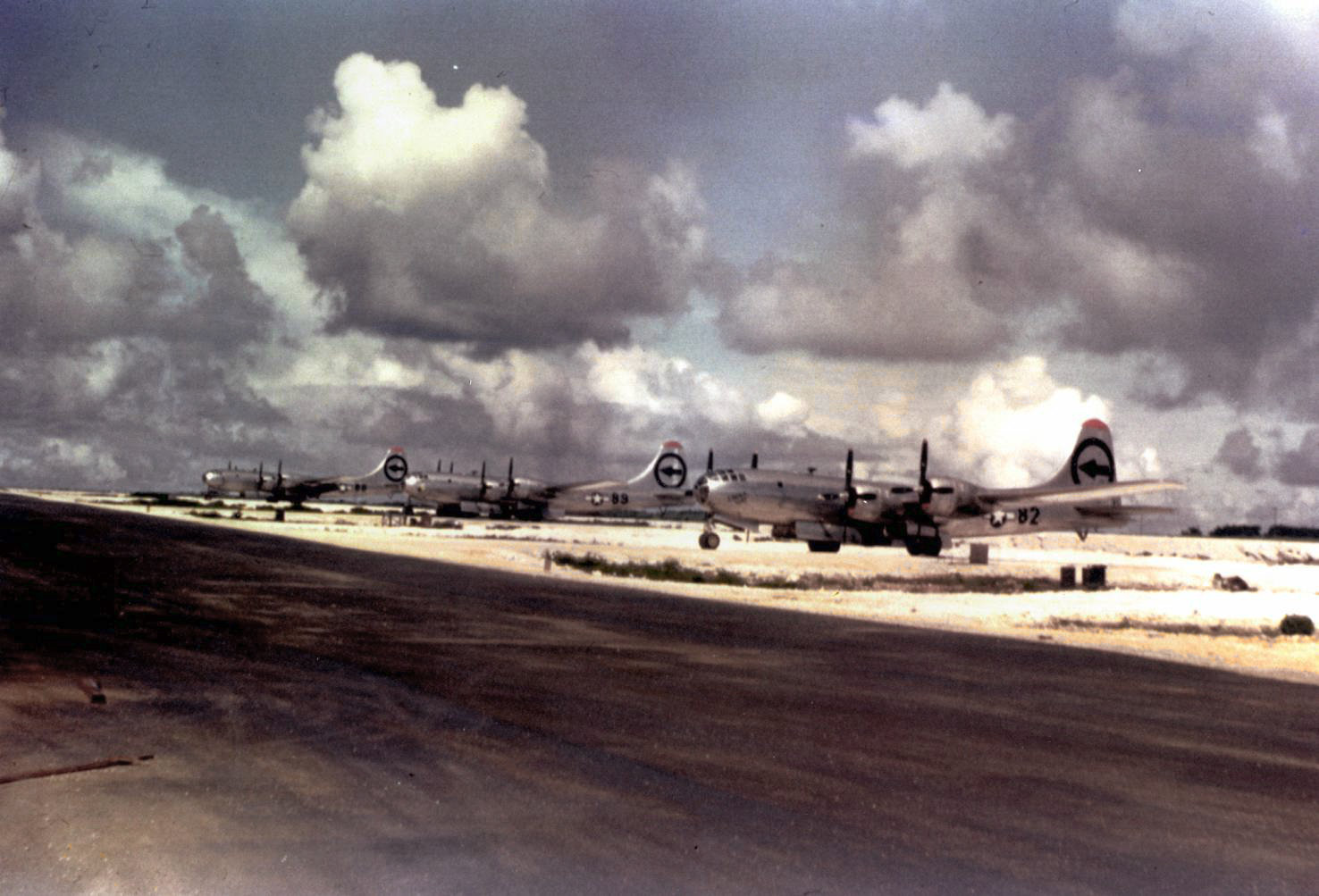
攝於1945年8月，第509混合飛行大隊轰炸广岛前。左至右分別為：「巨大惡臭轟炸機」、「大藝術家號」及「艾諾拉·蓋號」

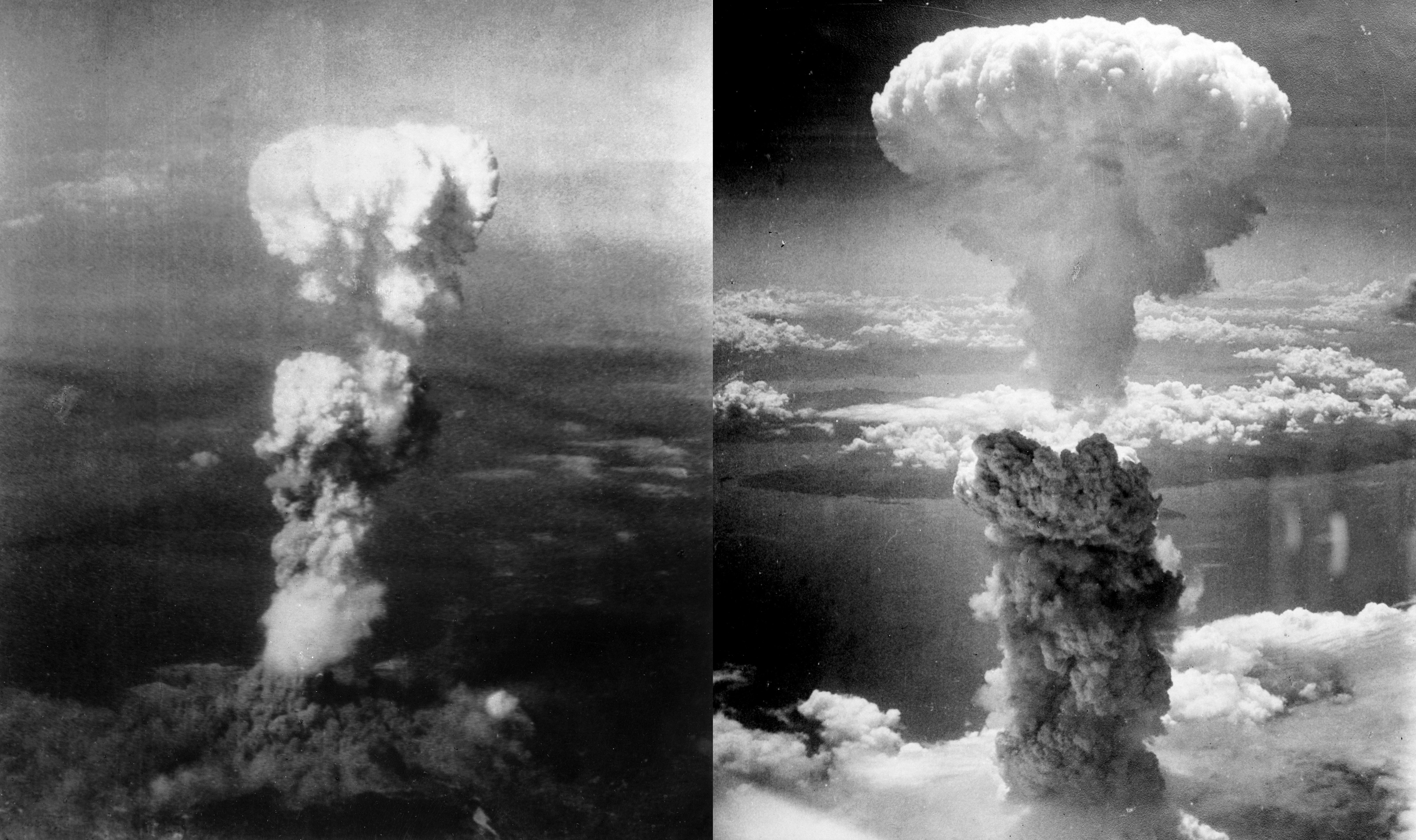
广岛市（左）与长崎市（右）原子弹爆炸后所产生的蘑菇雲

1945年8月6日，蒂贝茨驾驶着第393轰炸中队的B-29超级堡垒轰炸机艾诺拉·盖号自天宁岛北部地带起飞，机上携有小男孩原子弹。那时的广岛是日军第2总军和第5师团总部，也是重要的装载港口，因而成了美国此轮核打击的首选目标，小仓和长崎则为备选目标。在法雷尔的批准下，担任投弹手的帕森斯在机上完成原子弹的最后组装，以防起飞时发生意外造成核弹爆炸。广岛时间早晨8:15，艾诺拉·盖号投下这枚9,700磅（4,400）重的原子弹，随即迅速调转机头以减轻爆炸带来的冲击。43秒后，原子弹在1,750英尺（530）的高度引爆，爆炸当量达到了1.3万吨。目击者称见到了令人眼花目眩的强烈白色闪光，随后是席卷而来的热浪，以及强烈的冲击波，整座城市化作一片火海。约4.7平方英里（12平方）的面积直接被毁。经日本政府统计，广岛69%的建筑彻底摧毁，还有6-7%的建筑有一定损坏。7万至8万人当场死亡，其中有日军2万人、朝鲜奴役劳动者2万人，占广岛总人口30%；另有7万人受伤。
1945年8月9日早晨，第393轰炸中队指挥官查理斯·W·斯威尼少校驾驶着另一架B-29“博克斯卡号”启航，载着一枚胖子原子弹飞往第二轮核打击首选任务地点小仓。胖子原子弹起飞时已组装好，但依然上着电子保险销。不料，飞机抵达小仓时，机组人员发现天空浓云密布，阻挡视线，但上面给出的要求是目视瞄准投弹。博克斯卡号在小仓上空盘旋三圈后燃料吃紧，遂飞往长崎这一备选目标。阿什沃斯决定，若长崎也被云层遮盖的话用雷达辅助轰炸也不是不行，不过在最后关头长崎上空裂开一丝云缝，机组人员得以按照原定计划进行目视投弹。长崎时间上午11:02，胖子落在长崎的工业谷中，原爆点南方是三菱钢铁及武器集团，北方是三菱-浦上军械厂。爆炸当量达到了2.1万吨，和三一核试的当量相近，但冲击主要集中在浦上山谷之内，大部分城市建筑被阻隔在山头之后，受到波及因而减少，整座城市约44%被毁。轰炸大幅度削弱了长崎的工业生产能力，造成2.32万至2.82万日本工人和150名日军士兵死亡。据估计，此轮核打击造成3.5万至4万人死亡，6万人受伤。

### 轰炸终止
在两轮轰炸后，格罗夫斯预期在8月19日再进行一次核打击，9、10月份各自再投下三枚原子弹。当时有两枚胖子原子弹已经准备就绪，按计划将在8月11日、14日从科特兰训练场运到天宁岛。洛斯阿拉莫斯的技工24小时马不停蹄地赶工出了又一枚钚弹芯。虽然这枚弹芯已铸造完成，但还需要压制、包壳，到8月16日才算彻底完工，能赶得上8月19日的投弹计划。8月10日，杜鲁门总统下达密令，没有他的授意不得对日本用原子弹。8月13日，格罗夫斯亲自叫停这第三枚弹芯的运输工作。8月15日，日本正式向盟军投降。
8月11日，格罗夫斯致电瓦伦，想要遣送一队人马前往广岛和长崎调查两地的损伤情况与核辐射度。9月8日，法雷尔和瓦伦率领调查组、携带手持盖革计数器抵达广岛，日本海军少将都築正男陪同翻译。他们在广岛四处调查，9月14日离开该市，19日抵达长崎并停留到10月8日。这一系列调查活动同其他赴日科研代表团一起为后世的研究提供了有价值的历史、科学数据。

### 对轰炸的争议
历史界一直未能对“动用原子弹轰炸日本是否有必要”这一问题下定论。有的学者觉得通过开展“原子外交”（用核武器威胁敌国）没准也能叫日本投降，苏联对日宣战也许也能结束战争。由若干物理学家联名上书的《弗兰克报告》是核打击前最著名的一起反核示威行动，但被暂定委员会的科学顾问团否掉了。后来在1945年7月，几十个曼哈顿计划的科学家联署《西拉德请愿书》，警示杜鲁门总统核武器背后的意义，但为时已晚。

## 战后
全世界被广岛、长崎这两起原子弹爆炸震惊到了。曼哈顿计划的职工见到自己此前晦涩难懂的工作竟然造出了原子弹，同样吃惊不已；在橡树岭，报道广岛原子弹爆炸的报纸卖到了1美元（相当于今天的11.6美元）。虽然公众知道了原子弹的存在，但保密工作仍在进行，好些员工仍不知道自己的工作意义。一名员工在1946年说道：“我不知道我他妈在干啥，只是见着**，将**，以及**。我什么也不知道，没什么好说的。”许多当地居民继续对“那东西”闭口不言，哪怕曼哈顿计划是城镇兴旺起来的原因。

### 表彰贡献

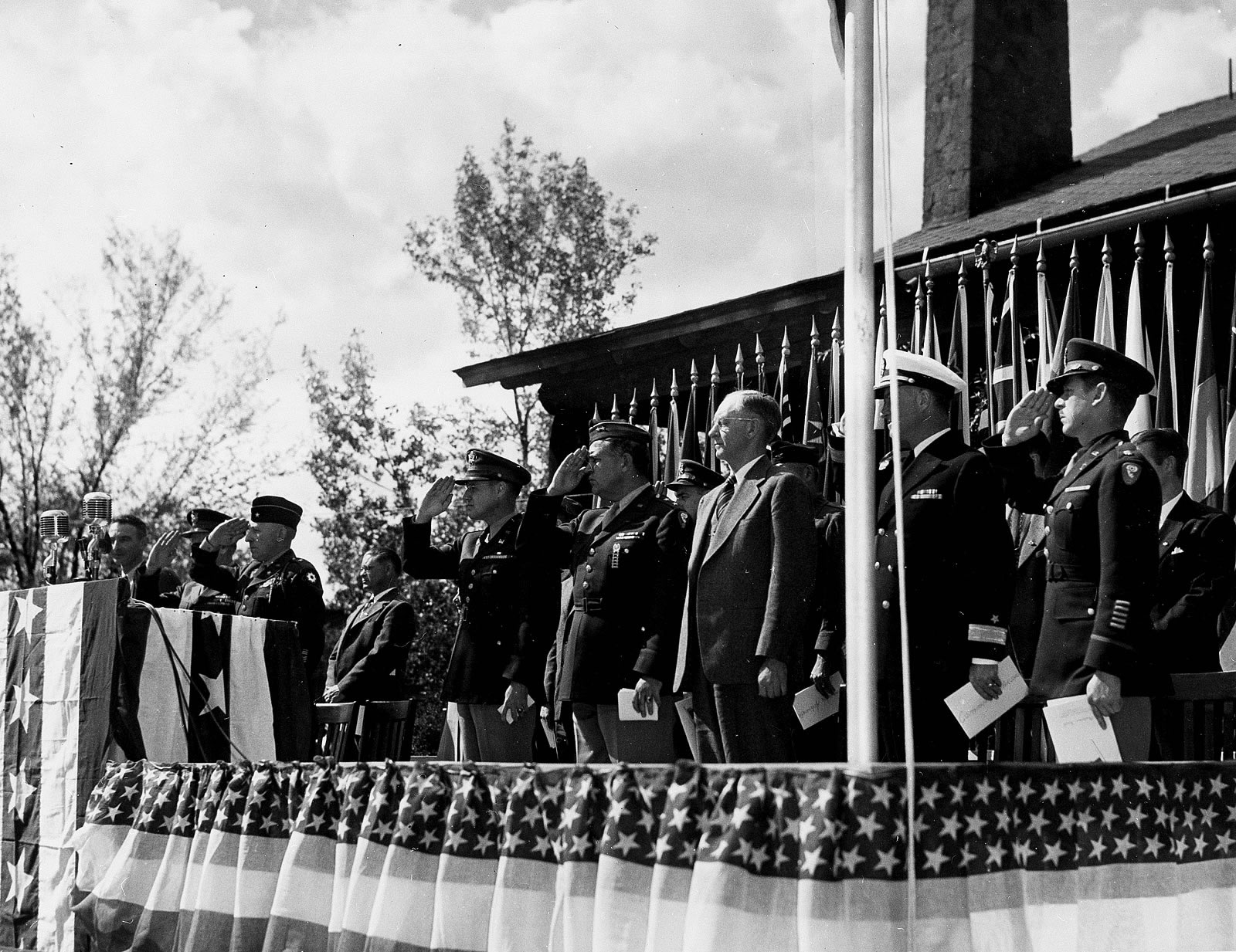
1945年10月16日，洛斯阿拉莫斯举行陆军海军杰出生产奖颁奖典礼

格罗夫斯预料到原子弹最终会用在战场上，便早早邀请亨利·德沃尔夫·史迈斯撰写一份可以展示给公众看的历史报告。1945年8月12日，《原子能的军事用途》（常称《史迈斯报告》）出版发行。格罗夫斯和尼科尔斯向一些重要承包方颁发了陆军海军杰出生产奖，这些承包方与计划的合作关系才首度为人所知。此外，包括布什和奥本海默在内的20名科学家与承包方获授总统功绩勋章。军方人员则获授功绩勋章，获授人员包括女子陆军团分遣队指挥官，阿琳·G·沙伊登赫姆（Arlene G. Scheidenhelm）上尉。

### 后续研发活动
受到核裂变产物的毒物与石墨减速剂变形（即维格纳效应）的影响，汉福德区的B反应堆、D反应堆和F反应堆相继枯竭，钚产量也随之降低。铀经充电管辐照后可产生钚，但膨大的石墨损坏了充电管，导致这些设备无法再投入使用。为了向海胆起爆器继续提供足量的铍，人们限制了这些反应堆的产量，还关闭了运行时间最久的B堆，确保日后至少还剩一个反应堆能继续运作下去。科研活动仍在继续，杜邦和冶金实验室合作开发出一种氧化还原溶剂提取过程，作为磷酸铋处理法的钚提取替代技术——磷酸铋处理法中，反应结束后剩下的铀很难再被收集起来。
洛斯阿拉莫斯的Z部（Z Division，名自其主管杰罗德·R·撒迦利亚的姓氏首字母Z）继续进行着炸弹的设计制造项目。Z部最开始位于温多弗训练场，1945年9月迁至新墨西哥州奥克斯纳德训练场，可以和洛斯阿拉莫斯挨得更近些。这标志着桑迪亚基地的开端。桑迪亚基地附近的科特兰训练场是B-29飞机的基地，用于飞行器兼容性测试和跌落测试。该年10月，温多弗所有的员工、设备都迁到了桑迪亚。预备军官都被遣散了，取而代之的是约50名上级指定的正规军官。
尼科尔斯建议关闭S-50热扩散厂和Y-12电磁分离厂Alpha粒子轨道。虽然Alpha轨道的性能日渐提高，可还是比不上K-25和1946年1月开始运转的K-27。1945年9月，S-50和Y-12的Alpha轨道停工；12月，整座Y-12停止运作，田纳西伊士曼在编员工从8,600人降至1,500人，每月开支减少200万美元。
战后，洛斯阿拉莫斯遣散人员，导致大批人才流失，然而还有不少工作要做。广岛、长崎用的两枚原子弹都是实验室产物，炸弹的设计还需要进一步修改，使其安装过程精简、安全、有效。枪式铀弹比较浪费资源，人们想要一种内爆式铀弹设计方案取而代之。反应堆出问题后钚的供给量跟不上，内爆式铀弹要改用铀和钚合成的弹芯。然而，人们不知道洛斯阿拉莫斯实验室日后会怎样继续发展下去，因此有不少人选择离开。奥本海默回到了他在加州大学的岗位，格罗夫斯便命布拉德伯里暂时接替他的职位，而布拉德伯里在实验室主管的位置上一干就是25年。因着有人觉得实验室的便利设施不够完备，格罗夫斯命人修缮供水系统，又加盖了300幢房屋和一些娱乐设施。

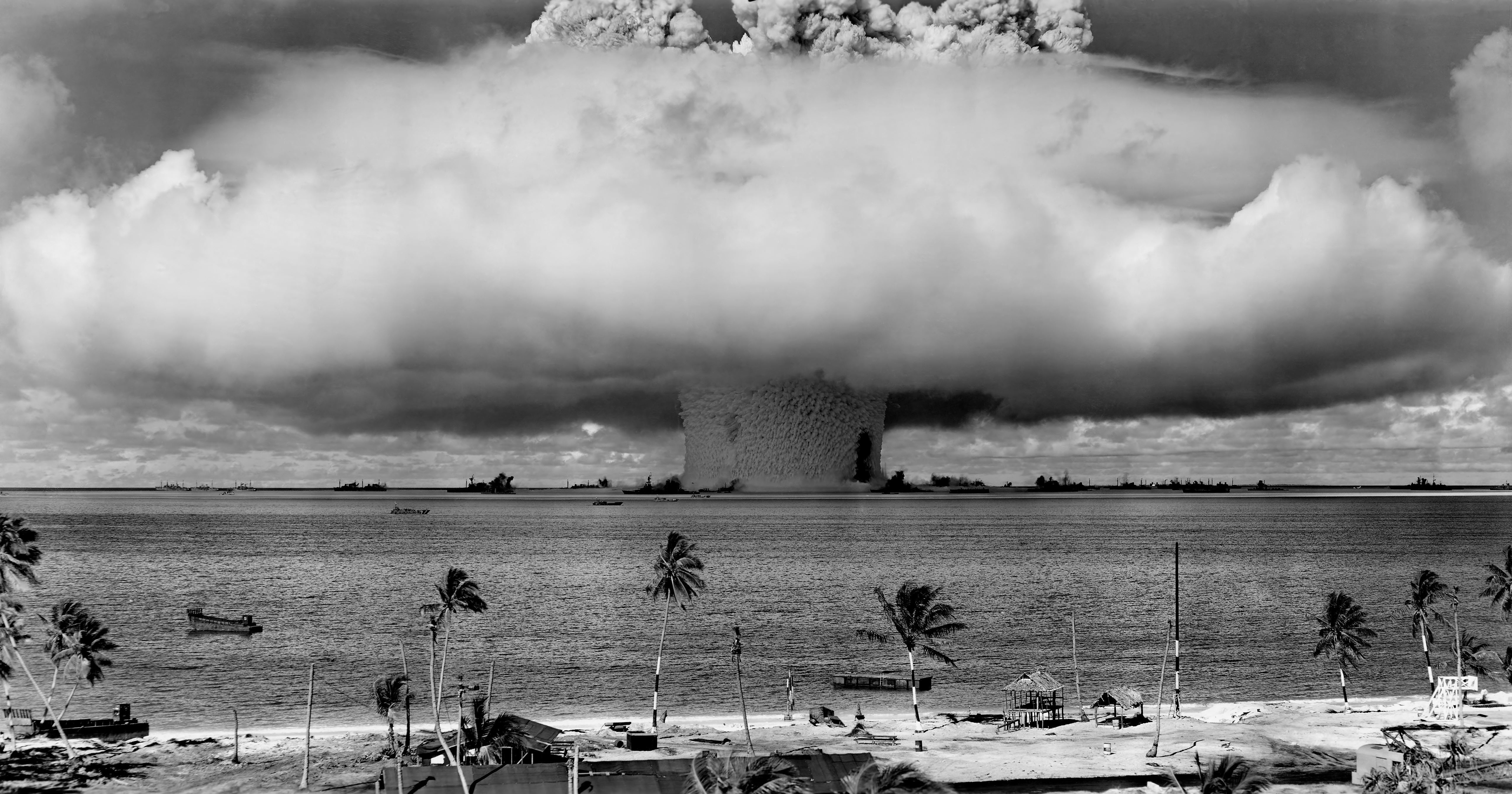
十字路口行动中，Baker核试将原子弹在水下起爆

1946年7月，美国进行十字路口行动，在比基尼环礁引爆了两枚胖子原子弹，以测试核武对军舰的打击威力。美军在该月1日进行了代号Able的核试，又在25日进行了规模更大的水下核试，代号Baker。

### 交接

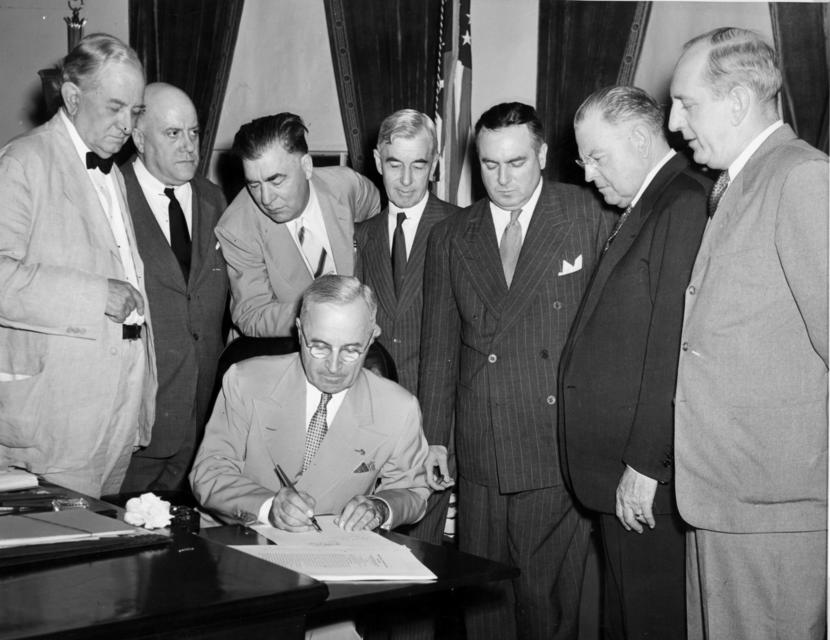
美国总统哈里·S·杜鲁门签署《1946年原子能法案》，设立美国原子能委员会

日本遭核打击后，曼哈顿计划的部分物理学家认为有必要将原子武器的意义立刻传达给外界，便成立了《原子科学家公报》编辑部。玻尔、布什和科南特等曼哈顿计划成员清楚核武器的毁灭性，也预感核軍備競賽即将到来，便主张达成国际核研究和原子武器的控制协议。1946年7日，刚成立不久的聯合國原子能委員會聆听了巴鲁克计划提出的有关设立跨国原子能研发管理部门的建议，但并未接受议案。美国在就核能项目的永久管理机构问题进行辩论后通过了《1946年原子能法案》，该法成立美国原子能委员会，接管曼哈顿计划的职能、资产。原子能委员会作为文官机构管理原子能发展事宜，将原子武器的研发、生产、控制权从军方剥离出来。任何军方参与的核能项目均交由军用特种武器计划来执行。
在与原子能委员会交接控制权时，格罗夫斯向曾经效力曼哈顿计划的人员道别：

五年前，原子能还只是梦想。你们实现了这一梦想。你们抓住了最为飘渺的想法，将其转化为现实。你们在无人之地建立起城市。你们建造的工厂生产出的东西，无论是质还是量方面，都是从前遥不可及的目标。你们制造的武器终结了战争，更是挽救了无数美国人的性命。你们的贡献将用于和平时期，让那新世界的帷幕徐徐升起。
虽然曼哈顿计划于1946年12月31日正式终止，但曼哈顿工程区一直到1947年8月15日才废除。

## 成本
| 用途           | 花费（美元，1945年） | 花费（美元，2020年） | 占比  |
| -------------- | -------------------- | -------------------- | ----- |
| 橡树岭         | $11.9億              | $138億               | 62.9% |
| 汉福德         | $3.9億               | $45.3億              | 20.6% |
| 特殊操作材料   | $1.03億              | $12億                | 5.5%  |
| 洛斯阿拉莫斯   | $7406萬              | $8.6億               | 3.9%  |
| 研发           | $6968萬              | $8.09億              | 3.7%  |
| 政府经常性开支 | $3726萬              | $4.32億              | 2.0%  |
| 重水厂         | $2677萬              | $3.11億              | 1.4%  |
| 总计           | $18.9億              | $219億               |       |

截至1945年10月1日，曼哈顿计划总支出18.45亿美元，相当于交战时不到九天的开销；美国原子能委员会在1947年1月1日接管时，计划的总支出达到了21.91亿美元。曼哈顿计划的预算总额为24亿美元，其中90%以上的开销是在建造工厂、制造可裂变材料上，不到10%的开销是用在研发核武器上。
截至1945年底，曼哈顿计划共生产出四枚核武器——三一核试用的小工具、广岛用到的小男孩、长崎用到的胖子和一枚未使用的胖子核弹，平均每个核武器花费约5亿美元。相比之下，这个项目截至1945年年底的总开支几乎是美军生产轻武器（不包括军火）总开支的90%，和美军用于坦克总开支的34%。曼哈顿计划是美国二战期间花费第二高的武器研究计划，仅次于波音B-29超级堡垒轰炸机的设计制造项目。

## 遗产
研发核武器给美国带来了深远的政治、文化影响。《纽约时报》的威廉·劳伦斯在报道中首次使用了“原子时代”一词，在1945年春成为曼哈顿计划的官方联络代表。1943年至1944年间，劳伦斯一直在试图说服审查办公室，让他们同意自己在报道中提到铀的易爆潜能的事情，但一直未能成功；不过，政府当局认为劳伦斯表现良好，授权他报道二战期间这一最大的军事机密。劳伦斯在现场观摩过三一核试和长崎原子弹轰炸经过，还为这两次事件写过新闻通稿，后来又发布了一系列的文章来赞扬新武器的优越性。这些在轰炸日本前后发表的报道让公众知晓了核能技术的潜力，也刺激了该课题在美国和苏联的发展。

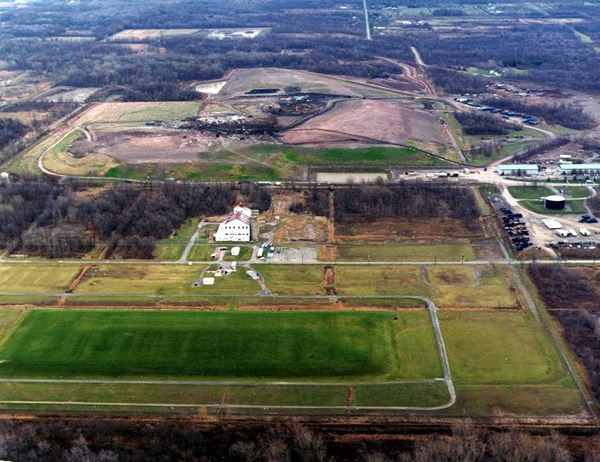
尼亞加拉瀑布附近的安大略湖兵工厂（LOOW）是美国东部地区的曼哈顿计划核废料填埋场。1991年，LOOW将所有放射性材料都埋入名为“临时废料控制建筑”（Interim Waste Containment Structure，前景中的楼房）中，这些材料有钍、鈾以及世界上储量最大的镭-226

诞生于战火之中的曼哈顿计划为后世留下了一系列国家实验室：劳伦斯伯克利国家实验室、洛斯阿拉莫斯国家实验室、橡树岭国家实验室、阿贡国家实验室和埃姆斯实验室。战后不久，格罗夫斯又设立了纽约厄普顿的布鲁克海文国家实验室和新墨西哥阿尔伯克基的桑迪亚国家实验室。1946-1947财年间，格罗夫斯向这些实验室拨款共计7200万美元用作研究经费。这些实验室开创了大规模科研活动的先河，橡树岭国家实验室主管阿尔文·温伯格称之为“大科学”。
美国海军研究实验室早就盼着用核动力推进战舰了，他们想要给自己的核能研究计划立项。不过1946年5月，时任海军作战部长尼米兹认为海军应与曼哈顿计划合作。一群海军军官获派进入橡树岭，其中军衔最高的是海曼·里科弗上校，他日后成为橡树岭的助理主管。这些军官刻苦钻研核能，为后来的核动力海军打下良好的基础。航空军在1946年9月向橡树岭派了些人发展核动力式飞机，只是他们的飞机核能推进计划遇到了严重的技术困难，只得以取消告终。
有的同位素在自然界中十分罕见，用核反应堆大规模生产的同位素为核医学带来技术上的空前突破。1946年的年中，橡树岭接到了一些医院和大学的请求，开始派送放射性同位素，其中大部分为用于诊断、治疗癌症的碘-131和磷-32。除了医药领域外，这些同位素也应用到了生物、工业和农业等研究活动之中。
2014年，美国国会通过一项法案，批准建立一座纪念曼哈顿计划历史的国家历史公园。2015年11月10日，曼哈顿计划国家历史公园落成。

### 引用
1. 1 2 3  Johnston, Louis; Williamson, Samuel H. . MeasuringWorth. 2022  [2022-02-12]. United States Gross Domestic Product deflator figures follow the Measuring Worth series.
2. ↑  Jones 1985，第12頁.
3. ↑  Hewlett & Anderson 1962，第16–20頁.
4. ↑  . physics.columbia.edu.   [2019-07-29]. （原始内容存档于2019-06-21）.
5. ↑  Rhodes 1986，第337–338頁.
6. 1 2  Hewlett & Anderson 1962，第40–41頁.
7. ↑  . University of California.   [2018-04-16]. （原始内容存档于2018-03-19）.
–. University of California.   [2018-04-16]. （原始内容存档于2020-03-02）.
8. ↑  . Berkeley Office of the Chancellor.   [2018-04-16]. （原始内容存档于2017-12-02）.
9. ↑  . 1941-06-28  [2011-06-28]. （原始内容存档于2017-09-17）.
10. ↑  Jones 1985，第33頁.
11. ↑  Rhodes 1986，第322–325頁.
12. 1 2  Hewlett & Anderson 1962，第42頁.
13. ↑  Hewlett & Anderson 1962，第39–40頁.
14. ↑  Phelps 2010，第126–128頁.
15. ↑  Phelps 2010，第282–283頁.
16. ↑  Rhodes 1986，第372–374頁.
17. ↑  Hewlett & Anderson 1962，第43–44頁.
18. ↑  Jones 1985，第30–32頁.
19. ↑  Jones 1985，第35頁.
20. ↑  Williams 1960，第3–4頁.
21. 1 2 3  Jones 1985，第37–39頁.
22. ↑  Nichols 1987，第32頁.
23. ↑  Jones 1985，第35–36頁.
24. ↑  Rhodes 1986，第416頁.
25. ↑  Hewlett & Anderson 1962，第103頁.
26. ↑  Hoddeson et al. 1993，第42–44頁
27. ↑  Hewlett & Anderson 1962，第33–35, 183頁.
28. ↑  Groves 1962，第41頁.
29. ↑  Serber & Rhodes 1992，第21頁.
30. ↑  Hoddeson et al. 1993，第54–56頁
31. ↑  Rhodes 1986，第417頁.
32. ↑  Hoddeson et al. 1993，第44–45頁
33. ↑  Bethe 1991，第30頁.
34. ↑  Rhodes 1986，第419頁.
35. ↑  Konopinski, E. J; Marvin, C.; Teller, Edward.  (PDF) (LA–602). Los Alamos National Laboratory. 1946  [2008-11-23]. （原始内容存档 (PDF)于2020-03-31）.
36. ↑  Bethe 1991，第xi, 30頁.
37. ↑  Broad, William J. . The New York Times. 2007-10-30  [2010-10-27]. （原始内容存档于2020-07-07）.
38. 1 2  Jones 1985，第41–44頁.
39. ↑  Fine & Remington 1972，第652頁.
40. ↑  Nichols 1987，第174頁.
41. ↑  Groves 1962，第40頁.
42. ↑  Hewlett & Anderson 1962，第76–78頁.
43. ↑  Fine & Remington 1972，第654頁.
44. ↑  Jones 1985，第57–61頁.
45. 1 2  Fine & Remington 1972，第657頁.
46. ↑  . Time. 1945-09-17  [2011-03-16]. （原始内容存档于2011-06-29）.
47. ↑  Hewlett & Anderson 1962，第81頁.
48. 1 2  Jones 1985，第74–77頁.
49. ↑  Groves 1962，第4–5頁.
50. ↑  Fine & Remington 1972，第659–661頁.
51. ↑  Groves 1962，第27–28頁.
52. ↑  Groves 1962，第44–45頁.
53. ↑  Groves 1962，第22–23頁.
54. ↑  Jones 1985，第80–82頁.
55. 1 2  Ermenc 1989，第238頁.
56. ↑  Groves 1962，第61–63頁.
57. ↑  Nichols 1987，第72–73頁.
58. ↑  Bernstein 1976，第206–207頁.
59. 1 2  Villa 1981，第144–145頁
60. ↑  Bernstein 1976，第206–208頁.
61. ↑  Bernstein 1976，第208頁.
62. 1 2 3  Stacey 1970，第517頁
63. ↑  Bernstein 1976，第211頁.
64. ↑  Bernstein 1976，第209–212頁.
65. 1 2 3 4 5  Fakley, Dennis C. . Los Alamos Science. Winter–Spring 1983, (7): 186–189  [2020-12-03]. （原始内容存档于2011-02-03）.
66. ↑  Bernstein 1976，第213頁.
67. ↑  Gowing 1964，第168–173頁.
68. ↑  Bernstein 1976，第216–217頁.
69. ↑  Gowing 1964，第340–342頁.
70. ↑  Jones 1985，第296頁.
71. ↑  Gowing 1964，第234頁.
72. ↑  見英國零售價指數，数据來自Clark, Gregory. . MeasuringWorth. 2017  [2024-05-07].
73. ↑  Gowing 1964，第242–244頁.
74. ↑  Hunner 2004，第26頁.
75. ↑  Gowing 1964，第372頁.
76. ↑  Bernstein 1976，第223–224頁.
77. ↑  Jones 1985，第90, 299–306頁.
78. 1 2  Johnson & Jackson 1981，第168–169頁.
79. ↑  Hewlett & Anderson 1962，第116–117頁.
80. ↑  Groves 1962，第25–26頁.
81. ↑  Jones 1985，第78頁.
82. 1 2  Johnson & Jackson 1981，第39–43頁.
83. ↑  Fine & Remington 1972，第663–664頁.
84. ↑  . ornl.gov.   [2010-03-09]. （原始内容存档于2009-08-25）.
85. ↑  Jones 1985，第327–328頁.
86. ↑  Johnson & Jackson 1981，第49頁.
87. ↑  Johnson & Jackson 1981，第8頁.
88. ↑  Johnson & Jackson 1981，第14–17頁.
89. ↑  Jones 1985，第88頁.
90. 1 2  Jones 1985，第443–446頁.
91. ↑  Wilcox Jr., William J.  (PDF). Oak Ridge Heritage and Preservation Association. 2007-11-11  [2021-02-09]. （原始内容 (PDF)存档于2014-11-29）.
92. ↑  . Women's enews.   [2015-09-07]. （原始内容存档于2015-09-06）.
93. ↑  Jones 1985，第83–84頁.
94. ↑  Fine & Remington 1972，第664–665頁.
95. ↑  . Los Alamos National Laboratory.   [2011-04-06]. （原始内容存档于2011-04-20）.
96. ↑  Groves 1962，第66–67頁.
97. 1 2  Jones 1985，第328–331頁.
98. ↑   (PDF). Los Alamos National Laboratory. 1943-04-08  [2011-04-06]. （原始内容存档 (PDF)于2011-04-20）.
99. ↑  Hunner 2004，第31–32頁.
100. ↑  Hunner 2004，第29頁.
101. ↑  Hunner 2004，第40頁.
102. ↑  Hewlett & Anderson 1962，第230–232頁.
103. ↑  Jones 1985，第67–71頁.
104. 1 2   (PDF).   [2012-12-03]. （原始内容 (PDF)存档于2014-10-26）.
105. ↑   (PDF). Office of Public Affairs, Argonne National Laboratory: 11. 1996  [2020-12-03]. OSTI 770687. doi:10.2172/770687. （原始内容存档 (PDF)于2021-09-17）.
106. ↑  Walsh, John.  (PDF). Science. 1981-06-19, 212 (4501): 1369–1371  [2013-03-23]. Bibcode:1981Sci...212.1369W. ISSN 0036-8075. PMID 17746246. doi:10.1126/science.212.4501.1369. （原始内容存档 (PDF)于2013-06-29）.
107. ↑  Libby 1979，第214–216頁.
108. ↑  . Argonne National Laboratory; U.S. Department of Energy.   [2013-04-12]. （原始内容存档于2019-05-08）.
109. ↑  Compton 1956，第144頁.
110. ↑  Jones 1985，第195–196頁.
111. ↑  Holl, Hewlett & Harris 1997，第428頁.
112. ↑  Fermi, Enrico. . Proceedings of the American Philosophical Society. 1946, 90 (1): 20–24. JSTOR 3301034.
113. ↑  Groves 1962，第58–59頁.
114. ↑  Groves 1962，第68–69頁.
115. 1 2  Jones 1985，第108–111頁.
116. ↑  Jones 1985，第342頁.
117. ↑  Jones 1985，第452–457頁.
118. ↑  Thayer 1996，第16頁.
119. ↑  Jones 1985，第401頁.
120. ↑  Jones 1985，第463–464頁.
121. 1 2  Waltham 2002，第8–9頁.
122. ↑  Jones 1985，第246–247頁
123. ↑  . Canada Science and Technology Museum. （原始内容存档于2014-03-06）.
124. ↑  Jones 1985，第8, 62頁.
125. ↑  Jones 1985，第107–108頁.
126. ↑  Hewlett & Anderson 1962，第201–202頁.
127. ↑  Smyth 1945，第39頁.
128. ↑  Conklin II, George E.  (PDF). Defense Technical Information Center. Fort Leavenworth: 17. 1995  [2021-02-26]. （原始内容存档 (PDF)于2021-12-05）.
129. ↑  Smyth 1945，第92頁.
130. ↑  Hewlett & Anderson 1962，第85–86頁.
131. ↑  Jones 1985，第295頁.
132. ↑  Hewlett & Anderson 1962，第285–288頁.
133. ↑  Hewlett & Anderson 1962，第291–292頁.
134. ↑  Ruhoff & Fain 1962，第3–9頁.
135. ↑  Hoddeson et al. 1993，第31頁
136. ↑  Hewlett & Anderson 1962，第87–88頁.
137. ↑  Smyth 1945，第154–156頁.
138. ↑  Jones 1985，第157頁.
139. ↑  Hewlett & Anderson 1962，第22–23頁.
140. ↑  Hewlett & Anderson 1962，第30頁.
141. ↑  Hewlett & Anderson 1962，第64頁.
142. ↑  Hewlett & Anderson 1962，第96–97頁.
143. ↑  Nichols 1987，第64頁.
144. ↑  Kemp 2012，第281–287頁.
145. ↑  Kemp 2012，第291–297頁.
146. ↑  Jones 1985，第119頁.
147. 1 2  Jones 1985，第117–119頁.
148. ↑  Smyth 1945，第164–165頁.
149. 1 2  Fine & Remington 1972，第684頁.
150. ↑  Nichols 1987，第42頁.
151. 1 2  Jones 1985，第133頁.
152. ↑  Hewlett & Anderson 1962，第153頁.
153. ↑  Jones 1985，第67頁.
154. ↑  Jones 1985，第126–132頁.
155. ↑  Jones 1985，第138–139頁.
156. ↑  . SmithDRay.   [2011-06-22]. （原始内容存档于2018-12-22）.
157. ↑  Jones 1985，第140頁.
158. ↑  Nichols 1987，第131頁.
159. ↑  Jones 1985，第143–148頁.
160. ↑  Hewlett & Anderson 1962，第30–32, 96–98頁
161. ↑  Hewlett & Anderson 1962，第108頁.
162. ↑  Jones 1985，第150–151頁.
163. ↑  Jones 1985，第154–157頁.
164. ↑  Hewlett & Anderson 1962，第126–127頁.
165. ↑  Jones 1985，第158–165頁.
166. ↑  Jones 1985，第167–171頁.
167. ↑  Smyth 1945，第161–162頁.
168. ↑  Jones 1985，第172頁.
169. ↑  Jones 1985，第175–177頁.
170. ↑  Hewlett & Anderson 1962，第170–172頁.
171. ↑  Jones 1985，第178–179頁.
172. ↑  Jones 1985，第180–183頁.
173. ↑  Hewlett & Anderson 1962，第300–302頁.
174. 1 2 3  Hansen 1995b，第V-112頁.
175. 1 2  Smyth 1945，第130–132頁.
176. 1 2  Jones 1985，第204–206頁.
177. ↑  Hewlett & Anderson 1962，第208–210頁.
178. ↑  Hewlett & Anderson 1962，第211頁.
179. 1 2  Jones 1985，第209頁.
180. ↑  Groves 1962，第78–82頁.
181. ↑  Jones 1985，第210頁.
182. ↑  Hewlett & Anderson 1962，第222–226頁.
183. ↑  Thayer 1996，第139頁.
184. ↑  Hanford Cultural and Historic Resources Program 2002，第1.16頁
185. ↑  Hewlett & Anderson 1962，第216–217頁.
186. ↑  Hewlett & Anderson 1962，第304–307頁.
187. ↑  Jones 1985，第220–223頁.
188. ↑  Howes & Herzenberg 1999，第45頁.
189. ↑  Libby 1979，第182–183頁.
190. ↑  Thayer 1996，第10頁.
191. 1 2  Thayer 1996，第141頁.
192. ↑  Hewlett & Anderson 1962，第184–185頁.
193. ↑  Hanford Cultural and Historic Resources Program 2002，第2章第4.15页–第2章第4.18頁
194. ↑  Hewlett & Anderson 1962，第204–205頁.
195. ↑  Jones 1985，第214–216頁.
196. ↑  Jones 1985，第212頁.
197. ↑  Thayer 1996，第11頁.
198. ↑  Hewlett & Anderson 1962，第219–222頁.
199. ↑  Hoddeson et al. 1993，第226–229頁
200. ↑  Hewlett & Anderson 1962，第250–252頁.
201. ↑  Hoddeson et al. 1993，第242–244頁
202. ↑  Hewlett & Anderson 1962，第312–313頁.
203. ↑  Hoddeson et al. 1993，第129–130頁
204. ↑  Hewlett & Anderson 1962，第246頁.
205. ↑  Hoddeson et al. 1993，第130–131頁
206. ↑  Hoddeson et al. 1993，第245–248頁
207. ↑  Hewlett & Anderson 1962，第311頁.
208. ↑  Hoddeson et al. 1993，第245頁
209. 1 2  Hoddeson et al. 1993，第294–296頁
210. ↑  Hoddeson et al. 1993，第299頁
211. 1 2 3  Hansen 1995b，第V-123頁.
212. ↑  Hoddeson et al. 1993，第301–307頁
213. ↑  Hoddeson et al. 1993，第148–154頁
214. ↑  Hawkins, Truslow & Smith 1961，第203頁.
215. ↑  Hansen 1995a，第I-298頁.
216. ↑  Hewlett & Anderson 1962，第235頁.
217. ↑  Gilbert 1969，第3–4頁.
218. ↑  Hoddeson et al. 1993，第308–310頁
219. ↑  Hewlett & Anderson 1962，第244–245頁.
220. ↑  Baker, Hecker & Harbur 1983，第144–145頁
221. ↑  Hoddeson et al. 1993，第288頁
222. ↑  Hoddeson et al. 1993，第290頁
223. ↑  Hoddeson et al. 1993，第330–331頁
224. ↑  Jones 1985，第465頁.
225. ↑  Hewlett & Anderson 1962，第318–319頁.
226. ↑  Jones 1985，第478–481頁.
227. ↑  Hoddeson et al. 1993，第174–175頁
228. ↑  Hoddeson et al. 1993，第365–367頁
229. 1 2  Jones 1985，第512頁.
230. ↑  Hoddeson et al. 1993，第360–362頁
231. ↑  Hoddeson et al. 1993，第367–370頁
232. ↑  Hoddeson et al. 1993，第372–374頁
233. ↑  Jones 1985，第514–517頁.
234. 1 2  Jungk 1958，第201頁
235. ↑  . A.C. Bhaktivedanta Swami Prabhupada.   [2013-07-19]. （原始内容存档于2013-08-04）.
236. 1 2  . Atomic Archive.   [2008-05-23]. （原始内容存档于2008-05-16）.
237. ↑  . Bhagavad As It Is.   [2012-10-24]. （原始内容存档于2012-11-17）.
238. ↑  . Time. 1948-11-08  [2011-03-06]. （原始内容存档于2011-08-19）.
239. ↑  Hijiya 2000，第123–124頁
240. ↑  Jones 1985，第344頁.
241. ↑  Jones 1985，第353頁.
242. ↑  Jones 1985，第349–350頁.
243. ↑  Ulam 1976，第143–144頁.
244. ↑  Jones 1985，第350頁.
245. ↑  Jones 1985，第358頁.
246. ↑  Jones 1985，第361頁.
247. ↑  Nichols 1987，第123頁.
248. ↑  Jones 1985，第410頁.
249. ↑  Jones 1985，第430頁.
250. ↑  Wickware, Francis Sill. . Life. 1945-08-20: 91  [2011-11-25]. （原始内容存档于2021-12-01）.
251. 1 2  . Life. 1945-08-20: 94  [2011-11-25]. （原始内容存档于2021-12-01）.
252. ↑  . The Atlantic. 2012-06-25  [2012-06-25]. （原始内容存档于2015-01-05）.
253. 1 2 3  Wellerstein, Alex. . Restricted Data. 2012-04-16  [2013-04-07]. （原始内容存档于2013-01-17）.
254. 1 2 3  Wickware, Francis Sill. . Life. 1946-09-09: 2  [2014-12-17]. （原始内容存档于2021-12-01）.
255. ↑  Roberts, Sam. . The New York Times. 2014-09-29  [2020-05-06]. ISSN 0362-4331. （原始内容存档于2021-12-01） （美国英语）.
256. 1 2  Warren, Cecil. . The Miami News. 1945-08-07: 1–A.
257. ↑  . www.merriam-webster.com. Merriam-Webster.   [2021-03-25]. （原始内容存档于2021-12-01）.
258. ↑  Sweeney 2001，第196–198頁.
259. ↑  Holloway 1994，第76–79頁.
260. ↑  Jones 1985，第253–255頁.
261. ↑  Sweeney 2001，第198–200頁.
262. 1 2  . Lawrence Journal-World. Associated Press. 1945-08-08: 5  [2012-04-15]. （原始内容存档于2021-12-01）.
263. ↑  Jones 1985，第263–264頁.
264. ↑  Jones 1985，第267頁.
265. ↑  Jones 1985，第258–260頁.
266. ↑  Jones 1985，第261–265頁.
267. ↑  Groves 1962，第142–145頁.
268. ↑  Hewlett & Duncan 1969，第312–314頁.
269. ↑  Hewlett & Duncan 1969，第472頁.
270. ↑  Broad, William J. . The New York Times. 2007-11-12: 1–2  [2011-07-02]. （原始内容存档于2018-01-17）.
271. ↑  Holloway 1994，第222–223頁.
272. ↑  Groves 1962，第191–192頁.
273. ↑  Groves 1962，第187–190頁.
274. ↑  Groves 1962，第191頁.
275. ↑  Jones 1985，第281頁.
276. ↑  Jones 1985，第282頁.
277. ↑  Groves 1962，第194–196頁.
278. ↑  Groves 1962，第200–206頁.
279. ↑  Jones 1985，第283–285頁.
280. ↑  Jones 1985，第286–288頁.
281. ↑  Groves 1962，第237頁.
282. ↑  Jones 1985，第289–290頁.
283. ↑  Goudsmit 1947，第174–176頁.
284. ↑  Groves 1962，第333–340頁.
285. ↑  Hoddeson et al. 1993，第380–381頁
286. 1 2  Groves 1962，第253–255頁.
287. 1 2  Hoddeson et al. 1993，第379–380頁
288. ↑  YouTube上的"Hiroshima 1945 - The British Atomic Attack"
289. ↑  Groves 1962，第184頁.
290. ↑  Groves 1962，第259–262頁.
291. ↑  Hoddeson et al. 1993，第386–388頁
292. ↑  Groves 1962，第311頁.
293. ↑  Campbell 2005，第39–40頁.
294. ↑  Groves 1962，第341頁.
295. ↑  Groves 1962，第268–276頁.
296. ↑  Groves 1962，第308頁.
297. ↑  Jones 1985，第530–532頁.
298. ↑  Holloway 1994，第116–117頁.
299. ↑  . The Manhattan Project: An Interactive History. US Department of Energy, Office of History and Heritage Resources.   [2010-12-19]. （原始内容存档于2010-11-22）.
300. ↑  Groves 1962，第315–319頁.
301. ↑  . www.cfo.doe.gov.   [2010-06-25]. （原始内容存档于2010-06-24）.
302. ↑  Hoddeson et al. 1993，第392–393頁
303. ↑   (PDF). Harry S. Truman Presidential Library and Museum: 9, 36. 1946-06-19  [2009-03-15]. （原始内容 (PDF)存档于2012-01-27）.
304. ↑  Buttry, Daniel. . Our Values.   [2016-06-15]. （原始内容存档于2020-04-29）.
305. ↑  . Hiroshimacommittee.org.   [2013-08-11]. （原始内容存档于2013-06-02）.
306. ↑  . The Spirit That Moves Us Press. 1984-05-01: 22–29.
307. ↑  Groves 1962，第343–346頁.
308. 1 2  Hoddeson et al. 1993，第396–397頁
309. 1 2   (PDF). National Security Archive Electronic Briefing Book No. 162. George Washington University. 1945-08-13  [2020-12-03]. （原始内容存档 (PDF)于2012-01-27）.
310. ↑  . Manhattan Project Voices.   [2015-02-27]. （原始内容存档于2019-03-01）.
311. ↑  Wellerstein, Alex. . Restricted Data. 2013-08-16  [2015-02-27]. （原始内容存档于2014-04-07）.
312. 1 2  Bernstein, Barton J. . International Security（英语：International Security）. Spring 1991, 15 (4): 149–173. ISSN 0162-2889. JSTOR 2539014.
313. ↑  Hewlett & Anderson 1962，第405–406頁.
314. ↑  Ahnfeldt 1966，第886–889頁.
315. ↑  Home & Low 1993，第537頁.
316. ↑  Frisch 1970，第107–115頁.
317. ↑  Hewlett & Anderson 1962，第399–400頁.
318. ↑  . Harry S. Truman Presidential Library and Museum.   [2012-10-20]. （原始内容存档于2015-05-18）.
319. ↑  Groves 1962，第348–362頁.
320. ↑  Nichols 1987，第226頁.
321. 1 2  Jones 1985，第592–593頁.
322. ↑  Sandia 1967，第11頁.
323. ↑  Hansen 1995b，第V-152頁.
324. 1 2  Hewlett & Anderson 1962，第625頁.
325. ↑  Nichols 1987，第225–226頁.
326. 1 2  Nichols 1987，第216–217頁.
327. ↑  Hewlett & Anderson 1962，第624頁.
328. ↑  Hewlett & Anderson 1962，第630、646頁
329. ↑  Nichols 1987，第234頁.
330. ↑  Jones 1985，第594頁.
331. ↑  Grodzins & Rabinowitch 1963，第vii頁.
332. ↑  Gosling 1994，第55–57頁.
333. ↑  Groves 1962，第394–398頁.
334. ↑  Hewlett & Anderson 1962，第655頁.
335. ↑  Jones 1985，第600頁.
336. 1 2  Hewlett & Anderson 1962，第723–724頁.
337. ↑  Nichols 1987，第34–35頁.
338. ↑  . Edmonton Journal. 1945-08-07: 1  [2012-01-01]. （原始内容存档于2016-05-04）.
339. ↑  O'Brien 2015，第47–48頁.
340. ↑  Laurence, William L. . The New York Times. 1945-09-26  [2012-10-01]. （原始内容存档于2021-11-01）.
341. ↑  Sweeney 2001，第204–205頁.
342. ↑  Holloway 1994，第59–60頁.
343. ↑   (PDF). King Groundwater Science, Inc. 2008-09  [2020-12-03]. （原始内容存档 (PDF)于2021-09-17）.
344. ↑   (PDF). U.S. Army Corps of Engineers. 2011-08-31. （原始内容 (PDF)存档于2017-02-23）.
345. ↑  Jenks, Andrew. . Environmental History. 2002-07, 12 (77): 552. doi:10.1093/envhis/12.3.552.
346. ↑  DePalma, Anthony. . The New York Times. 2004-03-10  [2020-12-03]. （原始内容存档于2021-12-01）.
347. ↑  Hewlett & Anderson 1962，第633–637頁.
348. ↑  Weinberg 1961，第161頁.
349. ↑  Hewlett & Duncan 1969，第74–76頁.
350. ↑  Hewlett & Duncan 1969，第72–74頁.
351. ↑  Hewlett & Duncan 1969，第490–493, 514–515頁
352. ↑  Hewlett & Duncan 1969，第252–253頁.
353. ↑  . United States Department of Energy.   [2021-04-17]. （原始内容存档于2021-03-18）.
354. ↑  . Department of Energy.   [2021-04-17]. （原始内容存档于2021-03-28）.

#### 行政外交历史文件及通史
- Bernstein, Barton J. . The Western Political Quarterly (University of Utah). 1976-06, 29 (2): 202–230. JSTOR 448105. doi:10.2307/448105.
- Campbell, Richard H. . Jefferson, North Carolina: McFarland & Company. 2005. ISBN 0-7864-2139-8. OCLC 58554961.
- Fine, Lenore; Remington, Jesse A.  (PDF). Washington, D.C.: United States Army Center of Military History. 1972  [2013-08-25]. OCLC 834187. （原始内容 (PDF)存档于2017-02-01）.
- Frisch, David H. . Bulletin of the Atomic Scientists (Educational Foundation for Nuclear Science). 1970-06, 26 (6): 107–115. ISSN 0096-3402.
- Gilbert, Keith V.  (PDF). Miamisburg, Ohio: Mound Laboratory, Atomic Energy Commission. 1969  [2014-10-31]. OCLC 650540359. （原始内容 (PDF)存档于2019-04-12）.
- Gosling, Francis George. . Washington, DC: United States Department of Energy, History Division. 1994. OCLC 637052193.
- Gowing, Margaret. . London: Macmillan Publishing. 1964. OCLC 3195209.
- Grodzins, Morton; Rabinowitch, Eugene (编). . New York: Basic Book Publishing. 1963. OCLC 15058256.
- Hewlett, Richard G.; Anderson, Oscar E.  (PDF). University Park: Pennsylvania State University Press. 1962  [2013-03-26]. ISBN 0-520-07186-7. OCLC 637004643. （原始内容存档 (PDF)于2017-12-03）.
- Hewlett, Richard G.; Duncan, Francis. . A History of the United States Atomic Energy Commission. University Park: Pennsylvania State University Press. 1969. ISBN 0-520-07187-5. OCLC 3717478.
- Hijiya, James A.  (PDF). Proceedings of the American Philosophical Society. 2000-06, 144 (2): 123–167  [2013-12-16]. （原始内容 (PDF)存档于2013-05-15）.
- Holl, Jack M.; Hewlett, Richard G.; Harris, Ruth R. . University of Illinois Press. 1997. ISBN 978-0-252-02341-5.
- Holloway, David. . New Haven, Connecticut: Yale University Press. 1994. ISBN 0-300-06056-4. OCLC 29911222.
- Howes, Ruth H.; Herzenberg, Caroline L. . Philadelphia: Temple University Press. 1999. ISBN 1-56639-719-7. OCLC 49569088.
- Hunner, Jon. . Norman: University of Oklahoma Press. 2004. ISBN 978-0-8061-3891-6. OCLC 154690200.
- Johnson, Charles; Jackson, Charles. . Knoxville: University of Tennessee Press. 1981. ISBN 0-87049-303-5. OCLC 6331350.
- Jones, Vincent.  (PDF). Washington, D.C.: United States Army Center of Military History. 1985  [2013-08-25]. OCLC 10913875. （原始内容存档 (PDF)于2014-10-07）.
- Jungk, Robert. . New York: Harcourt Brace. 1958. ISBN 0-15-614150-7. OCLC 181321.
- O'Brien, Phillips Payson. . Cambridge: Cambridge University Press. 2015. ISBN 978-1-107-01475-6. OCLC 907550561.
- Phelps, Stephen. . Yardley, Pennsylvania: Westholme. 2010. ISBN 978-1-59416-116-2. OCLC 642846903.
- Rhodes, Richard. . New York: Simon & Schuster. 1986. ISBN 0-671-44133-7. OCLC 13793436.
- Stacey, C. P.  (PDF). The Queen's Printer by authority of the Minister of National Defence. 1970  [2020-12-03]. OCLC 610317261. （原始内容存档 (PDF)于2021-02-26）.
- Sweeney, Michael S. . Chapel Hill: University of North Carolina Press. 2001. ISBN 0-8078-2598-0.
- Villa, Brian L. . Sidney, Aster  (编). . The Canadian Committee for the History of the Second World War, Department of National Defence. 1981  [2014-12-08]. OCLC 11646807. （原始内容存档于2021-09-17）.
- Williams, Mary H. . Washington, D.C.: Office of the Chief of Military History, Department of the Army. 1960. OCLC 1358166.

#### 技术历史文件
- Ahnfeldt, Arnold Lorentz (编). . Washington, D.C.: Office of the Surgeon General, Department of the Army. 1966. OCLC 630225.
- Baker, Richard D.; Hecker, Siegfried S.; Harbur, Delbert R.  (PDF). Los Alamos Science. 1983, (Winter/Spring): 142–151  [2010-11-22]. （原始内容存档 (PDF)于2011-10-17）.
- Ermenc, Joseph J. (编). . Westport, Connecticut and London: Meckler. 1989. ISBN 978-0-88736-267-5.
- Hanford Cultural and Historic Resources Program. . Richland, WA: Pacific Northwest National Laboratory. 2002. OCLC 52282810.
- Hansen, Chuck. . Swords of Armageddon: US Nuclear Weapons Development since 1945. Sunnyvale, California: Chukelea Publications. 1995a. ISBN 978-0-9791915-1-0. OCLC 231585284.
- Hansen, Chuck. . Swords of Armageddon: US Nuclear Weapons Development since 1945. Sunnyvale, California: Chukelea Publications. 1995b. ISBN 978-0-9791915-0-3. OCLC 231585284.
- Hawkins, David; Truslow, Edith C.; Smith, Ralph Carlisle. . Los Angeles: Tomash Publishers. 1961. ISBN 978-0-938228-08-0. OSTI 1087645. doi:10.2172/1087645. Originally published as Los Alamos Report LAMS-2532
- Hoddeson, Lillian; Henriksen, Paul W.; Meade, Roger A.; Westfall, Catherine L. . New York: Cambridge University Press. 1993. ISBN 978-0-521-44132-2. OCLC 26764320.
- Home, R. W.; Low, Morris F. . Isis. 1993-09, 84 (3): 527–537. JSTOR 235645. doi:10.1086/356550.
- Kemp, R. Scott. . Technology and Culture. 2012-04, 53 (2): 272–305. ISSN 0040-165X. doi:10.1353/tech.2012.0046.
- Ruhoff, John; Fain, Pat. . Mallinckrodt Uranium Division News. 1962-06, 7 (3 and 4)  [2010-10-30]. （原始内容存档于2015-03-30）.
- Sandia. . Sandia National Laboratory. 1967  [2019-11-11]. （原始内容存档于2021-09-01）.
- Serber, Robert; Rhodes, Richard. . Berkeley, CA: University of California Press. 1992. ISBN 978-0-520-07576-4. OCLC 23693470.（原始内容可见Wikimedia Commons）
- Smyth, Henry DeWolf. . Princeton, New Jersey: Princeton University Press. 1945. OCLC 770285.
- Thayer, Harry. . New York: American Society of Civil Engineers Press. 1996. ISBN 978-0-7844-0160-6. OCLC 34323402.
- Waltham, Chris. . Department of Physics and Astronomy, University of British Columbia. 2002-06-20. Bibcode:2002physics...6076W. arXiv:physics/0206076 .
- Weinberg, Alvin M. . Science. New Series. 1961-07-21, 134 (3473): 161–164. Bibcode:1961Sci...134..161W. JSTOR 1708292. PMID 17818712. doi:10.1126/science.134.3473.161.

#### 亲历者口述
- Bethe, Hans A. . New York: Simon and Schuster. 1991. ISBN 0-671-74012-1. OCLC 22661282.
- Compton, Arthur. . New York: Oxford University Press. 1956. OCLC 173307.
- Goudsmit, Samuel A. . New York: Henry Schuman. 1947. ISBN 0-938228-09-9. OCLC 8805725.
- Groves, Leslie. . New York: Harper & Row. 1962. ISBN 0-306-70738-1. OCLC 537684.
- Libby, Leona Marshall. . New York: Charles Scribner's Sons. 1979. ISBN 0-684-16242-3. OCLC 4665032.
- Nichols, Kenneth David. . New York: William Morrow and Company. 1987. ISBN 0-688-06910-X. OCLC 15223648.
- Ulam, Stanislaw. . New York: Charles Scribner's Sons. 1976. ISBN 0-520-07154-9. OCLC 1528346.